# 魔入りました!入間くん
『魔入りました！入間くん』（まいりました いるまくん）は、西修による日本の学園ファンタジーコメディ漫画作品。通称『魔入間』『入間くん』。『週刊少年チャンピオン』（秋田書店）にて、2017年14号（2017年3月2日発売）より、連載中。西の『週刊少年チャンピオン』での連載は本作が初めてとなる。2025年4月時点で単行本累計部数は1800万部を突破している。スピンオフとして、同社の『別冊少年チャンピオン』にて、『魔入りました!入間くん if Episode of 魔フィア』が2023年10月号から連載中。作画担当はhiro者。『週刊少年チャンピオン』にて、『魔入りました!入間くん カルエゴ外伝』が2021年20号・21+22号に前後編の読切として掲載され、2024年1号から同年7号まで連載された。
コミックス1巻の発売に合わせて、書泉ブックタワー、書泉グランデ、芳林堂書店高田馬場店、芳林堂書店コミックプラザで2017年7月7日から同年8月6日まで複製原画の展示が行われた。『週刊少年チャンピオン』2018年22・23合併号（2018年4月26日発売）では同誌連載中の『吸血鬼すぐ死ぬ』（盆ノ木至）とのコラボ企画が開催され、それぞれの作品扉ページで2作品間で衣装を交換したキャラクターが描かれたコラボサイン色紙、ポストカードの読者プレゼント企画も実施された。
2018年5月には、コミックス5巻の発売に合わせてアニメイト渋谷店にてサイン会が開催された。西にとっても初めてのサイン会となった。
2019年からはテレビアニメが製作、放送されている。2023年3月現在で3期までの放送が終了している。

## あらすじ
14歳の鈴木入間は鬼畜外道な両親に金銭目的で大悪魔・サリバンに売り渡される。しかしサリバンは入間に危害を加えることはなく、自分の孫になることを懇願する。
承諾した入間はサリバンが理事長を務める悪魔学校バビルスに入学し、自分の正体がバレてしまうと食べられる危険性があるため、人間であることを隠して学園生活を送ることになる。望みである平穏な生活とは裏腹に様々なトラブルが入間に襲い掛かるが、それらを乗り越える度に注目を浴び、不本意ながら有名人になりつつ幸せを掴んでいく。

## 登場人物
声の項はテレビアニメ版の声優。

### 主要人物
鈴木 入間（すずき いるま） / イルマ
声 - 村瀬歩
誕生日：10月4日 / 身長：158センチメートル / 体重：56キログラム / 位階：アレフ（1） → ヘー（5） / 所属師団：魔具研究師団 / 使い魔：エギーちゃん（ナベリウス・カルエゴ）
本作の主人公。14→15歳。一人称は「僕」。触角がトレードマーク。小柄な体格と中性的な容姿で、女装すると女性と勘違いされるほどの少年。人間界の出身だが、エゴイストの父（声 - 大河元気）と母（声 - 舞原由佳）のせいで人並みの平穏とは無縁のトラブルまみれの生活を送った苦労人で、他者の頼みを断ることが絶対出来ない極度のお人好しに育つ。トラブル突破のために常人離れした圧倒的危機回避能力・サバイバル術・合気道・大食い・機械修理といったスキルを有し、いかなる窮地でも平静さを保つ強靭なメンタルを保つ超人と化し、無限大の防御力を持つが、攻撃力はゼロ。食事は食える時に食うの精神のため非常に大食漢であるが、作るのは煮たり焼いたりすれば良いという考えなので料理は苦手。
指に装着した悪食の指輪（あくじきのゆびわ）により、周囲からはこの魔力込みで実力と認識されている。魔法詠唱が必要な時は使用しているが、本人はこの魔力に頼るのはズルと考え、必要時以外の使用を控えている。ギメル（3）に昇進した際に自我を得た悪食の指輪の化身を「アリさん」と呼び、相棒同然の関係を持つ。
クズな両親に売られた当初は自分の置かれた環境に困惑し、人間と露見しないよう目立たず平穏に暮らすことが望みだったが、特待生として入った悪魔学校の入学式でいきなり新入生代表として挨拶をさせられ、そうと知らないまま壇上で禁忌呪文を唱えて場を騒然とさせてしまった上、さらにはこれに嫉妬し決闘を申し込んで来たアリスを成り行きで倒してしまい、一躍有名人となる。その後も問題回避・解決のための数々の行動を起こすが、その結果かえって悪名が高まってしまう。
最初の位階測定時には、使い魔が教師であることと、飛行テストで問題を起こしたことで測定不能とされアレフ（1）となる。目立ちたくないという気持ちもあり位階を上げる意志は薄かったが、アメリとの出会いによって位階を上げるという目標を持つようになり、位階昇級試験では常に周囲の予想を覆す活躍を見せていく。同時に様々な悪魔たちとの交友関係が広がって行き、クラスメイトを中心に周りに大きく影響を与えていく。そんな魔界の生活が彼に変化を齎し、それまでの控えめで無欲な性格から「現在の生活・居場所を守りたい」という望みを抱くようになる。
カルエゴ達教職員の意向により、クラスメイト全員で収穫祭までの修行を受けることとなり、バチコに稽古をつけてもらい、強力な弓を扱えるようになった。収穫祭ではリードと組み、持ち前のサバイバル技術を用いて行動していた。伝説のリーフを探してリードと別行動をしていた際、オロバスとオチョの襲撃を受け、オロバスの策略に嵌まるも恐怖を乗り越え、魔界で生きる決意を新たにした。その後はクラスメイトと助け合いながら伝説のリーフを咲かせることに成功し、リードと共に若王となる。更に音楽祭ではカルエゴからピアノを習ってプルソンや他の生徒たちと共に優勝、問題児クラスの中で一人だけ一年生でありながらへー（5）にランクを上げる。アクドル大運動会ではケロリから収穫祭での約束を果たすために助っ人として呼ばれ、弓を使いこなして活躍。最後の種目で自ら悪入間の状態になり優勝した。
魔界三傑から次期魔王を育成・選出する「TS計画」が提案された際、他の三傑の孫達と対面し、次期魔王候補として推薦される。更に13冠とも対面し、自分が魔王になったらどんな魔界にするかを聞かれるが、魔界への知識があまりないのもあって他の二人とは違い上手く答えられなかった。本人はそのことを気にしていたが、実際は問答の後の食事に意味があったためにおかわりまでした入間はむしろ大半から好印象だった。以降は魔王にも興味を抱き、今まで目を向けてこなかったものにちゃんと向き合おうと考えるようになる。
2年生になってからは再びカルエゴと使い魔として再契約したり、魔力適正を調べようとすると紙が焦げて変な紋章が浮かぶなど、入学時のようなアクシデントに見舞われる。心臓破りではチマ・ギャルソンとチームになる。開始早々にシーダと交戦し、彼女からは能力自体はあるものの相手に攻撃を当てるのを躊躇っていることを指摘され、傷つける覚悟を持つように言われる。そしてチマの風船を割られながらもシーダから逃げ切り、その後は狙撃を行おうとしていたロビンを妨害、捕まっていたジャズの救出、最高戦力であるカルエゴの無力化と奮闘するが本性を表したアトリから襲撃を受ける。シーダや他の教師が駆けつけたことで難は逃れるものの、ダリに最後の風船を割られて試験には脱落した。
魔界で生きると決意したこともあって魔界の重要な瞬間を見たいという思いから後に「裏切りの13日」と呼ばれる大貴族会に参加しようとするも、入間が何者かに狙われているのにそれを守れる人材がいないことからオペラに止められる。しかし、アスモデウス家が護衛を引き受けたことで無事に参加。そこでTS計画が発表され注目の的となった後、フェンリルに変装したナルニアから再び魔王になったらどのような魔界を作るかを尋ねられ、今度は「悪魔たちがお互いを尊重して協力しあって高め合える優しい魔界」と答える。しかし、相手からは非常に捻じ曲がった捉えられ方をした上に、入間の正体を見抜いたナルニアから強い敵意を向けられる。その場はアムリリスによって助けられるものの暫く落ち込んでいたが、パイモンから励まされて立ち直る。ベヘモルトがシュラ姫を襲おうとした時はアリスと協力して狙撃しようとしたが、キリヲの「バリア」で防がれる。ベヘモルトの襲撃後はキリヲと再会し、彼から人間であるとバレていることを知る。学校に帰った後、バチコを励ますためにロビンと共にバルバトス家へと向かい、そこでバチコへの扱いに激怒していた大頭領に自分も一緒に怒らせて欲しいと頼み、結果的に大頭領と意気投合しバチコも13冠就任を決心したことで、大戦争が起こりそうだったのを止める事になる。
2度目の師団披露では、お化け屋敷を提案するが、前回よりも遥かに広大となった展示スペースを前に人員が足りな過ぎたため、すぐに準備を急いで美術師団に協力を求めて手が空いていたマーニーとジュダインの助力を得てお化け屋敷『メビウス美術館』を完成させる。今回も「トリッキーで賞」を獲得するが、バビルスではヴァウ（6）には昇級できないため、代わりに特別昇級試験【スカーラ】への推薦状を与えられる。受けるか悩んでいたが、バチコの後押しでスカーラに挑戦する。
スカーラでは、新13冠のメフィストが審査員となり、課題として多耳族の王国を造り、王となることを求められる。また、メフィストから与えられた一度だけ調達してほしいものを用意してもらえる救済ベルを即鳴らしてアリスとクララを呼ぶ。その後は多耳族について学びながらノヴァを筆頭とした子供達を中心に打ち解けていき、魔術を教えたり多耳族の作る人参の可能性に目をつけたりと彼なりのやり方で多耳族を導き独立させることに成功。メフィストから「全て君の思惑通りなのか」と尋ねられ、「全部拾いたい」「全部諦めたくなかっただけ」と返す。しかし多耳族の独立と入間のスカーラの妨害を企てたナルニアによって直属の部隊である牙隊が派遣され、彼らの横暴を止めようとした結果魔関署と対立しかける事態になってしまうが、メフィストとアンリが派遣した爪隊の介入によって事なきを得る。
スカーラの結果としては「魔界に対する貢献度を審査する」という規則上まだ大きな影響が出ていないため昇級見送りとなる（実際は魔関署側から昇級を見送って欲しいと頼まれていたため）が、メフィストの個人的な基準は満たしていたため彼から評価の証として5.5のバッジを渡された。
悪入間（あくいるま）
自我を得た悪食の指輪「アリさん」の性格改変魔法により生まれたもう一つの人格。一人称は「俺」。サリバンは「入魔（いるま）」と呼んでいる。目付きが鋭く口調は荒く常に強気で手段を選ばない、主人格である入間とは正反対の性格。しかし他人の頼みを断れないお人好しである点は共通している。この人格は周囲には彼の悪周期と勘違いされている。
イルミ
入間が女装している時の名称。熱で倒れたくろむが回復するまでの代役としてクララにアリスとともに女装させられて一緒にライブに登場し、その後回復したくろむと一緒にライブを盛り上げて結果的に大成功に収めたことで、正体不明のアクドルとして名が知れ渡る。
アスモデウス・アリス
声 - 木村良平
誕生日：6月6日 / 身長：178センチメートル / 体重：67キログラム（羽と尻尾除く） / 位階：ダレス（4） → ヘー（5） / 所属師団：魔具研究師団 / 使い魔：ヴィーノ（ゴルゴンスネーク）
名門アスモデウス家嫡男。一人称は「私」「（最初だけ）僕」。「炎を自在に操る」魔術を得意とする。
美青年で規律を重んじる優等生。学年首席でさらに実技成績学年1位。文武両道で料理も出来る万能人。常識人でもあるため、魔界の情報に疎い入間への説明役を担ったり、問題児クラスの貴重なツッコミ役ともなっている。一方で入間のことになると急にボケになったり、金持ち故に感覚が周りと違うことがある。実母と魚が苦手。当初は自分から新入生代表の座を奪った入間を嫌悪していたが、自ら申し込んだ決闘で完敗した結果心服し、以後は入間を常に「入間様（イルマ様）」と呼び付き従う。本人は従僕になったつもりだったが、程なく入間に自分を「友達」だと言われてすっかり感激し、以後は周囲に対し自身が入間の「おトモダチ」であることをよく強調する。なお、アリスの思う「おトモダチ」の定義は「血の盟約」のため、周囲からは引かれている。
普段は冷静沈着だが非常に短気で、他者を寄せ付けない空気をまとっていることが多いが、入間に対してはいつも満面の笑みをたたえて接している。また、入間が関わると分かりやすいほど感情的になる。クララとは喧嘩友達で、「アホ」呼ばわりしつつ、常に入間との「おトモダチ」度を競っている。当初はウァラクと呼んでいたが、音楽祭の練習以降はクララと呼んでいる。サブロとはライバル関係にあり、当初は犬猿の仲であったが物語が進むにつれ共闘することも増えてきている。悪周期形態では酔ったように哄笑しながら暴れまくる。
収穫祭ではサブロと組み、強い魔獣を倒してポイントを稼いでいた。ドロドロ兄弟との戦いで彼等の能力を見抜き、悪周期を解放して大暴れすることで勝利する。その後も順調にポイントを重ねていたが、入間の危機を知って駆けつける。生徒同士の直接攻撃は反則行為であったが、入間の矛でいられればいいという考えからオロバスに強力な一撃を入れ、勝利を入間に託す。
音楽祭後、入間のために魔具研究師団へ向かった所でキリヲと再会。キリヲの目が以前見せてもらった元祖返りと同じだったことから、入間に害をおよぼすつもりだと知り、交戦するも逃げられた。
問題児クラスが音楽祭で優勝し、全員がランク4以上に昇級した後、入間に自身とクララを「親友」と言われたことを機に、クラスの全員を集めて自らが仕切り、自分とクララ以外のクラス全員は入間の「オトモダチ」であり、自分とクララは「シンユー」だと宣言した。
心臓破りではシルビア・ゼゼとチームとなり、途中でチームカムイと合流してミッションに向かう。エイトが現れるとカムイに自分のチームも任せて単身で挑むが、自分を上回る炎の使い手であるエイトに苦戦する。彼から家系能力を使うように言われるもそれを断り切り札である火岸花（アムリリス）で対抗。エイトからはその実力を認められ、ミッションをクリアすると見逃された。その後は入間と合流したところにアトリから襲撃を受けるというアクシデントが起きながらも逃げ切り、試験に合格してランクも「へー（5）」に昇格した。
後に「裏切りの13日」と呼ばれる大貴族会の前日に入間から参加に反対するオペラを説得するために助けを求められ、母のアムリリスに入間の護衛を頼みに行き、アムリリスのエスコートと服選びを条件に承諾されたことでオペラを説得することに成功。
問題児クラス内ではアロケル共々家系能力が一切不明。エイトからは圧倒的な状況も打開出来る魔術と言われているが、どんなに追い詰められた際も使うのを渋っており、口に出すのも拒んでいる。さらに、幼少時から鍛えていた炎の魔術を入間に絶賛されたことから、炎の魔術しか極力使わないようにしている。2年生に進級してからは火岸花（アムリリス）と呼ばれる青い花のような特殊な炎を習得。単純な威力も跳ね上がり、炎を吸収する力を持つ。
ウァラク・クララ
声 - 朝井彩加
誕生日：5月5日 / 身長：153センチメートル / 体重：50キログラム（羽と尻尾除く） / 位階：ギメル（3） → ダレス（4） / 所属師団：魔具研究師団 / 使い魔：ボス（ファルファル）（声 - 大河元気）
本作のヒロイン。入間と同級の女子生徒。一人称は「わたし」「（最初だけ）あたし」。
奇矯な性格のために周囲から浮いており、彼女の能力を利用しようとするものだけが周りに残っていた。本人はそれを自覚し仕方がないと諦めていたが、見返りなしで遊びに付き合ってくれた入間に心服し、アリスと共に入間の「おトモダチ」となる。以後は入間を「イルマち」と呼び、行動を共にする。アリスのことは「アズアズ」と呼びつつ、入間を巡ってよく諍いを起こすケンカ友達となる。常識に囚われぬ柔軟で豊かな発想と思考の持ち主で、時折周囲の者には理解不能な言動をとる一方、彼女のお転婆が窮地を救うこともある。また、性格のよく似たやんちゃな弟妹達の長女なため、意外と面倒見の良い一面も持つ。自分やアリスも知らないうちに入間と密会していたアメリに嫉妬を感じたことを機に入間への恋心を自覚し、「いつかは（自分の魅力でイルマちを）メロメロにしてやる」と心に誓っている。
収穫祭ではエリザベッタと組み行動していたが、一人でいた所をオロバスに狙われる。彼の生み出した幻に精神的に追い詰められるも、駆けつけた入間やアリスによって助けられる。
心臓破りではストロー・ヤバシとチームになる。開始早々教師の一人スージーと遭遇し、チームプレイで善戦して持ち堪えるものの、敗北してリタイアとなる。
後に「裏切りの13日」と呼ばれる大貴族会には参加する事が出来なかったため留守番していたが、クララが入間に電話したことが偶然にも入間の正体の発覚を防ぎ、入間を立ち直させることになった。後日入間とアリスの元気を無くしている姿を見て2人を励ました。
劇中では翼を広げて飛行している描写がなく、女子会にて翼について尋ねられた時には言いよどんでおり語ろうとしなかった。
家系魔術は「呼び出し（トイトイ）」。一度見た物を魔力で複製し、召喚できる。召喚は主に服のポケットから出しており、ポケットさえあればどのような服装でも問題なく、取り出す物体の大きさもポケットのサイズは関係ない。また、ポケットの中は異空間のようになっており、物体を取り出すだけではなく物体や生物を異空間の中に入れることも可能。
アザゼル・アメリ
声 - 早見沙織
誕生日：3月13日 / 身長：190センチメートル / 体重：69キログラム（羽と尻尾除く） / 位階：ヴァウ（6） / 所属師団：生徒会（生徒会長）
名門アザゼル家嫡子。バビルス2→3年生。一人称は「私」。生徒会会長。
長身の美女で、常に気高き立ち居振る舞いで威風堂々としているが、密かに人間界の少女漫画ファンで、恋に恋する乙女の一面も持つ。前収穫祭優勝者であり、圧倒的な実力と頭脳、カリスマ性を持っている。生徒会長という立場から恨みを買うこともあるが、その実力から表立って反抗されることはない。料理はシンプルに下手。将来は父の仕事を手伝おうと考えているため、実力を見込んだオペラにスカウトされた際は一旦断りかけたが、サリバン家に就職すれば入間と一緒に暮らせるのではと思い直し返事を保留にしている。13冠の一人である父親のアンリからは溺愛されている。
ある時、魔界に存在しない植物を発生させた入間が人間ではないかと疑い、かねてから読めずにいた少女漫画「初恋メモリー」を朗読・解説させることを思いつく。結果、入間を人間と概ね確信するに至るが、「初恋メモリー」の読書会を続けるために黙認し、そのまま交流を続けていた。シネルの性格改変魔術によって普段とは正反対のおしとやかな性格にされた上にロノウェに生徒会解散選挙を申し込まれ、窮地に立たされるが、入間の励ましを受けて本来の性格を取り戻し、選挙に圧勝する。この騒動をきっかけに入間への恋心を自覚。入間が人間であることに父・アンリが気づきかけ、元の世界に返そうとした時には、入間を優秀な「悪魔」と言い切って助けた。以来入間のことを思う時には照れからしどろもどろになることが増えた。終末テストの後、クララに強引に女子会へ誘われたことで、問題児クラスの女子達とも交流するようになる。
終末日の序盤に入間からウォルターパークへ誘われる（アメリは二人きりのデートと思い込んで承諾したが、実際は問題児クラスのメンバーや大人達も一緒であったため、本人的にはやや期待外れであった）。パーク内で魔獣が暴れた時はオペラと共闘し、家系能力を駆使して魔獣を仕留めた。その後、終末日の最終日に、アクアケースで入間と念願の二人きりのデートを実現させた。
アクドル大武闘会では父親の勧めで警備のボランティアを行っていたが、そこでチームメイトの抜けたデビムスと出くわし「メリー」として参加を頼まれる。当初は困惑していたが、ケロリのアクドルへの思いと、かつて彼女の歌に助けられた（ウォルターパークで魔獣と戦う時勇気づけられた）ことから参加を決める。
3年生に進級した時は制服が新調された。新入生の主席であるチマに宣戦布告されたことを頼もしく思っていたが、彼女も入間に好意を寄せていることを知って宣戦布告の意味を理解し、以降はチマを警戒している。心臓破りでは解説を務めて真面目に解説をしていたものの、入間が他の女性と関わっている時は激しく嫉妬したり入間が活躍する勇姿を見て悶えたりしていた。心臓破り後には労うという口実で入間と食事に行った時に「ザイン（7）」を目指すことを明かし、新13冠が発表される大貴族会の前日に入間にハンカチを渡してエスコートを頼むことに成功している。
家系魔術は「幻想王（ロマンチスタ）」。自己暗示により全能力を向上させる鼓舞魔術。とても強力な反面、相手に臆すれば敗北必至の諸刃の剣。また、リミッター解除による強化のため使用後は激痛に襲われる。使用時には髪が光る。
ナベリウス・カルエゴ
声 - 小野大輔
誕生日：2月14日 / 身長：182センチメートル / 体重：65キログラム（羽と尻尾除く） / 位階：ケト（8）
バビルス筆頭教師。一人称は「私」「（13話から24話まで）俺」。独身。趣味はサボテン収集。口癖は「粛に」「厳粛に」。
優秀で生真面目、プライドが高く陰湿だが厳粛な教師で、生徒を「ゴミ」「問題児」と呼んでいるが、公私混同するような真似はせず真っ当な理屈の範疇で厳しくしている。的確に資質や能力を判断し、策を立てられる。生徒の努力に関してはしっかり認め、教えを請われれば正しい姿勢としてスパルタながらもしっかり教える。
自身の性格故、サリバンの緩さを嫌っているが、上司なので逆らえない。オペラとは先輩後輩の仲で、パシリにされていたため苦手としている。ロビンのことは使い魔授業の影響で目の敵にしている（入間の成績に関係するため授業中は大人しくしている）。一方で、バラムとは入学当初から親しい仲である。音楽祭で優勝クラスを率いた経験者であり、大抵の楽器を扱える。
使い魔召喚試験で手違いから入間に召喚され使い魔になったショックで寝込み、後日ようやく復帰するも、使い魔として召喚された時に濡れ衣で捕まって会議に出られず、挙げ句の果てには問題児クラスの担任を押し付けられる形となった。
「入学式で禁忌呪文を唱える」「アスモデウスと決闘する」などの騒ぎを起こした入間を目の敵にし、さらに入間に使い魔にされてしまってからは益々入間のことが嫌いになったが、その一方で入間が危険に慣れすぎているために無茶を躊躇しないことを懸念している。
心臓破りではゲームの進行役を担っており、チーム分けもカルエゴが決めた（そのチームの意地の悪さから自身の生徒には気づかれている）。終盤にバラムと共に教師陣の最大戦力として投入され、ケロリとエリザベッタを一瞬で倒しアリスも追い詰めたが、入間に使い魔として召喚されたことで立場上協力はしないものの危害も加えられなくなり、実質無力化された。アリス達との合流後危険を察知し咄嗟に助けを求めた入間を守るためにアトリと交戦するが、使い魔としての姿では全力が出せなかったために押されていた。試験後、シーダとアトリの推薦状を出した推薦者が兄のナルニアであったことが判明し、兄の元祖返りを手引きした行為にオペラから厳しく言及されるが、カルエゴはバビルスと生徒に敵意を向けるなら兄でも容赦なく処断する覚悟を見せた。その後、オペラが強引に問題児クラスの実技特別教員に赴任した時は、問題児クラスに深く同情した。
学園をオペラや他の教師に任せて兄に会うべく魔関署に向かうが、ナルニアが13冠の候補に選ばれたことからアンリに断られる。そしてナルニアに会うために大貴族会に参加しようとし、アンリからはナベリウス家にある「有事に備えて催事は捨てろ」という掟を指摘されるが、もう一つの「一度噛みつくと決めたなら牙一本になっても食らいつけ」という掟を理由に承諾させる。
大貴族会では、ピアノの伴奏者として登場し、その後ナルニアと接触。しかし、魔関署はナルニアをあまり表に出したくないことや高位階の悪魔が行方不明になっている事件からアンリがナルニアの影武者を務めていたためその場では会えず、大貴族会が終わってから対面することとなる。そこでアトリのことを尋ねるも「必要だった」としか言われず具体的なことは何も聞かされず、そんな彼の態度が普段通りではあるものの違和感を覚えた。そして去り際にナルニアから入間に近づかないように警告される。その後は大貴族会における一件と悪周期によって家に篭りきりになる。本人なりに推測を重ねた上で入間の正体が人間である事実に思い至り、バラムの反応で確信するものの何も気づかないふりをした。
2度目の師団披露では、ジュダインが魔具研究師団と協力して制作した『微笑むガルナ』をツムルとともに審査した際、見た瞬間にケルベロスが出て威嚇するほどの恐ろしい絵画だったため、絵の出来栄え自体は称賛したものの危険すぎて展示を認めなかった。
家が代々番犬の家系であり、幼少時からバビルスの次期番犬として育てられた。バビルス在学時代は一年生のころから規律に厳しく、魔力に関しては並の上級生を上回る才能を持っていた。かつての謎の番長として行動していたオペラと外見的な特徴が一致していたことから勘違いで何度も絡まれており、それを解決するべく行動していた所正体がオペラだと知り、戦いを挑むも敗北、しかし攻撃を一度耐えたことからオペラに認められてバラムと共にパシリになる。
エギーちゃん
カルエゴの使い魔形態。容姿は蝙蝠の翼とウェーブかかった紫髪が一本生えた白ヒヨコ（但し手足には黒い爪のようなものが一本のみ）。ふわふわとした体毛から「モフエゴ先生」とも呼ばれる。この形態でも魔術使用に支障はないが、本体の使用時より見た目上可愛いものが発現している。また魔法の使用自体は出来ても威力などは劣り、アトリの襲撃時には入間を守りきれなかった。
使い魔は主人の性格などが強く反映されるため、彼の姿は入間が基本的に無害な人物であることが影響している。また入間に危害を加えようとすると、しっかり処罰（しつけ）を受ける。
ケルベロス
カルエゴが攻撃を繰り出す際に出現する、金色の毛並みをした三つ首の巨大な犬。ケルベリオンとも呼ばれる。攻撃技は、その鋭い爪を振るう『番犬の鉤爪（ケルベロビュート）』。
使い魔ではなくナベリウス家に取り憑いている犬の幽霊のような存在。家系能力とも異なり、ナベリウスの血におりこまれた魔力そのもので、最初に"躾"を叩き込み、主と認めさせなければ牙を剥きツメを振り下ろす凶悪な獣である。カルエゴが使い魔召喚をしてもケルベリオンが威嚇して追っ払うため、彼に使い魔はおらず、またカルエゴが一年の使い魔召喚の監督官なのもそれが一番の理由（一年が召喚した使い魔をケルベリオンが牽制するため抑止力となるから）である。
尚、入間の使い魔状態でも呼び出すことは可能であるが、その際は仔犬のような姿になる。戦闘能力も下がる。意外にもお化けは苦手。
サリバン
声 - 黒田崇矢
位階：テト（9）
13冠にして魔界三傑の一柱。一人称は「僕」、「（最初だけ）我が輩」。悪魔学校バビルス理事長。かつては魔王デルキラに側近として仕えていた。
口髭とスキンヘッドと牛角が特徴。長身痩躯の老魔だがギャグシーンでは二頭身の卵体型になる。契約を結び孫として迎えた入間を全力で可愛がり甘やかしたがる孫馬鹿。なぜ人間の入間を孫にしたのかは謎。彼の親しい者は、孫どころか子供がいないことを知っているので疑問に思われている。目立つのが嫌という入間のために、彼とその友人であるアリスとクララを問題児クラスに入れた。
普段はマイペースな好々爺だが魔界で三指に入る大悪魔。次期魔王との呼び声も高く、他の13冠からも位階が9であること以外は魔王に相応しいと認められているものの、本人は孫の成長を見守るのが楽しいという理由から、バビルスの理事長を辞めて魔王になるつもりはない。
TS計画では自身の孫である入間を次期魔王候補に推薦。
心臓破りでは、大怪魔"サリバーン"として理事長室に封印された状態で登場し、ミッション"SOS"で封印解除されるまで待っていたが、間一髪阻止されて悲しんでいた。アトリが本性を表した後は、入間に手を出したことや、デルキラが自身に告げた言葉を言われたことに激怒していたが、アトリを捕らえた直後に現れたポロによって阻まれる。
その後は新しい13冠を決めるために暫くは入間の元にも帰らずにいたが、オペラを説得してやってきた入間と大貴族会で再会。彼の成長を目の当たりにして喜んだ。バチコの処遇によってバルバトスを筆頭とした三英雄と一触即発の状況となるも、入間の活躍によって阻止され、彼の言葉を聞いてデルキラが帰ってきたら自分の席を譲ることを決める。
オペラ
声 - 斎賀みつき
サリバンのSD（セキュリティデビル）。猫耳がある三つ編みの容姿だが、性別不詳。一人称は「私」。
普段は冷淡で無表情だが、毒舌でドSな一面を持つ。家事が完璧で尻尾でゲームをするなどかなり器用。実力も高く、魔獣を圧倒する程。表情よりも猫耳の方が感情豊か。当初は入間を養子にしたことに疑問を持っていたが、彼に懐かれるのはまんざらではなく、様々なアドバイスを与えることもある。彼が人間であることから魔界の危険性と人間界に戻る方法を伝える一方で、サリバン家の後を継ぐ者として彼に期待している。
バラムとカルエゴの先輩で、カルエゴを使い走り扱いしており、時には言葉攻めで弄り倒すこともあるため、カルエゴが苦手とする数少ない人物。
バビルス在学時代からサリバンに仕えており、彼の目指す学校を作るために謎の番長として学校内の不良達を懲らしめていた。この時は黒髪で癖っ毛であり、噂で知られていた特徴がカルエゴとかぶっていたことからカルエゴに迷惑が行くことになってしまい、自身の行動を止めるべく行動していた彼に見つかってしまう。口封じのためにカルエゴと戦い圧倒するが、自身の一撃を耐えた彼と異常な力を持つバラムを見て、二人をパシリにした。
心臓破りでは、ミッション"SOS"でサリバーンが封印されている理事長室にいたが、非戦闘員扱いだったため戦いには不参加。試験後、教師陣に元祖返りが潜入していた上に入間が狙われたことに事態を重く見ており、カルエゴに対し後手に回った失態や兄の元祖返りに与する行為に厳しく言及。カルエゴの覚悟を見た後、自分を問題児クラスの実技特別教員にするように提案し、異論を受け付けず強引に赴任する。
入間が大貴族会に行こうとした際には、入間が何者かに狙われている上に入間の正体を知っている上で入間を任せられる人材がいなかったために一度は止める。しかし、入間によって護衛を頼まれたアリスと、更にそのアリスからの頼みで13冠であるアムリリスが護衛を請け負う事となり、彼女の実力を見て入間の出席を認めた。
スカーラの一件の後、自分のせいで周りに迷惑をかけてしまわないかと不安に思っていた入間に対し、自分へのお礼にホットミルクを作ろうとしてくれた時に自分の中で「人間」から「イルマ様」になったこと、今は家族のように思っていることを明かし、迷惑をかけてもらえる事が嬉しいと入間を励ました。
アリクレッド
声 - 三木眞一郎
悪食の指輪の化身。当初は自我がなく、入間がベト（2）に昇進した際に自我を得、ギメル（3）に昇進した際に意志疎通が可能となった。魔術への造詣が深く、入間に魔術を教育・指導しており、相棒にして師弟関係にあり、共に力を合わせて窮地を切り抜ける（バラムの授業を初めて受けた際に入間の背中に羽がないことで騒がれ、上着を引き剥がされる寸前シャツを伝って自分の腕を小さな羽に変えて誤魔化す等）。入間に変化術を掛けられた容姿はタキシードを着た単眼の紳士。正体が露見するとどんな騒ぎになるか不明なため、安全が保障されるまで表に出ようとしない。入間を最初はご主人と呼んでいたが、本人が嫌がったため「イル坊」と呼び、入間には「アリさん」と呼ばせている。入間に性格改変魔法をかけて「入魔（悪入間）」モードを作り、大騒動を引き起こした。キリヲの悪意に気づくもまだ喋れなかったため上手く伝えられなかった（キリヲの首根っこを掴みはした）。入間のランクがダレス（4）になった直後から応じなくなったが、入間のランクがへー（5）になると同時に目を覚ます。更にランクが上がった影響で大きさを変えたり、指輪から一定範囲内ならば離れて行動出来る様になった（一定範囲を越えると引き戻されるらしい）。
一人称は「俺ちん」で、普段の態度は男性だが、たまに女の格好をして振る舞い「女優」という言葉を口にしたりしている（婦人服や帽子、金髪のカツラをかぶったり胸が膨らんだりしている）ため性別は不明。
悪食の指輪（あくじきのゆびわ）
黄金の指輪型の魔具。持ち主の魔力を溜め込み、放出することが出来る。しかし魔力が枯渇すると、黒い影のような怪物（自我を持つ前のアリクレッド）が指輪から出現し、無差別に周囲の魔力を吸い取る。また、一度指に嵌めると外すことが出来ない。
普段はサリバンが充填した魔力を、必要な時に入間が放出させて使っている。当初は出力の調整ができなかったため、サリバンの魔力が全開放状態だったが、後にサリバンの調整によりダイヤル式に形が変わり、「小悪魔（デビル）モード」「悪鬼（デーモン）モード」「魔神（イフリート）モード」の三段階に魔力の放出量を切り替えることが可能となった。また、緊急時の際は「パンドルーラ」と呪文を唱えると指輪内の魔力を全開放出来る。
入間が位階袋鳥から位階の章を取り出す際、章の代わりに入間の右手に嵌まり、以後魔力が無い入間でも魔術が使用出来るようになった。

### 悪魔学校バビルスの関係者

#### 問題児クラス
サブノック・サブロ
声 - 佐藤拓也
位階：ベト（2） → ダレス（4） / 所属師団：魔王師団 / 使い魔：オーマ（ケルビー）
名門サブノック家次男。一人称は「己（うぬ）」で、二人称は「主（ぬし）」。
魔王になることを夢見ている、猪突猛進だが堂々とした性格をした文武両道の美丈夫。常に尊大な態度で、目上の者に対しても決してへり下ることが無く、首回りには家系能力を使用するための複数の金属板を首飾りのように身に着けている。入間を一方的にライバル視しているが実質的なライバルはアリスである。父のサブザンとは確執があって仲は良くないが、父以外の家族仲は良好。
彼の悪周期は家系の色が濃く出てしまうため、その危険性と家系の力に振り回されたくないという考えから、バビルスに入るまでは一度しか悪周期になったことがない。そのためバラムによる悪周期の修行も断っていたが、入間の発言で考え方が変わり悪周期の修行をするようになった。バラムからは危険だから修行と命の危機にのみ使用するように言われている。悪周期になると髪色が黒くなる。
入学当初は「力が全て」という考えで、力を誇示するために入学式の日にいきなり教師のブルシェンコに暴力を振るい校舎の一部も破壊したことで問題児クラスに編入された暴れん坊だったが、自らの無謀さが招いた絶体絶命の窮地を入間に救われて感謝の言葉を述べ、それまでの非礼を詫びた後、入間の行動に影響され以前よりは思慮深くなった。また、「王の教室」開放の件で、ブルシェンコに土下座して入学式の愚行を謝罪したことで彼と和解する。
収穫祭ではアリスと組み強力な魔獣を倒しポイントを集めていたが、途中でドロドロ兄弟と競争することになる。勝負後はドロドロ兄弟も連れて行動していたが、入間を助けに向かったアリスを野望に向かったからと止めなかった。
魔王に興味を持った入間に魔王について色々語った際、彼の「今まで目を向けてなかったものに向き合う」という言葉を受けて実家に帰り、叔父のバールから次期魔王を決めるTS計画への推薦を持ちかけられるも断った。
心臓破りではロンロン・プコとチームになる。ミッション"SOS"では仲間達と共闘の末にミッションを完遂。逃走後に2年塔屋上でアトリと遭遇し、暴走したアトリに殺されかけるが、駆けつけたバラムに助けられた。試験での出来事で、ロンロンとプコから「パパ」と呼ばれることに困惑している。2度目の師団披露では、イルマとシルビアから『微笑むガルナ』を模写するために保護者からの了承を頼まれると、シルビアの気持ちを汲み取ってひと悶着あったものの無事に了承のサインを得て来た。
家系魔術は「武器創生（ぶきそうせい）」。噛んでいる物質と同質の武器を造り出せる。創り出した武器から更に新しい武器を出現させることも可能。全身全霊で武器を作ると色が黒く変色し、本来の何倍もの痛みを相手に与えられる。
クロケル・ケロリ
声 - 東山奈央
誕生日：11月4日 / 身長：155センチメートル / 体重：魔りんご66個分！ / 位階：ベト（2） → ダレス（4） / 使い魔：ブリザードウルフ、スノーキングフォックス
名門クロケル家長女。一人称は「私」。魅力度51%（超認識阻害メガネ着用時）。熱に弱く、能力の酷使や興奮するなどして体温が高くなると倒れてしまう。
実はアクドルのくろむとして人気を得ており、正体露見防止のため特注の超認識阻害眼鏡を常に掛け、アクドル活動時には外している。また、彼女自身も大のアクドルファンである。
幼少期は母親や兄妹と同じように笑顔を見せない性格であった。優秀な兄妹と常に比較されていたころ、アクドルの映像に魅了されたことから、家族を見返すためにアクドルとして活動するようになる。悪魔学校で自分より目立っている入間に嫉妬しているが、同時に窮地を救われた恩から好意を持つという複雑な感情を抱いている。
収穫祭ではカムイと組み、たくさんの魔獣を従えて魔獣にポイントを集めさせていた。更に魔獣を使ってアガレス達の砦を奪おうと激闘を繰り広げるも敵わず、自身達をポイントにすれば勝てると言う魔獣達に対して自分がどんなに輝いてもファンがいなくては意味がないとし労いの言葉をかけた。大武道会では勝利のために収穫祭での約束を使って入間とリード、更に突然空いてしまった枠を埋めるためにその場を訪れたアメリを引き連れて、チームデビムスとして出場した。第7種目の大騎馬戦で負けたことから焦るも、励ましてくれた仲間達の姿を見て自分が一人ではないことを自覚し、序盤はロックでカッコイイ姿を見せ、後半でとびっきり可愛い姿を見せる作戦を立て、ライブを大成功させた。
心臓破りではヤン・チャチャとチームになる。エリザベッタのチームと合流してからミッションに向かい、ミッションを成功させた。その後何とかして逃げ切るもその先でカルエゴに遭遇してしまい脱落した。試験後、結果が残せず悔しむチマを励ましたが、チマが入間の嫁になることを目指しているのを知って驚愕する。
2度目の師団披露では、チマから舞台セットの貸し出しをお願いされると快く承諾した。
家系魔術は「氷面（ひょうめん）」。水の温度の調節、特に冷却を得意とする。その応用なのか本質なのかは不明だが、氷を自在に操ることができる。
アンドロ・M・ジャズ
声 - 柿原徹也
位階：ギメル（3） → ダレス（4） / 所属師団：魔術開発師団 / 使い魔：スプ（スプリット・ウルフ）
アンドロ家次男。窃盗癖から頻繁に金品を盗むため、購買部からブラックリスト入りされており、入学時もスリが原因で問題児クラスへ。勉強は苦手だが計算など数学が得意で頭も切れる。周りの生徒からもクールで大人っぽいと評されている。一族の方針から優秀な兄に常に馬鹿にされ、その経験から頼りにされると期待に応えたいという願望が強く、自身が頼りにされる「お願い」を拒否出来ない。仲の良いリードからは「ジャジー」と呼ばれている。
一族の家訓は「卑しいことこそ美しく」。無駄に指が動くとカチカチと音が鳴り相手に気付かれやすくなる指輪を、自分への枷として全指に着けている。限界まで開いた指がまるで蛇であるかのように自在に動く技を持つことから、「蛇使いの盗賊（サーペントシーフ）」の異名を持つ。
アンドロ家は完全実力主義“盗った方より盗られた方が悪い”な家系のため、実力が上のため言い返せず何もかも一流に悪い兄を持つ彼は領域を侵され続けた（主に身に付けていた財布や時計を盗られたり、自分の部屋に女連れ込まれて酒盛りされた）せいか『自分に弟か妹がいれば絶対優しくするのに』という考えを持ち続けていた。
終末日前の家庭訪問の際にカルエゴから盗みがバレた時の逃亡策を考えるように言われ、兄から渡された“破耳笛”を首飾りのように下げており、ウォルターパークに出現した魔獣、青牛を倒すためリード、ガープ、カムイと連携して青牛を（一時的に）倒した。
収穫祭では当初アロケルとの協力で他の生徒を騙し順調に点数を重ねていたものの、オロバスの策略によってリタイアとなってしまう。しかしそれでも諦めずに、リタイアした者が行くテントからオロバスの行動を監視し、一矢報いる。
心臓破りではペモペモ兄妹とチームになる。本番前から入念な準備を行なっており、自身の予測（武闘派な生徒）に反したチームになったが、二人の容姿を見て逆に兄貴として守らなくてはならないという決心が生まれ、チーム・アロケルとの共同作戦を組み立てた。最終的に、アロケルが約束を守ってジャズから預かったチミィを咄嗟に隠していたことでもう一つの生存チームとなった。
自身の使い魔である「スプ」があまりにも自分のイメージと違うことを悩んでいる（本来は体が大きくて凶暴な見た目なのだが、彼のは何故かキュートな子犬になっている）。だが、自分と同じ盗み癖があったことで、自分らしいと納得した。それ以降も極力周りには見せないようにしているが、信用してはいるようで、心臓破りでは自身のチームメンバーを任せていた。
家系魔術は「盗見（ピット）」。対象が隠し持ったものを見抜き、盗むための最短ルートを視ることができる。盗む以外に射撃などでも応用が利く。
シャックス・リード
声 - 山谷祥生
誕生日：9月 / 位階：アレフ（1） → ダレス（4） / 所属師団：遊戯師団 / 使い魔：クレバーモンキー
シャックス家長男。騙す快感と消耗するスリルを好むお調子者なギャンブル狂のゲーム好きな美少年。入学時にギャンブル騒動を引き起こし問題児クラスに編入となったお調子者のムードメーカー。一部の友人を愛称をつけて呼んでいる。
身長が低いことがコンプレックスであり、普段は尻尾を支えに浮くことで背を誤魔化している。姉のジャッキー曰く元々は特別親しい友人も作らず、つまんないが口癖であったが、今では本人もクラスメイトが大好きだと認めている。
収穫祭では入間のパートナーとなり、それ以降彼を家に呼んだりするなど親しくなっているが、お互いに自分の方がお兄さんであると頑なに主張し合っている。後にソイと親しくなると、自分と入間とソイで「僕同盟」（三人とも一人称が「僕」のため）を結成し、三人で遊びに行っている。
収穫祭では修行によって身につけた凄まじい集中力から伝説のリーフの情報を手に入れ、入間と共に若王となった。その後、収穫祭での約束を果たすために大武闘会に出ることになり、イルミとくろむの正体を知る。大武闘会ではリンディとして女装し、第5種目のしっぽ綱引きに参加した。女性アクドルとの綱引きを望んでいたが相手が何故か男性アクドルばかりであり、怒りからビーバ達に圧勝するもギャリーに敗れる。大武闘会後は自身が戦ったビーバ達から興味を持たれているが、本人は嫌がっている。
心臓破りではトマス・シマジとチームになる。自分を慕う後輩のために奮起していたが、見せ場を作ることができないままロビンとオリアスに風船を割られてリタイアとなった。後日、カルエゴから戦闘が短過ぎて却って位階を落とす判断材料が少なかったため現状維持となったが、「教師の中からダレス（4）に相応しいか疑問の声が上がった」と忠告される。
家系魔術は「感覚強盗（コントローラー）」。対象の五感を任意で強奪でき、その箇所は黒く変色する。複数箇所の強奪も可能だが、その場合魔力の消費も跳ね上がる。
イクス・エリザベッタ
声 - 本渡楓
位階：アレフ（1） → ダレス（4）/ 所属師団：合唱師団 / 使い魔：フローラ、ルアージュ、リリアン（フローラル・パピヨン）
長身巨乳、魅力度89%の美女だが、人懐っこく穏やかで社交的な性格。色気はあるが勉強は不得手。「素敵な旦那様と幸せに暮らす」という野望を持ち、能力から無条件で異性の好感を得られることから純愛に強い憧れを抱いている。
収穫祭ではクララと組み周りを魅了することでポイントを集めていた。終盤ではケロリ達と協力してアガレス達と戦い、それによってランクが上がった。音楽祭では主役のリリスを務めた。
心臓破りではパルパル姉妹とチームになる。チーム・クロケルと合流してミッションを成功させる。その後は何とか逃げ切るも、カルエゴと遭遇してしまい脱落した。その際のカルエゴの「（自分を魅了するには）千年かかる」という言葉に怒っていた。
家系魔術は「好感度（フルラブゲージ）」。対象の嗅覚に働きかけ、自身に好意を抱かせ奉仕させる。また、適度にかけることで元気にさせ、言葉で士気を上げることも可能。ただし、術をかけすぎると使用者や相手を暴走させてしまう恐れがある。使用にはいくつかの制約（“密室”、“距離”、“好きな殿方には使わない”）がある。なお、好意を上回る感情がある場合は効き目が薄い。
カイム・カムイ
声 - 梶原岳人
位階：アレフ（1） → ダレス（4）/ 所属師団：女体研究師団（非公認）（アニメでは「お姉さん研究師団」）
ですます口調の梟型の男子生徒。紳士的な性格だが根っからのオープンスケベで、セクハラにより問題児クラスへ編入。女体研究師団なる師団を独自に設立しようとするなど、カルエゴが感嘆するほど性知識への造詣が深い変態紳士（エロマエストロ）。
彼の持つ野望は「モテたい」。この野望は産まれて間もない頃から抱いていており、彼が紳士として頑張っているのも紳士ならば必ずモテると勘違いしているから。そのために紳士としての所作はアリスが素直に認める程になっている。ちなみにスケベなのは父親からの遺伝らしい。
ハットとの修行において、召喚術師としての能力ではなく魔獣を従える弁舌力を鍛えられ、収穫祭ではケロリが従えた魔獣の通訳と士気を高める役割を担っていた。アガレス達との戦いでは魔獣の指揮を執り戦った。
心臓破りではマリアンヌ・ウズとチームになる。チームが女子であることに大喜びするも二人からは拒絶されていた。チーム・アスモデウスと合流ののち、アリスから自分のチームメイトも含めた4人の一年生を任され、ミッション"SOS"に挑む。待ち伏せしていた教師の一人・モモノキと交戦することになるも、一年生の使い魔を即座に使いこなし足止めを行う。善戦空しく力及ばす倒されるが、執念深くモモノキにしがみついて妨害した。ミッションに成功した時にはすでに気を失い、マリアンヌとウズもそのまま留まることを決めたため風船を割られてリタイアとなる。本人は女子に抱き締められたため幸せそうに気絶していた。
家系魔術は「翻訳（なかよし）」。生物の言語を自動翻訳し会話を可能にする。その本質は生物の統率。鳥類は統率が早い。本来ならば困難な他者の使い魔も統率可能。
アガレス・ピケロ
声 - 吉永拓斗
位階：アレフ（1） → ダレス（4）
常に寝間着で常時寝ている怠惰な男子生徒。雲のような使い魔を連れており、「ししょー」と呼んでいる。アイマスクをつけているが、素顔は絶世の美少年。その美貌はロノウェも嫉妬し、焦りを覚えるほど。普段からだらけている一方で非常事態に咄嗟に周りを守ったり、収穫祭で周りを助けようとするガープに厳しいながらも正論を述べたりなど冷静な一面を見せることもある。また、楽することが好きだが、楽するために全力で努力することを信条としており、周囲から「才能があったから楽できている」と思われていることに不満を抱いている。
サボリ癖が酷過ぎて問題児クラスへ。「出席日数は最低限で良い」という考えで不登校児になっていたが、ガープに引っ張られて毎日登校し、そのお節介を疎ましく思いながらもつるんでいる。
家系能力の関係上感知能力が高く、ウォルターパークでは魔力が三箇所に集められていることに唯一気づいたり、魔獣の出現をいち早く感知したりした。収穫祭ではガープと組んだが、この時、外で困っていた人を助けた（ガープによって半ば無理矢理）ことで一部の生徒から「殿」と呼ばれている。
心臓破りでは、パメラ・ウロロとチームになる。地面の中に隠れて時間までやり過ごす作戦に出る。しかしバラムに居場所がバレてしまい、更に楽をしたいから諦めようとする二人に「なにもしてないだけ」だと怒り、考えを改めた二人と共に応戦するもの脱落。心臓破り終了後は懐かれたらしく一年生の二人から頻繁に連絡を送られている。また、試験の出来事で引き籠ってしまったガープを引きずり出しに道場を訪れ、ガープを叱責と説得して立ち直させた。
2度目の師団披露では、自身の家系魔術を頼ろうとする各師団を悉く拒否していたが、クラスメイトの入間達は別で彼らに頼られた時は快く承諾した。
家系魔術は「寝床（マイエリア）」。地面を自由自在に操る。本質は寝床とみなしたものを操ることにある。ウェパルとの修行後は、堅牢な建造物を作り上げるほどに能力の質が向上している。
ガープ・ゴエモン
声 - 大河元気
位階：アレフ（1） → ダレス（4）
頭部が深銀の毛で覆われた藁人形のような容姿の男子生徒。一人称は「拙者」で、語尾に「ござる」を付ける。実家は道場を運営している。
「『お仲間』を百人作る」という野望を持つ世話好きなお人好し。怠惰から一人でいたアガレスを放っておけずよくつるんでいる。収穫祭でもアガレスと組んだ。収穫祭ではその性格故に困っている人を見捨てる様な真似はせず、アガレスに静止されたにも関わらず多数助けたが、結果としてその功績が2人のランクを上げることとなった。
心臓破りでは、ミシェル・ザクマとチームになる。当初は隠れてやり過ごすつもりだったが、ミシェルとザクマが行動の方針を巡って揉めてしまい、仲裁に四苦八苦するうちに負の感情が爆発して素顔を晒してしまい、それを2人に見せてしまったことで2人が昏倒する事態となってしまい脱落。
実は、ガープ家は悪魔でさえ精神に異常をきたすほど恐ろしい醜悪な素顔を持って生まれた一族であり、その素顔で祖先は弱肉強食の魔界を生き延びてきたが、それと引き換えに孤独に苛まれることとなる。それを哀れんだ魔神"ハープナス"によって深銀の毛なみと風を授かり、それ以来ガープ家は「素顔をさらすべからず」という法度を作り、素顔を見せないようにしていた。
その出来事が気に病んで学校を休んで引き籠っていたが、自分を連れ出しに来たアガレスが道場に上がり込み、一緒に1年生達に謝りに行き、また暴走すれば今度はアガレスが止めることを約束され、さらにクラスメイト達や収穫祭で共闘した仲間たちが自分を心配していることに気付き立ち直った。
家系魔術は「風太刀（かまいたち）」。風刃を自由自在に操る。
アロケル・シュナイダー
声 - 土岐隼一
位階：アレフ（1） → ダレス（4）/ 所属師団：図書師団/ 使い魔：スマートホーク　　
獅子型の男子生徒。惚けた見た目に反し、座学成績学年1位の「百識の王」。
収穫祭から鬣をオールバックにして伸ばし、マスクで表情を隠すようになる。収穫祭の途中でオロバスの策略によってジャズがリタイアとなってしまうも、本来収穫祭が個人戦であることからリタイアテントを利用して、ジャズと共に一矢報いる。
王の教室解放の際に交渉したフルカスとは親身な関係にあり、その娘の誘いでサバト（合コン）に出席している。そのためプルソンからは彼女ができたのだろうと疑われている（実際は気になる相手はいるものの進捗はいまいち）。
心臓破りでは、リンチャン・モズミとチームになる。木の上に隠れてやり過ごす作戦に出る。また、本番前にジャズから切り札として捕まったらチームの一年を託されてほしいと頼まれていた。作戦を開始しようとした直前にアトリの襲撃というイレギュラーの事態が発生してしまい、イポスとオリアスによって助けられるも風船を割られてリタイア。しかし直前に危険を察知してジャズとの約束を果たすべくチミィを隠していたため、チーム・アンドロが二つ目の生存チームとなった。ちなみに、試験中に婿探しをしていたリンチャンに求婚されて、試験後も結婚を迫られている。
プルソン・ソイ
位階：ベト（2） → ダレス（4）
おかっぱ頭の男子生徒。家系の教えから他人に干渉することを避けており、入間たちクラスメイトとの接点はあまりなく存在すらもあまり認知されていなかった。一方彼自身は、クラスメイトのことを良く見ていた模様。
本来は饒舌であるが、目立ってはいけないという家訓に従い、母から渡されたトランペットを吹いて感情を発散するうち、バビルス生徒からはその正体を知られぬまま「妖精（ピクシー）」と呼ばれるようになる。
王の教室に居続ける条件から彼の位階を上げる必要ができたため、音楽祭で活躍して欲しいと言われるも、家の関係上当初は断っていた。しかし、入間の説得を受けたことで出場を決め必死に特訓する。本人はそのことに満足感を得ていたものの、父から音楽祭に出るのをやめて家に帰るように言われたことで、音楽祭に出たい思いと家族のことで板挟みになり姿を消す。音楽祭当日もどちらを選ぶか迷い続けていたが母の言葉に背中を押され、音楽祭を成功させた。その後、父に電話で音楽も当主の座も両方諦めずに新しい当主になると宣言した。
心臓破りではセパータ・ニコマルとチームになる。自分を慕ってくれる二人を隠すべく魔術が覚醒。兄に教えてもらった事を思い出して2人と共に隠れて一度はやり過ごすも、直後にアトリに気づかれてしまいリタイア。ショックを受けて酷く落ち込むも二人からは感謝された。
目立たないことを信条としているが女子にモテることも望んでおり、カルエゴにモテるための秘訣を尋ねた他、他校女子とのサバト（合コン）に出席したアロケルに詰め寄るなど男女交際について敏感な一面を持つ。
家系魔術は「認識阻害（にんしきそがい）」。姿と気配を消し去る。魔力量とイメージをコントロールする事で他者にも付与が可能であり、心臓破りの土壇場で覚醒した。

#### 生徒会
ロノウェ・ロミエール
声 - 鈴木達央
位階：へー（5）
名門ロノウェ家嫡男。2年生。元バビルス風紀師団団長。一人称は「僕」または「ロノウェ」で、時折語尾に「ロノウェ」を付ける。
非常に口達者で褐色長髪の美男子。ナルシストで周囲がウンザリするほど常にハイテンション。男に触られることが苦手だが、自分からだったり、親しい者ならば平気。
アメリがおしとやかな乙女な性格に変貌した時に、自分が生徒会長になるべく解散選挙（タイマン）を申し込み優位に進めていたが、アメリの性格が元に戻ったことで敗北し、風紀師団は解散となる。だが、アメリに生徒会長を狙った野心と向上心が認められて生徒会メンバーに迎えられる。なお、生徒会からはアメリの性格を変えた犯人と疑われていた。
父がウォルターパークの所有者であるため、そのコネで自由に堪能可能であり、その際に共に遊んだ入間を気に入っている。普段の態度から誤解されがちだが実力は高く、根は真っ直ぐであり、ウォルターパークでの事件では体を張って、魔獣の標的を避難所から自分へと変えたり、音楽祭のヒントを与えたりしている。前音楽祭に優勝してアメリに初めて敗北を刻みつけた存在である。
SD見習いのミギ（声 - 舞原由佳）とダリ（声 - 土岐隼一）を侍らせることがある。
家系魔術は「注目（カリスマ）」。如何なる状況でも自身に注目を集められる。戦闘時に使うことで敵の視線を引き付け、囮になることも可能。
ザガン・ジョニー・ウエスタン
声 - 江口拓也
眼鏡をかけた男子生徒。生徒会のサブリーダー的存在。
かつては不良であったが、アメリにスカウトされ生徒会に入った。キッシュライトとは同級生であるが、先に生徒会に入っていたことから「先輩」と呼ばれておりそれを嫌がっている。
スピンオフ作品「魔界の主役は我々だ！」では、非公認師団である我々師団の公認許可に厳しい態度を取りつつもその成長には一定の理解を示している。
キマリス・キッシュライト
声 - 八代拓
そばかすが特徴の男子生徒。
かつては引きこもりであったが、アメリにスカウトされ生徒会に入った。
同級生であるジョニーには敬語で接する。
グシオン・サニー・グレイヴ
声 - 石井マーク
後ろ髪を結んだ髪型の男子生徒。
かつて一人で修業をしていた所をアメリにスカウトされ、生徒会に入った。
アスタロト・スモーク
声 - 山本希望
アメリを除く上級生の中で唯一の女子生徒。
乱れた生活をしていたが、アメリにスカウトされ生徒会に入った。アメリが入間に好意を寄せていることを密かに見抜いており、よくアメリを囃し立てたり後押ししたりしている。
アンプシー・ナフラ
声 - 金澤まい
位階：ギメル（3）
常に悪臭を漂わせる全身ローブ姿の女性の悪魔。1年生。「口なしナフラ」の異名を持つ。近づいた者は卒倒するという噂がある。
普段の背丈は入間の半分にも満たないくらいだが、纏うローブは背丈を自由に変化させる特別な魔具であり、本来の姿は普通の悪魔と大差ない。
収穫祭ではあるきっかけで入間に懐き、終始入間の傍についてまわっていた。後にクララとも仲良くなり、「ギョーちゃん」と呼ばれるようになる。
「ぎゃ行」以外をあまり口にすることがないが、イントネーションで何が言いたいかは大体伝わっている。
初登場時は不気味な風貌だったが、入間に懐いて以降はその不気味さが薄れ、ぬいぐるみのような風貌に変わった（アニメでは初登場時から不気味さが薄れたぬいぐるみ体型で登場）。209話にて素顔が明かされており、周囲の目を惹きつける美少女として描かれている。

#### 魔具研究師団
アミィ・キリヲ
声 - 逢坂良太、山本亜衣（幼少期）
誕生日：13月13日 / 身長：162センチメートル / 体重：48キログラム（羽と尻尾除く） / 位階：ベト（2）
魔具研究師団の前団長。名門アミィ家嫡男。3年生。元祖返り。常に笑みを浮かべた京都弁のメガネの美青年。
虚弱体質ですぐに吐血したり気絶してしまう。幼少期から魔力が少なく、親族から煙たがれている。魔力が一切ない入間と息が合い、入間達は魔具研究師団に入団することになる。首には魔力を溜めるネックレスをしている（事件の際に魔力を解放するために壊したが、音楽祭以降は入間と同じ指輪の形をしたものを着けている）。その本性は元祖返りした狂気的な思考の持ち主であり、他人が絶望の表情を浮かべることに興奮する。
幼少期には自身に親しげに話しかけてくれた少女・ナギ（声 - 佐々木未来）がいたが、彼女共々いじめられてしまい、ある日いじめっ子に大切な物を奪われ絶望した彼女の表情に興奮を覚え、自身が他人の絶望を好んでいることを知る。
サリバンがいない隙に学校の生徒と教師を皆殺しにしようと画策したが、計画に気づいた入間達によって止められてしまい逮捕される。その後自らの意志でウォルターパークへと送られ、ウォルターパークの破壊を兼ねて他の悪魔と共に行動していた。六指衆によって助けられ、そこまでの仲間を絶望した顔が見たいからと切り捨てた。収穫祭後にオチョが手に入れた情報で入間が人間であることを知る。音楽祭に紛れてバビルスの校内に入り、魔具研究師団でアリスと再会するも、彼がキリヲの本性に気づいたため撤退する。
「裏切りの13日」では、英雄となるべく暗躍するバールの援護を行い、入間の狙撃の妨害したことで、自分の存在に気づいた入間と再会。バールの目的と自分が入間の正体に気づいていることを明かし、入間が孤独になったら自分が食べると宣言。そこに割って入ったアリスに入間が人間であることを教えようとするもクララからの電話により中断。彼女の言葉で気を取り直した入間を見て興ざめしその場を去った。
家系魔術は「断絶（バリア）」。透明な障壁を発生させ、如何なる攻撃をも防ぐ。幼少期は油断すると解けてしまっていた。
エリゴス・シネル
声 - 利根健太朗
2年生。非公式ファンクラブ「アメリ親衛隊」隊長。一人称は「我（こち）、もしくは己（こち）」。
絵に描いたようなオタクで、ある願望から解散選挙の引き金を引き起こした元凶。連行後は生徒会に扱かれ、魔具研究師団に押し付けられた。能力自体はアメリに認められるぐらい優秀であり、師団や後輩である入間たちのことは本人なりに気に入っている。筆記試験では不正により補習地獄のため師団室で宿泊し、師団室を私物化している。新しい一年生を師団へ勧誘する際には、他の師団に襲われている入間たちを助けて開発した魔具の力を披露するもやり過ぎたためにアメリに止められてしまう。しかしその一部始終を見ていたヤバシが師団に入ることとなった。

#### 美術師団
ビーム・R・ジュダイン
位階：ギメル（3） → ダレス（4）
5年生（留年疑惑あり）。毛虫のような長髪で赤い瞳に黒白目が特徴の長身悪魔。ケーキなどの甘いものが大好物。
普段は師団室の一角で寝そべっているが、かつては魔界でもっとも恐ろしい絵画『俯くパロメ』を制作した奇才。だが、評価とは裏腹に自分が描いた絵は見た者の精神に異常をきたすほど危険で、それによって業界から追放された経歴を持つ。その経歴によって師団内でもマーニー以外誰も関わろうとしていない。本人の方も困っているマーニーに軽く手を貸したり、お菓子をつまむ程度しか周囲とは関わらず、その彼女ですら声を聞いたことがなかった。
絵画に対しては並々ならぬ情熱と信念を抱いており、特に描かれる人物のバックボーンを重要視し、その要素が無い人物の絵を「ただの線」と言い放つほど。一方で、絵に対する発想が猟奇的であったり、絵の制作を頼んだ入間たちに様々な無茶振りをした上に、自分の絵によって何か起きたら責任を取って道連れにさせようとしていたりなど危険思想のある身勝手な一面もある。だが、根は善良で、自分の絵の危険性から入間達の作品を台無しにすると判断すると彼らのために絵を燃やそうとするなど、自分の欲が基本的に最優先である悪魔でありながら他者を優先する優しさを持ち合わせている。
絵を描くのを習わしとした家系の子供だったのだが、幼少期から恐ろしい発想ばかりするために両親からは気味悪がられ、彼に絵を描かせることに否定的だった。当時、ジュダインに肯定的だったSDの爺やが彼が初めて描いた絵を見て倒れてしまい、そのままジュダインの家のSDを辞めてしまった。これによって両親はジュダインに絵を描くのを止めさせようとするのだが、どうしても絵を描きたい彼は親の目を盗んで『パロメ』を制作してとある美術館に出展し、新人賞を受賞したもののそれによって多数の被害者が出たことで業界を追放される。そして、両親との契約で家の中だけでしか絵を描けず、更には完成する前にその絵を燃やさなくてはならなくなってしまった。
2度目の師団披露の準備の時に、入間とシルビアがマーニーに絵の制作の相談をしていた時に彼らの『お化け屋敷』に興味を抱いて横から口をはさむが、自身のファンであるシルビアに絵の制作を頼まれると、再び絵が描けることに狂喜し、画材や絵の設定などあれこれと注文する。特に自分を満足させる人物像を考えることを楽しみにしていたのだが、入間達はキャラを用意せずジュダインと話し合うことを選んだ。そして、パロメに妹がいることを仄めかしたことでシルビア達とパロメの妹について議論が白熱した末にパロメの妹・ガルナが誕生し、それをもとにジュダインが制作を開始して『微笑むガルナ』を完成させた。しかし、完成した『ガルナ』を事前審査するために見たカルエゴとツムルから出来栄え自体は称賛されたもののとても危険と判断され展示を認められなかった。自分の作品を何とか展示しようとしてくれる入間に対して感謝を示しつつも団長としての判断をするように伝え、シルビアにも謝罪と感謝を伝えるが、彼女から自分の本心を指摘された上でジュダインの絵を元に新しい『ガルナ』を描くことを宣言される。その後、親からの承諾を得て『ガルナ』の模写を始めるシルビアのそばに控え、彼女を引き込もうとする『ガルナ』の魔の手からシルビアを守り続けてシルビア作の『ガルナ』を完成させる。模写でさえ恐ろしい原画を制作したことで生徒達から高く評価され、「トリッキーで賞」を受賞した特典として位階4への昇格を果たし、『ガルナ』は有名美術館に保管されることとなり、ゾウイの誘いを受けて共に仕事を行っている。
家系魔術は「踊楽（ギガギガ）」。物に“動き”を与える。
ヴィネ・マーニー
位階：ベト（2） → ギメル（3）
2年生。ヴィネ・ギャルソンの姉。入間達と同学年。
かなり小柄で、弟同様に非常にネガティブな性格で、動揺し過ぎると溶けたかの様に液状になる。弟のことは「ソンちゃん」と呼んでおり、姉弟仲も至って悪くはないが、弟から入間のハーレム伝説を聞かされたために、自分までハーレムに加えられると入間のことを恐れている。
絵の才能に長けており、師団披露では主にポスターやチラシの製作を担当している。しかし自身の小柄な体型や生来のネガティブ思考から、大きな絵を描いたり、資材を運ぶことができないからと、「美術師団の隅っこ族」を自称している。そんな中、入間がいる魔具研究師団が人手を頼みに師団室にやってきて、他の団員から手が空いているという理由で任されることとなり、さらにジュダインも参加することになったため、2人で魔具研究師団の手伝いをすることとなる。そして、自分の欲にまっすぐ突き進むシルビアや入間たちの姿を見て、次第に心を動かされていき、自身が思い描く理想的なお化け屋敷の看板を作り直して制作し、見事おどろおどろしい外観の看板を制作する。その看板が高く評価されたことで、「トリッキーで賞」を受賞した特典として位階3への昇格を果たした。

#### その他の生徒

##### 入間の上級生
バディン・バラキ
声 - 八代拓
位階：ギメル（3） → ヘー（5） / 所属師団：放送師団（団長）
学校行事にて主に案内や実況を務める。
師団披露ではトラブルに動じず放送をし続けるた功績が認められ「特賞」を受賞する。
問題児クラスの心臓破り試験中は実況を担当。凄惨なる映像によって中継が遮断されると、アドリブを効かせて間を繋いでおり、アメリからは「実況者の鑑」と評されている。
ガルゥ
所属師団：魔術開発師団（団長）
新魔術開発の功績により「凄いで賞」を受賞するが、その際にダリに「次は特賞を取る」と軽口を叩き合っていた。
教師の弱みについて幾分か把握しているなど情報通。

##### 入間の同級生
エイコ
声 - 浅見春那
位階：アレフ（1）
A組。巻末の「スキ魔」コーナーのヒロイン。
入間とアリスの決闘騒ぎで入間に救われたことがきっかけで彼に感謝と恋心を抱くようになるが、不運続きで入間と全く接触出来ていない。その後はアメリに救われ、アメリの熱烈なファンにもなる。
入学当初はアリスを苦手としていたが、後にお互いに入間を崇拝する同志であるとわかり、たびたび連絡を取り合うようになった。
ガー子
声 - 森永千才
A組。ドラゴン型の女子生徒で、エイコの友人。友達思いで、不運続きなエイコのことを心配している。
原作にはわずかなコマにしか登場しないが、テレビアニメ版ではエイコに追従する形で大きく出番が増えている。
オロバス・ココ
声 - 安元洋貴
位階：ベト（2） → ギメル（3）
A組。人間態の上半身と馬の下半身というサテュロスのような体格と、地に付くほどの長髪が特徴の眼鏡を掛けた男性。趣味は登山。
実技・座学成績学年2位。その後もあらゆる試験で2位を総なめにしている。「実は1位をとれるのにわざと2位をとっているのでは?」とすら言われる未知数な実力者だが、実際は首席をアリスとアロケルに奪われていることで偶然次席になっているだけに過ぎない。
2位を総なめにするあまり、周囲からは「2位信仰」と呼ばれ距離を置かれていたことから、問題児クラスに対抗心を交えた強い羨望を抱いており、家系能力に頼らずとも、自分の実力で問題児クラスを追い抜こうと日々自己研鑽に励んでいる。
収穫祭ではオチョに操られ、問題児クラスを標的に、使わないよう決めていた家系能力を使ってポイントを集めていた。オチョから贈られたポイントによって、自分の行いに疑問を覚えながらも若王となりかけたが、問題児クラスの結束の力に敗れる。その後入間達に謝罪し、和解した。また、オチョに関する記憶もいつの間にか消されていた。
収穫祭後、距離を置かれていたクラスメイトとも打ち解けており、音楽祭ではA組の朗読劇の主役を務めた。
家系魔術は「幻燈（トラウマ）」。対象のトラウマを幻で再現し見せる精神系能力。ただし、術者には対象がどんな幻を見ているのか把握することができない。
アンドロアフレス・イチロ、アンドロアフレス・ニロ
声 - 熊谷健太郎（イチロ）、野上翔（ニロ）
位階：アレフ（1） → ギメル（3）
本来なら入間たちよりも1学年上だが、授業をサボって傭兵として戦場にいたため留年。「ドロドロ兄弟」の名で知られている。兄のイチロは長槍を武器とし体術に優れ、弟のニロは頭脳担当で兄に的確な指示を出す連係プレイを得意とする。
幼少期から戦場の英雄に憧れ、家業に反発し入学早々脱走して北の戦場に行き、死にかけた所をフルフルに救われ弟子入りした過去を持つ。
当初はアリスとサブロがフルフルの弟子であると勘違いし、自分たちのほうが優秀な弟子であると敵愾心を燃やす。
家系魔術は「逆鱗（スイッチ）」。相手を挑発して理性を削り正気を無くす精神系能力。声量によって威力が変わる。
ハルノ、アヅキ、コナツ、ドサンコ
声 - 三谷綾子（ハルノ）、山本希望（アヅキ）、舞原由佳（コナツ）、井澤詩織（ドサンコ）
B組。サバトで入間達と交流した。明るい性格をしたピンク色のボブヘアの少女がハルノ、大人しい性格をした黒髪（テレビアニメ版では紺色）ロングヘアの少女がアヅキ、八重歯が特徴の活発な少女がコナツ、一つ目型の少女がドサンコで、他の三人からは「ドサちゃん」と呼ばれている。
収穫祭では1日目にしてリタイアする寸前であったが、アガレスとガープに助けられて最終日まで生き残る。その経緯から彼らとは仲が良い。

##### 入間の下級生
クロケル・チマ
位階：ギメル（3） / 所属師団：魔具研究師団
ケロリの妹。その名のとおり非常に小柄な少女。
母親と同じくアクドルとして活動するケロリを応援しており、アクドル大武闘会では応援に訪れる。しかし姉を応援しようとする余り巻き添えを喰らいそうになり、デビムスが追い詰められるきっかけを作ってしまう。その際に励まして涙を拭いてくれた入間に恋心を抱き、悪魔学校への入学を決意する。翌年度に主席入学し、アメリに宣戦布告するとともに入間へ「一番を奪（と）る」と宣言する。
新一年生の26名選抜に選ばれ、心臓破りに参戦。組分けでチーム・イルマに入ったことを大喜びしており、試験中は積極的にアプローチし、あわよくば王子様（入間）に助けられる姫（チマ）のような展開を望んでいた。一方で、同じチームのヴィネに対しては元々関心がなかった上に入間への態度もあって扱いが冷たい。試験の序盤でシーダと交戦した際には入間と良い雰囲気になってるのに嫉妬して怒りに任せて突撃した結果風船が割られてしまう。更にアトリの襲撃直後にヴィネも割られたことで脱落。試験後、シーダに風船を割られて思うように活躍出来なかったことやゼゼと位階が並ばれたことで、悔しさから泣いていたが、ケロリに励まされて立ち直り、改めて入間の嫁を目指すことを誓い、姉を驚愕させた。入間と同じ師団に入るためにシルビアと共に魔具研究師団に入った。
師団披露では、ケロリに舞台セットの貸し出しを頼みに行っている。
サブノック・シルビア
声 - 浅見春那
: 位階：ベト（2） → ギメル（3） / 所属師団：魔具研究師団・美術師団 / 使い魔：ガブライオン
サブノック家長女。サブロの妹。語尾に「ス」を付ける活発な美少女。
サブロが中々実家に戻らないために師団披露の際、会えて嬉しいと喜ぶ。兄のサブロ程頭は良くないが身体を鍛えているため身体能力は高い。またゼゼに二度も「好きじゃない」と言ってダメージを与えてしまうなど、正直なところも兄に似ている。実は、絵画を好んでおり、自身の画力もかなり高い。幼い時にジュダインが制作した『俯くパロメ』を本で見て、恐ろしいと思いながらも感銘を受けたことでジュダインのファンになる。
バビルスにはサブロ達のひとつ下の学年に入学し、入学式にて隣の席に座っていたチマと親しくなる。
新一年生の26名選抜に選ばれ、心臓破りに参戦。組分けはチーム・アスモデウス。ミッションの際にはカムイのチームと合流し、サリバンを封じるための魔力を込めていたが、その際にゼゼから「（ゼゼが家系能力を発揮するために）『好き』と言って欲しい」と請われ、困惑しつつも言う通りにしていた。しかしそこに駆けつけた兄のサブロに勘違いされてしまい、慌てて弁解していた。ミッション成功後はアリスと合流した直後にカルエゴが現れるも入間が使い魔として召喚したことで無力化。アトリの襲撃後も風船を守り切った。師団には心臓破りで世話になったアリス達と同じになりたいと思い、チマと共に魔具研究師団に入った。
師団披露では、入間がお化け屋敷の参考に持ってきた初恋メモリーを見て感銘を受け、自らデザインしたお化けのイラストを入間達から評価されたことで入間から美術隊長に任命される。人手を求めに入間とともに美術師団に赴いた時に憧れていたジュダインと対面したことに感激し、絵画制作を懇願する。ジュダインから自分を満足させる人物像を求められるが、ゾウイの助言を受けて入間達とともにジュダインと話し合い、パロメの妹について議論を白熱させてガルナを誕生させる。そして、ジュダインが『微笑むガルナ』を完成させた時は喜んだが、カルエゴ達に危険すぎるために展示を認められなかった時はとても納得いかず誰よりも悔し涙を流した。ジュダインに仕方がないと諭されるも反発し、ジュダインの本心を見抜いたうえで自ら『ガルナ』を模写することを宣言する。その危険性ゆえに親からの承諾が必要だったため、サブロを頼って親からの承諾を得ると、ジュダインと教師達が見守る中、『ガルナ』の模写を開始し、何度も悪周期寸前に陥りそうになった末に見事『ガルナ』の模写に成功する。また、その影響で髪の右半分が黒くなっている。
師団披露当日、ガルナに扮し、『ガルナ』の絵画をアリスの燃えない炎で燃やした来客の背後から現れて脅かす役目を担う。師団披露に訪れた父からも才能と努力を誉められ、「トリッキーで賞」を受賞した特典として位階3への昇格を果たした上、美術師団との兼団を認められる。
ゼパル・ゼゼ
位階：ベト（2） → ギメル（3） / 所属師団：生徒会師団
使い魔：シャインピーコック
真っ赤な服に身を包み、「全智全能」と書かれた扇子を持ち歩く美青年。現役のモデビル（モデル）として活躍し、自身もその美しさを自覚し自信に溢れている。入試次席。首席のチマに対抗心を抱いているが、あまり相手にされていない。
新一年生の26名選抜に選ばれ、心臓破りに参戦。組分けはチーム・アスモデウス。
SOSではゲージに魔力を込める役割に徹し、シルビアとウズに愛の告白をさせることで高位魔術"分身（ドッペラー）"を使用して、マリアンヌが抜けた人数を補った。終盤ではダリの攻撃からシルビアの風船を守るべく、アリスとシルビアからの声援を受けて再度家系能力を発動させてチーム・アスモデウスの生存に大きく貢献し、位階が3に昇格。試験後はアリスを実力者と認め、素直ではないが尊敬している。師団にはスカウトされて生徒会に入った。
家系魔術は「愛食（あいじき）」。愛を授かった分だけ魔力が増幅し、高位魔術が使用可能になる。声援に心がこもっていないと効果は十分に得られず、傷つく言葉を受けると逆に体調を崩す。
その能力は食生活にも影響しており、通常の食事よりもファンレターやプレゼントをそのまま食べることを好んでいる。
ヴィネ・ギャルソン
所属師団：生徒会師団
26名選抜の一人。組分けはチーム・イルマ。眼鏡をかけたおかっぱ頭の男子生徒。ネガティブな性格。顔の左半分が変色している。
入間のことを数々の優秀な悪魔を囲いハーレムを築いていると思い込み、そのハーレムに自分も加えられてしまうことを恐れて入間と距離を取りたがっている。しかし試験中は状況のせいでむしろヒロインのようなポジションに収まってしまい、チマから敵視されることになった。サポートに徹して終盤まで残ったが、アトリの襲撃後油断していたところを風船を割られてリタイア。師団には当初適当な師団に入って幽霊団員になろうとしていたが、何も知らずにナフラに誘われて生徒会の一員となってしまう。
家系魔術は「毒牙（ポイズンエキスパート）」。背中に生えた牙角からあらゆる毒を分泌することが可能。また解毒剤を作ることもできる。毒を使いすぎると体調を崩す。
ストロー・フワトロ
位階：ベト（2）
26名選抜の一人。組分けはチーム・ウァラク。長身の女子生徒で、クララとも気の合う明るい性格だが打たれ弱いところもある。家訓は「魔植物のようにド根性」。
ストラス家とは親戚関係にあり、スージーの実力を知っているため試験では彼女のことを非常に恐れていた。チームワークで善戦はしたものの序盤で脱落したが、クララとは仲良くなり慕っている。師団はスージーのいる所に入った様子を見せている。
家系魔術は「花吹（ハロー）」。どんな場所にでも花を咲かせることができる。
マルバス・F・ヤバシ
所属師団：魔具研究師団
26名選抜の一人。組分けはチーム・ウァラク。バビルス教師マルバス・マーチの親戚。彼のことは「マー君」と呼んでいる。
強面で愛想の悪い男子生徒だが根は素直で、協調性を重んじる優しく冷静な性格。クララとフワトロからは「いい悪魔（ヒト）」と評される。
魔具に対して高い関心と造詣の深さを持ち、シネルの知識や製作した魔具に多大な感銘を受けて魔具研究師団へ入団する。
家系魔術は「完璧把握（カチカチ）」。あらゆる物質の構造を把握することが可能。
セイル・セパータ
26名選抜の一人。組分けはチーム・プルソン。長髪長身の男子生徒。ニコマルとはチームになる前から親しかったようで、一緒に行動する様子が見られる。
ニコマルとともに音楽祭の映像で見たソイのことを尊敬しており、同じチームになったことに感激している。途中で大量の教師が現れた際にアトリ以外から隠し通してみせたソイに更に尊敬の念を抱いた。入った師団は不明だが、ニコマルとソイと共に音楽師団の見学に向かった。
家系魔術は「伸縮（しんしゅく）」。魔力が続く限り身体の一部を伸ばすことが出来る。
ニックス・ニコマル
26名選抜の一人。組分けはチーム・プルソン。図体の大きい毛むくじゃらの男子生徒。非常に無口で相手に何かを伝えるときは家系魔術を使う。セパーダとは前から親しかったと思われ、よく行動を共にしている。
セパータと同じくソイのことを尊敬している。アトリによって脱落した際には悔しがるソイに家系魔術で感謝を伝えた。セパーダと音楽師団に向かっている途中でソイを見つけ、3人で見学した。
家系魔術は「（詩共有（コネクター）」。自分のイメージした思考や感情を相手の頭に流し込むことが出来る。
フィーネ・マリアンヌ
使い魔：スケルドシャーク
26名選抜の一人。組分けはチーム・カイム。黒髪ポニーテールの女子生徒。
格式高いフィーネ一族の令嬢。根っからのイケメン好き。
心臓破りではイケメンと同じチームであることを望んでいたが、変態のカムイとのチームだったことにショックを受ける。カムイのセクハラから逃げていたところでチーム・アスモデウスと合流し、懇願して一緒に行動してもらう。
"SOS"におけるモモノキとの戦闘にて、どれほど痛めつけられても1年生の盾として立ち続けるカムイの姿に心を動かされて飛び出し、モモノキを家系能力で足止めした。催眠を打ち破ったモモノキの魔術により風船を割られたが、仲間たちの奮闘の甲斐あって"SOS"を達成。その後、力尽きたカムイのそばに寄り添い、最高のチームに巡り合えたことに満足しながらリタイアとなった。この件からカムイことを気にかけるようになり、師団も彼の元に行こうと考えていたが、相変わらず欲望に忠実な姿に怒って追いかけ回した。
家系魔術は「命名催眠（ネームスイーパー）」。相手に自分が指定した状況の幻覚を見せる。
ウズ
使い魔：ゴーレム
26名選抜の一人。組分けはチーム・カイム。右目が前髪で隠れている女子生徒。
マリアンヌのSD。先輩であるカムイを竹刀で追い回すほど気が強いが、同じSDのオペラのことは畏怖している。
ゲバティ・ヤン
26名選抜の一人。組分けはチーム・クロケル。黒髪の男子生徒。
硬派でぶっきらぼうな性格をしており、チームリーダーのケロリが女性であることに不満を抱いていたが、試験中の彼女の活躍を見て考えを改める。
"SOS"では家系能力で壁を作り、エリザベッタや他の1年生たちを守る役割を担い指令達成に尽力。ミッションクリア後はロビンに風船を割られながらも逃げ延びたが、その先でカルエゴに遭遇しリタイアとなった。
家系魔術は「硬派（こうは）」。鉱物を出現させ、自身の体も鉱物へと変化させることが可能。
ウァレフォル・チャチャ
26名選抜の一人。組分けはチーム・クロケル。粗野で乱暴な口調の男子生徒。
先輩でありチームリーダーであるケロリに対しても高圧的で氷女と呼び、女の命令は聞かないと突っぱねていた。一方でエリザベッタに対しては彼女の家系魔術の関係で態度が大きく違っていたため、ケロリからはムッツリ呼びされた（これに対しエリザベッタを見習うように言うが、ケロリからは「（アイドルの自分に貢いで）破産するわよ」と言われた）。しかしミッション中の彼女の活躍を見て考えを改めた。
"SOS"ではケロリ、サブロと連携してモモノキ、ブルシェンコと交戦した。ミッションには無事に成功し逃げ切るも、その先にいたカルエゴによって風船を割られて脱落。その際にカルエゴを止めるために認識阻害を解除したケロリを見てからは彼女を意識している様子が見られる。
家系魔術は「化皮（ばけがわ）」。自身をあらゆる獣に変化させる。
パルパル・シン、パルパル・ジュジュ
26名選抜の女子生徒。組分けはチーム・イクス。人魚の尻尾のような毛先が特徴の双子の姉妹。黒髪がシンで白髪がジュジュ。
"SOS"では後衛から家系能力を使い、前線で戦う生徒たちを援護した。ミッションに成功した後は風船を片方割られながらも逃げ切り、エリザベッタとケロリの実力を見て絶賛していたが、カルエゴに遭遇し脱落。その際にカルエゴを止めるために家系能力を最大にしたエリザベッタを見て顔を赤くしていた。心臓破り後の師団見学にはチミィと共に合唱師団に向かい、エリザベッタと出会った。
家系魔術は「泡歌（ロストマーメイド）」。自らを泡状に溶かし、歌によってその泡を操る。
ロンロン
所属師団：魔王師団
26名選抜の一人。組分けはチーム・サブノック。二本角を生やした黒白目の女子生徒。
臆病でよく目尻に涙をためているほどの泣き虫な性格。当初はサブロを怖がっていたものの、ミッション"SOS"を経て頼りがいのある先輩だと気づき、「パパ」と呼んで懐くようになる。
サブロと共にミッションに向かい、魔力の限界で倒れたゼゼの代わりにミッションを成功。逃げた先でアトリから襲撃されて風船を割られてしまい脱落したが、本性を抑えられなくなったアトリからはその後も攻撃を仕掛けられ、駆けつけたバラムに助けられる。心臓破り後はサブロと同じ魔王師団に入ることを決めた。
プル・プコ
所属師団：魔王師団
26名選抜の一人。組分けはチーム・サブノック。魚人のような姿をした男子生徒。
常に笑顔を浮かべたマイペースな性格で、当初からサブロによく懐き、ミッション後は「パパ」と呼んで慕っている。
サブロと共にミッションへと向かい、魔力の限界で倒れたゼゼの代わりにミッションに成功するが、モモノキによって風船を割られる。逃げ切った後でアトリから襲撃を受けるも、バラムによって助けられる。心臓破り後はロンロンと共にサブロと同じ魔王師団に入ることを決めた。
家系魔術は「瞬間移動（ジャンプマン）」。本人と触れている者の瞬間移動ができる。距離、回数は魔力に依存する。
インキュ・パメラ
26名選抜の一人。組分けはチーム・アガレス。額に一本角を生やしたチャラい男子生徒。
面倒臭いことを嫌い楽をするスタンスを好み、諦めが早い性格。チームリーダーのアガレスのことを同じスタンスの先輩だと思って一方的に慕い、ただ才能頼りで怠けているだけで昇級できていると思い込んでいたが、「お前たちはただ何もしていないだけ」と叱咤される。心臓破り後はアガレスを純粋に慕うようになり、無理矢理彼を連れて師団を見て回った。
家系魔術は不明だが、「催淫（チャーム）」が得意魔術の一族。
アイム・ウウロ
26名選抜の一人。組分けはチーム・アガレス。尻尾に炎が灯っているチャラい男子生徒。
パメラと同じく楽をするスタンスを好む性格。そのためか仲も良く彼からは「ウー君」と呼ばれている。
心臓破りではずっとアガレスの能力で地中に隠れていたが、バラムに見つかってしまう。すぐに諦めて自ら風船を差し出そうとするがパメラと共にアガレスに叱咤され、共に覚悟を決めバラムに挑むも敗北。脱落したがそれからはアガレスのことを慕い、一緒に師団を見て回った。
家系魔術は「太陽飼（サンマスター）」。あらゆる発光体の生成、操作が可能。
ホン・リンチャン
26名選抜の一人。組分けはチーム・アロケル。お団子頭の女子生徒。
活発な性格で、やや片言な協和語で話す。強い悪魔を婿にすることを目指しており、同じチームのアロケルに結婚を迫っていた。試験後は、助けてくれたイチョウにも結婚を迫る様になる。心臓破り後は惚れ薬を作ることを目的に魔術開発師団に入ることにした模様。
家系能力は「全景色（パノラマ）」。視覚を自由に飛ばし、周囲の景色を観察することが可能。魔力量によって範囲や視聴時間は限られる。
ラス・モズミ
26名選抜の一人。組分けはチーム・アロケル。爬虫類に似た見た目の大柄な男子生徒。
試験ではアロケルとともに自身の家系能力で時間を稼いで乗り切る作戦を考えていた。
家系能力は「大胃袋（ペロリ）」。あらゆる物・生物を体内に収納・貯蓄することが可能。魔力量によって収容できるモノの大きさや保管時間は変わる。
ペモペモ・デミィ、ペモペモ・チミィ
26名選抜の兄妹。組分けはチーム・アンドロ。手のひらに乗れるほど小柄な卵型の兄妹。
その見た目で同じチームのジャズから保護欲に駆られ、ジャズがマルバスの注意を引いている隙に彼の使い魔のスプに乗ってチーム・アロケルと合流。アトリ襲撃後に兄のデミィはオリアスに風船を割られるが、妹のチミィはアロケルの咄嗟の判断で家系能力で小さくなった後にアロケルの服の中に隠れたことで風船を割られることを免れ、生き残ることが出来た。心臓破り後、師団見学でデミィはアロケルと出会い、チミィはパルパル姉妹と共に合唱師団に向かい、エリザベッタと出会った。
家系能力は「巨小豆（ビグスモ）」。身体の大きさを調整できる。ペモペモ家は男子なら大きく、女子なら小さくできる。
ロエル・ミシェル
26名選抜の一人。組分けはチーム・ガープ。後ろ髪を三つ編みしている男子生徒。
慎重な性格で同じチームのザクマとそりが合わず、作戦の方針を巡って対立し諍いを起こしていた。そこに現れたツムルによって前に出過ぎたザクマの風船が破られたことで彼を殴ってしまい喧嘩に。それを見たゴエモンが感情が昂って素顔を晒してしまい気絶する。
家系能力は「軟化（なんか）」。
ジグ・ザクマ
26名選抜の一人。組分けはチーム・ガープ。二本角の男子生徒。
好戦的な性格で同じチームのミシェルとそりが合わず、作戦の方針を巡って対立し諍いを起こしていた。そこに現れたツムルによって風船が割られたことでロエルに殴られそのまま喧嘩になったが、ゴエモンの素顔を見て共に気絶してしまう。
家系能力は「跳足（ちょうそく）」。
トマス
所属師団：遊戯師団
26名選抜の一人。組分けはチーム・シャックス。獣人のような姿をした男子生徒。
相手があまりにも悪過ぎたためにあっさりと脱落したが、若王であり一度は教師から自分達を逃したリードを強く尊敬しており、一番の舎弟を自称している。師団もリードがいる遊戯師団に入った（彼女がゲーム好きなのも一因）。嗅覚に優れ、香水作りを得意としている。リードに合コンに連れて行かれた先で彼女ができた。それの影響でピアスまで開けてる。
シマジ
所属師団：遊戯師団
26名選抜の一人。組分けはチーム・シャックス。単眼の男子生徒。
相手があまりにも悪過ぎたためにあっさりと脱落したが、若王であり一度は教師から自分達を逃したリードを強く尊敬しており、一番の舎弟を自称している。師団もリードがいる遊戯師団に入った。視力が高く、釣りを趣味としている。リードに連れられた先の合コンでとある女性といい感じになった。
エイタ
エイコの弟。姉の影響で入間のファンになっている。
入学式に人混みに流される形で「王の教室」前に行き、悪魔（ヒト）酔いで体調を崩したところを入間に介抱される。その後、ひょんなことからヴィネと（一方的に）親しくなり、エイコとともに彼に試験中の入間の勇姿の撮影をお願いした。

#### 教職員
バラム・シチロウ
声 - 小西克幸
位階：ケト（8）
空想生物学担当教師。「守護の白鴉（ガーゴイル）」の異名を持つ。
カルエゴとは元同級生で仲が良い。趣味は絵本作成で、内容は教材としてもとても分かりやすいものだが、外見と悪評のため誰にも読んでもらえなかった。
常に口にマスクを被った巨漢で、足は鳥のような鉤爪をしている。当初は足に着くほどの長髪だったが、筆記試験後はバッサリ切り、スポーツ刈りにした。しかし音楽祭間近に「羽毛期」というものに入り、入間の降魔の儀現在は肩の長さまで髪が伸びている。
常にマスクをしている理由は牙が獰猛な上、過去の事故で左上唇が損傷して剥き出しになってしまい、その外見に脅えて生物が逃げ出してしまうからである。生物や生徒を撫でまわす触り癖（スキンシップ）がついてしまい、外見が怖いため生徒からは敬遠されているが、当人は生き物好きの優しい性格の善魔。そのため魔生物の知識が豊富で過去にその知識を生かして誰も傷つけずに収穫祭で優勝し名前を刻んでいる。優し過ぎて入間にうっかり正体を明かされるほど。そのため、入間が人間であることを知る初めての部外者となり、彼を守るため協力者となる。収穫祭のための特訓ではアリスとサブロの師匠となって二人を鍛え、収穫祭では解説を行いつつ入り込んできた敵を探していた。音楽祭後はアリスから元祖帰りの話を聞いており入間にさりげなく注意を促している。
問題児クラスが2年生に進級した際に赴任したシーダ、アトリについては、家系能力には反応しなかったものの、その挙動等から危険悪魔と認識して警戒している。
心臓破りでは終盤にカルエゴと共に教師陣の最高戦力として投入され、地面に隠れていたチーム・アガレスを脱落させた。アトリとの戦闘で危機が迫っていたサブロの元に駆けつけ、アトリと交戦して圧倒するが、本当の姿を見せたアトリに動揺した隙を突かれて逃してしまう。試験後は、ツムルとともにシーダを事情聴取し、イルマにも元祖返りに狙われたことで人間とバレている可能性があると忠告した。
「裏切りの13日」の後は悪周期になってしまったカルエゴの元に行き、彼から兄のナルニアが明確な悪意を持ってアトリ達を推薦したことと入間を危険視していることを伝えられ、その時のバラムの反応でカルエゴは入間が人間であることを確信した。
家系魔術は「虚為鈴（ブザー）」。対象の嘘や不正を瞬時に察知する。
ダンタリオン・ダリ
声 - 石井マーク
魔界歴史学担当で教師統括。
口癖は「建前は以上!」。柔軟で温和な教師で生徒から人気がある。よくスージーとコンビを組み、行事紹介を行う。温和ではあるが悪魔らしい攻撃的な気質を出すこともある。
カルエゴには畏怖する教師が多い中、態度を変えず接している希少な存在ではあるが、カルエゴが新任の時彼が教育係であった。
心臓破りでは、総司令としてモニターで状況を監視していたが、アトリが本性を表した際は教員達に「凄惨たる教育を与える」ように指示を出した。ポロによってアトリを取り逃がすが、呆気に取られていたチーム・イルマの風船をまだ試験中ということで割り、チーム・アスモデウスにも襲い掛かるが、最後の力で防がれて試験終了となる。
バルス・ロビン
声 - 吉永拓斗
使い魔学担当の新任教師。愛称は「ロビー」。
真面目で丁寧な好青年だが一点集中すると他に目が行かない悪癖を持つ。一方で一度一点集中すると寝食なしでも平気でいられる強靭な精神力と体力の持ち主。使い魔授業の件でカルエゴから目をつけられてしまっているが、本人はその理由に心当たりが無い（集中するあまり学校へ来るのを忘れており、その間にカルエゴが使い魔になっていたことを知らない）。料理上手でもあり、教師寮では調理担当。
収穫祭ではリードの修行を受け持ち、ひたすらにゲームをさせて集中力をつけさせた。リード達が若王になった際には他の教師と違い弟子の元へ駆け付けず、彼らに手を出したオチョに重傷を負わせた。
心臓破りでは、第一陣として出撃。開始と同時にチーム・シャックスを狙撃する。ミッション"SOS"では、サリバーンがいる理事長室の外から室内にいる1年生達を狙撃しようとしたが、逆に入間に狙撃されて妨害される。
試験の後はせっかく出来た後輩のアトリがいなくなってしまったことを残念に思っていた。
「裏切りの13日」後に、本家に引きこもっているバチコを元気づけようと入間を強引に連れて来て本家に乗り込んだが、想像以上に大頭領が激怒していたため入間に謝罪し、大頭領が入間に殺気を向けた時は庇おうとしていた。
家系魔術は「一射必中（いっしゃひっちゅう）」。本家であるバルバトス家の「百射百中」の派生能力で、放った矢は一切の干渉を受けず的に必ず命中する。1日1回しか使えないが、集中力が切れない限り永続可能。
ライム
声 - 山本希望
サキュバス誘惑学担当教師。サキュバス師団顧問。
サキュバス固有能力「審美眼（エロスコープ）」で対象の魅力（エロ）度が測れる。アムリリスの弟子。
非常に色気の強い煽情的な巨乳の女性。過去に収穫祭ではその色気で生徒に食材を貢がせていたが、ある人物を誘惑出来なかったために準優勝に甘んじている。昔はアンリに恋心を抱いていたようで、今でも未練がある様子を見せている。
収穫祭ではクララとエリザベッタに修行をつけ、エリザベッタには魅力の引き上げを、クララには独特の魅力を上げつつ家系魔術と幻術の合わせ技を伝授した。
「裏切りの13日」ではアンリから頼まれてナルニアのフリをする変装を手伝っていた。
オリアス・オズワール
声 - 梶原岳人
占星術教師。遊戯師団顧問。教師の中では若手。
タキシードを着た紳士だがかなり軽い性格。酒が飲めない。彼が来てから収穫祭の怪我人は大きく減ったらしい。王の教室の際にリードとエリザベッタとゲームで勝負し、家系魔術で圧倒するも彼らの作戦によって手を抜いてしまい敗れる。
プライベートではジャージ姿といったラフな格好をしており、家系能力も切っている。また、徹夜でゲームをして日中を寝ているなど不規則な生活をしている。
心臓破りでは、第一陣として出撃。途中から家系能力を使ってチーム・シャックスの最後の風船を割り、後半はイチョウとともにアトリからアロケル達を守っていたが、彼が去った後にアロケル達の風船を割る。しかし、この時アロケルの機転によってジャズのチームの風船を割り忘れたため、後にダリから叱られた。
家系魔術は「占星（ラッキーハッピー）」。自身が起こすすべての事象が必ず幸運に繋がる絶対運。自分の周囲を幸運にすることも可能。本人曰く、ラッキーでもカバーできないこともあるらしい。また、本人が無意識に手を抜いた場合は発動しない。
ブエル・ブルシェンコ
声 - 中村大志
回復術教師。D組の担任。右頬の傷とオールバックが特徴の男性。D組の生徒（主にスピンオフ作品「魔界の主役は我々だ！」の主人公・シャオロン）には苦労している。
入学式当日に、強い悪魔を倒せばランクを早くあげられると考えていたサブロに怪我を負わされ（治しはしたが痛いものは痛かったらしい）、それ以来サブロを恨んでいた。王の教室の許可申請の際には再び対面したサブロに判を押す気はなかったが、入間との出会いで精神面での成長を遂げたサブロの姿を見て感心し、彼を認めて判を押し和解する。
心臓破りでは第二陣として出撃。ミッション"SOS"でサリバーンがいる理事長室に現れ、多勢無勢で押されているモモノキに加勢し、一年前から大きく成長したサブロの姿を喜んでいた。
家系魔術は「半永久（ヒール）」。魔力がある限り、どんな傷も瞬時に治せる。ただし痛みは遮断不可能。スピンオフ作品「魔界の主役は我々だ！」では生物のみならず壊された部屋の修復も行っている。
ストラス・スージー
声 - 新井里美
魔生物学教師。魔植物師団顧問。温和な性格の女教師。口癖は「ふい」。
「植物の母」の異名を持ち、様々な魔植物を操り使役することが出来る。よくダリとコンビを組み、師団披露や収穫祭といった行事紹介を行う。
心臓破りでは第一陣として出撃。開始早々にチーム・ウァラクと交戦。危険な魔植物を操って窮地に追い込む。クララの自由な発想から生まれた反撃を受けてしまうが、それでも尚大きな実力差を発揮し、チーム・ウァラクの風船を2つとも割る。
モラクス・モモノキ
声 - 朝井彩加
位階：ザイン（7）
魔術基礎学教師。ポニーテールの美人教師。
カルエゴに密かな好意を抱いており、エギーちゃんに変身したカルエゴに対して赤面しながら悶えたり、カルエゴの手帳を盗んだジャズからその手帳を入手した際に狂喜するなど、カルエゴへの恋慕が絡むと普段の冷静な表情を度々崩してしまう。後に問題児クラスと生徒会の女子会に無理矢理参加させられる。
新任の時はカルエゴが教育係であったが、当時は長身で無愛想で目つきが悪く冷徹な彼が苦手であった。そのため当初は彼に反発していたが、自身が受け持つ不良生徒達が課題をズルして提出した上に自分をナメていることを知って落ち込むが、様子を見に来たシチロウの提案で他の教師達の助言を受け、後の授業でズルをしたのを逆手にとって不良達を懲らしめたことで改心させた。その後、実はシチロウ達がモモノキを手助けしたのはカルエゴに頼まれたからと教えられ、カルエゴが不器用ながら自分を心配していたことと伸び代のある新入りと見込んでいることを知って恋慕を抱くようになった。
心臓破りでは第二陣として出撃。ミッション"SOS"でサリバーンがいる理事長室に現れ、チーム・カイム、チーム・アスモデウスと交戦。多種多様な対抗魔術を駆使して優位に立ち、次々と現れる生徒の援軍に対してもブルシェンコとの共闘で互角以上に渡り合った。試験の後はカルエゴから大役を任されたからと張り切り過ぎてカイムに大怪我を負わせてしまったことと、欲望に負けた（カルエゴの幻に気を取られて足止めされた）ことを反省していた。
家系魔術は「器用富豪（オールラウンダー）」。あらゆる種類の魔術を習得できる。その威力は本人の魔力に比例する。
フルカス
声 - 斎賀みつき
魔術知識学教師。セミロングの妙齢な女教師。
知識欲が貪欲で常に勉学を欠かさない。そのためアロケルと意気が合い、終末日には共に学会に出ていた。バビルス以外の学校に通っている娘がいる。
モラクス
声 - 下崎紘史
魔術知識学教師。顎鬚が特徴の老教師。
フルカスに並ぶ貪欲な知識欲を持つ。色欲を捨てて勉学をしていたため、性知識に免疫がない。モモノキの祖父で、彼女に対して過保護なところがある。
マルバス・マーチ
声 - 中村大志
拷問学教師。黒髪セミロングで額が出ている若手男性教師。ロビンからは「ジミー先生」と呼ばれた。実はケロリのマネージャーの弟。カルエゴを苦手としている。
気弱そうな性格で、事あるごとに慌てたり怯えたりすることが多いが、それとは裏腹に担当科目は拷問学（本人曰く「工芸の家系だから」とのこと）で、教師寮の自室にはカルエゴやダリですら引くほどの拷問器具がある模様。
心臓破りでは第二陣として出撃。チーム・アンドロと遭遇し、ジャズを拷問して心身ともに追い詰めていたが、チーム・イルマの乱入で逃げられる。試験中の拷問は生徒達からは怯えられていたが、実際にやり過ぎだったようで大量の反省文を書かされた。
ムルムル・ツムル
声 - 坂泰斗
精神医学教師。中性的な見た目の男性教師。
アクドルファンで、教師寮の自室にはアクドルのグッズやポスターがたくさんある。
心臓破りでは第二陣として出撃。チーム・ガープと遭遇し敢えて喧嘩を誘発させていたが、それによってガープから負の感情が増大したのを察して1年生達に警告するも間に合わずガープの素顔を見てしまう。すぐにガープ達に回復魔法を施して保健室に搬送した。試験後は、バラムとともにシーダを事情聴取していた。
2度目の師団披露では、ジュダインが制作した『微笑むガルナ』をカルエゴとともに審査するが、絵を見た瞬間にあまりの恐怖に自身とカルエゴに回復魔法を施し、無事だった身体がフラフラになるほど弱っていた。
家系魔術は「鑑定色（ジュエル）」。相手の精神状態を「色」で視認して判別できる。他にも相手の能力値や魔力量、家系能力までも確認することが可能。
イポス・イチョウ
戦術学教師。長髪で黒白目の男性教師。
進級した問題児クラスの新たな昇級試験を決める会議で、問題児クラスが調子こいていると意見したことで、他の教師達が悪ノリして心臓破りが実施される運びとなる。
心臓破りでは第二陣として出撃。アトリが本性を表すとオリアスと共にアロケル達を救出。高位魔術と体術を駆使して善戦するも隙をつかれて逃げられた。試験後、リンチャンに求婚を迫られて困っている。
家系魔術は「召集（ウィンチ）」。その場で顔を視認している相手を自分の元へ移動（ワープ）させることが出来る。
イフリート・ジン・エイト
学校警備教師。額に二本の角がある男性教師。喫煙家。
かつて炎の魔神・イフリートに挑みその炎を授かった悪魔・エイダが、その炎によって焼き尽くされて灰となり、その灰から生まれたイフリート一族の末裔。
心臓破りでは第二陣として出撃。ミッション"SOS"でサリバーンの部屋へ向かう途中のチーム・アスモデウス、チーム・カイムと遭遇。足止めを引き受けたアリスと交戦し、強力な火炎魔法で圧倒しながら家系魔術を使うように促すが、火岸花（アムリリス）を使用した反撃を受け、彼の実力を高く評価した。
ダンタリオン・ダリ（先代）
『カルエゴ外伝』に登場。カルエゴ、バラムの学生時代の担任。
御淑やかな女性で、バビルスへの常駐が義務づけられた歴代のダリの中で、最も優雅なダリと呼ばれている。
カムカムさん
声 - 下崎紘史
売店員。
小柄で着ぐるみみたいな服を着ている。万引き犯には竹槍で報復している。ジャズとクララを常習犯として出禁、ブラックリスト入りしている（クララの場合は商品を見たらそれを生み出せるからであり、あくまで威嚇しかしない）。たまに入間に店番をしてもらっている。
オトンジャ
教師寮の管理人。ダリのSD。語尾に「んじゃ」と付ける。
「影魔のオトンジャ」の異名を持つ黒い靄にような形状の魔族。見た目に反して感情豊かで気配り上手だが、おっちょこちょいな性格でもある。
ピス
保健医。

##### 特別講師陣
バルバトス・バチコ
声 - 竹内順子
ロビンの従姉。一人称は「あッチ」。
ツインテールとゴシック・アンド・ロリータ風ファッションが特徴の美少女。可愛いものが大好きだが、非常に我が儘かつ気まぐれの強烈な性格をしている。常にココアシガレットのようなものを口に咥えている極度の甘党。傍若無人な面が強いが、バルバトス家を通して3人しかいない百射百中の弓の名手で「絶望の羽喰（アンデッド・アーチャー）」の異名を持ち、サリバン曰く13冠に劣らない実力の持ち主。サリバンには会うと赤面し目も合わせられないほど彼を尊敬している。13冠のパイモンとは犬猿の仲。
収穫祭の際、サリバン直々に入間の特訓を頼まれ承諾するも、途中までそのことを忘れ、彼を自分の舎弟の様に扱っていた。サリバンと再会した際に思い出し、特訓を再開したが、それまでの弟子がみな弓を諦め自身の元を離れた経験から、どうせ入間も諦めるだろうと期待していなかった。しかし、入間が予想を上回る弓を作り出し、諦めることなく直向きに努力を続けるのを見て次第に心を開いていき、自身の大切な弟子として扱うようになる（そもそも弓は性質上、熱中しやすく飽きやすい悪魔向けではなく、人間かつ我慢強い入間は非常に相性が良かった）。収穫祭後サリバンから入間が人間であることを知らされる。
食王・べへモルトが行方不明で、その捜索に天眼・アスタロウが尽力しているため、新13冠候補として名が挙がっている。
「裏切りの13日」で次期13冠候補として出席し、当初は空席の2席に選ばれなかったが、バールがデルキラの席も空席にすることを提案し、その席にバチコを推薦される。ベヘモルトの騒動で返事は保留状態となるも、立場が悪くなったことで決めかねて本家に引き籠もってしまうが、本家に乗り込んで来た入間の想いを聞いて13冠の就任を決心し、大頭領からも覚悟を示したことで頭領に任命される。その後、正式に『頂弓』として新13冠に就任する。
2度目の師団披露ではメフィストとともに認識阻害メガネを掛けて訪れ、イルマ達のお化け屋敷を怖すぎると文句言いつつも楽しんでいた。イルマがスカーラを受けるか悩んでいた時は背中を押してスカーラを受ける決意をさせた。
家系魔術は「百射百中（ひゃくしゃひゃくちゅう）」。一度に百本の矢を発射可能だが、命中率は射手の技量で決まる。
フルフル
声 - 谷山紀章
魔谷大戦三大英雄の末裔で、地底学院ジャカポの卒業生。周囲から「フルフル軍曹」と呼ばれている智将。
収穫祭ではジャズとアロケルに修行をつけた（正確には彼は直接修行をつけていないが、彼の連れて行ったナイトクラブで様々なことを学んだ他、彼への憎悪が二人の努力に対する原動力となっていた）。フルフルのツケ代わりにナイトクラブに売られた経緯から、ジャズ達からはクズ呼ばわりされている。ジャズとアロケルが収穫祭で昇級できなかったことで彼等をあざ笑ったが、一方で新しい遊びとして二人に強い興味を持っている。ジャズ達には嫌われているが、それを知ってさらに楽しんでいる様子。
かつての教師であるベリアールからラズベリィの教育係を持ちかけられるが、ジャズとアロケルとの遊びに夢中であることからそれを拒否した（実際、ラズベリィが気に入らないことも理由の一つ）。
ドロドロ兄弟の師匠でもある。北方の戦場で瀕死だった兄弟を保護し、彼らに戦い方を教えたことで、兄弟からは非常に慕われている。
ウェパル
声 - 國府田マリ子
セイレーンのような容姿が特徴の女性悪魔。「号泣女帝」の異名を持つ、水魔法の達人。魔海学園レビアロン卒業生。
常に水溜りが出来るほど泣いている。ネガティブかつ臆病で、また手加減ができないスパルタな性格のため、教職は不向きと家族にも思われていた。収穫祭ではアガレスとガープに修行をつけた。その後自分の想像以上の成果を見せた二人の弟子に期待している。
かつての教師であるレディ・レヴィからレイヂの教育係を持ちかけられるも拒否し、代わりに競う相手として自らの弟子たちを推薦した。
ハット
声 - 岩崎征実
13冠のパイモンの執事。一流の召喚士で周囲から「ミスターハット」と呼ばれている。「調教紳士」の異名を持ち、名前の前に男性には「G（ジェントル）」、女性には「L（レディ）」と付ける。
口髭とシルクハット、片眼鏡が特徴の紳士で、常に紅茶を嗜んでいる。収穫祭ではケロリとカムイに修行をつけた。
主人であるパイモンからTS計画に関する命令を受けたものの、自分の想像以上の結果を出した二人に期待を寄せており、彼らを育てることを優先する意思を告げて命令を拒否した。

### 魔王・13冠
デルキラ
声 - 三木眞一郎
先代魔王。現在は行方不明で、その椅子は数百年間空席となっている。
「消失の魔王」の異名を持ち、歴代の魔王の中でも特に魔力とカリスマ性を持った伝説的な存在。当時側近だったサリバンを「サっちゃん」と呼んでいた。バビルスの卒業生でもあり、当時から破格の存在で、彼一人のために「王の教室（ロイヤル・ワン）」が設けられたほど。
「伝説のリーフ」に対して「悪魔らしくない悪魔に出逢いたい」という願いを込めており、その伝説のリーフからは何故か魔界には無い桜が咲いた。
ベリアール
声 - 麻生智久
13冠にして魔界三傑の一柱。地帝学院ジャカポの学長。
褐色で小柄な痩躯の老魔だが、ギャグシーンでは二頭身の卵体系になる。次期魔王候補の一人だが孫を溺愛しており、次期魔王の座は関心がない。サリバンを次期魔王に推挙。
TS計画では自身の孫であるラズベリィを推薦。
レディ・レヴィ
声 - ならはしみき
13冠にして魔界三傑の一柱。水中艦校の魔海学園レビアロンの学長。
三傑紅一点で、妙齢な見た目だが二人より2歳年下のシスター風の衣装を着た女性。次期魔王候補の一人だが孫を溺愛しており、次期魔王の座には関心がない。サリバンを次期魔王に推挙。
TS計画では自身の孫であるレイヂを推薦。
ベルゼビュート
声 - 上田燿司
13冠。英傑次席。
8代に続いて13冠に属している名門。鎧をまとった老傑。まとめ役の苦労人で、三傑による孫自慢の審判役を担わされている。魔界三傑からは「ベル坊」と呼ばれている。
新13冠候補だったゼブブラ・ベルゼビュートとの関係は不明。
アスタロウ
13冠。天眼。
サングラスとドレッドヘアが特徴。次期魔王にレヴィを推挙。ベヘモルトが行方不明となった時は彼を捜索していた。
アスモデウス・アムリリス
声 - かかずゆみ
13冠。色頭。
アスモデウス家現当主。妖艶の美女でアリスの実母。ライムの師匠。一人称は「アムちゃん」。
息子のアリスをちゃん付けで呼ぶほど溺愛しているが、アリスからはかなり苦手意識を持たれている。勘が異様に鋭い。秘密をアリス達に明かすべきか悩んでいた入間にアドバイスを贈った。
「裏切りの13日」では、入間の助けを求められたアリスの頼みで入間の護衛を引き受ける。入間に脅迫めいた言動をしていたフェンリル（ナルニア）をビンタして助けた。
アマイモン
声 - 田所陽向
13冠。四方筆頭。人狼。
次期魔王にベリアールを推挙。「13冠の集い」の出席率の悪さや態度の悪いバールに苦言を呈しているが、パイモンが椅子に座るのを手伝ってあげたりと根は優しい。
アザゼル・アンリ
声 - 遊佐浩二
13冠。魔関署警備長。アメリの実父で娘を溺愛している。バビルス卒業生で、収穫祭の歴代優勝者の一人。
人間は魔界にいてはならないと考える一方で、見つけた場合は記憶を消して人間界に送り返すという穏便な方法を考えている。
サリバンの人間界への不正渡航と、入間がニンゲンであることを疑っている。入間と接触した当初は彼に好感を抱いていたが、アメリが好意を寄せていると知ると彼を警戒し、目の敵にするようになる。
「裏切りの13日」では、ナルニアの役割ゆえに彼に変装していた。ベヘモルトが会場に乱入した時は真っ先に動いて迎撃して一度は制圧したものの、再び暴れ出した際に本来なかった腹部の大きな口に驚愕した隙に薙ぎ払われる。その後、バールによって倒されたベヘモルトを拘束し、魔関署に連行した。
パイモン
声 - 櫻庭有紗
13冠。精霊主（妖精王）。
美少女だが訛りの強いズーズー弁口調。アマイモンと仲が良い。次期魔王にサリバンを推挙。
バチコとは趣味嗜好が一切合わず、顔を合わせれば即座ケンカに発展する犬猿の仲だが、嫌いであるからこそ対抗心を燃やし成長の糧となる相手として大切に思っている。三大英雄との確執の際には率先してバルバトス家に出向こうとしていた。
バール
声 - 諏訪部順一
13冠。雷皇。サブロの叔父（父の弟）だが、サブロ曰く本当の兄弟ではない。
大柄な青年で13冠の中では若輩者だが、常に不遜な態度を取り、目上に対しても物おじせず意見をするほどの胆力の持ち主。
今の平穏な魔界に不満を抱いており、かつての混沌とした魔界に戻すべく裏で魔界秩序崩壊を狙う黒幕。バビルス卒業生で元魔具研究師団に属しており、その頃にキリヲと知り合う。幼少期からすでに「元祖返り」の血が濃いキリヲを気に入り、彼の後見人のような立場にあり、よく怒鳴ったりするものの彼に物や知識を与えている。デルキラを復活させてその力を取り込むことを目的としている。
師団披露の際、サリバンが人間界に不正渡航した疑いがあるとアンリにタレコミし、サリバンをバビルスに戻らせないよう足止めした。収穫祭では、部下のオチョに潜入させ、入間がニンゲンであることを知る。
兄・サブザンに武器の依頼に来た所、帰省したサブロと出会い、彼を次期魔王に推薦する意思を述べるも、自身の力で魔王への道を目指すサブロには断られた。その後、武器を受け取った際に家族に関わるなと警告を受けた。
入間達の進級時に、六指衆のシーダとアトリを新任教師としてバビルスに潜入させ「デルキラの遺物」の奪取を命じた。正体が露見した場合は生徒数人の始末も容認し、さらに入間の拉致をも命じていた。任務に失敗したアトリが持ち帰った入間の能力調査票にデルキラの紋章があることから、入間がデルキラの魔力を有していることを確信した。
「裏切りの13日」では、ナルニア（に変装したアンリ）のエスコートとして入場し、新13冠の発表でデルキラも除席することを提案し、その空席にバチコを推薦した。その後、ベヘモルトを使ってシュラ姫を襲わせてそれを自らが鎮圧してシュラ姫を助けるという自作自演を行い、シュラ姫からの寵愛と高い名声を得ることに成功し英傑次席に昇り詰める。一方で、想像以上に重いシュラ姫の寵愛に苦労している。
ナベリウス・ナルニア
新たに就任した13冠。狗帝。魔関署特別警備長。カルエゴの兄で、魔関署の最奥を守護する。弟同様に厳格な性格の悪魔。
アンリと同様にニンゲンに対しては魔界に存在してはならないと考えているが、アンリと違い見つけた場合はすぐに排除すべきと考える過激な思想を持っている。
シーダとアトリをバビルスの教師とするべく、推薦状を出した推薦者である。バールの推薦で次期13冠候補となる。
「裏切りの13日」では、アンリに自分の変装をさせて自身はフェンリルに変装して入間に接触し、入間の正体に勘付くと入間に対して脅迫めいた言動をしたことでアムリリスの逆鱗に触れてビンタされる。その後、13冠就任が確定した後、カルエゴと再会して入間に近づくなと警告する。
入間がメフィストの審査のもとで「スカーラ」を受けている時、多耳族の独立を促していると知ると、魔界の秩序を乱す危険性が高いと判断し、自然保護のための開墾阻止と現地捜査を名目に独断で直属部隊「牙隊」を送る。
メフィストフェレス
新たに就任した13冠。盤外王。長身の優男風の悪魔。かなりフレンドリーな性格。
転身することで何度も生まれ直す能力を持ち、古の時代から素質のある若人を育て、魔王へと導いてきたキングメイカー。先々代の魔王ドクフェルの右腕であった。普段は「メフィスト」と呼ばれており、キングメイカーの役割を果たす際にメフィストフェレスを名乗る。
引退を決意したドクフェルより、当時有力だった2人の悪魔のどちらに魔王の座を継がせるか見極めるよう勅命を受けるが、その最中に出くわしたデルキラが王として既に完成されていたことでキングメイカーとしての役割を失い、当時の13冠から退いた。
「裏切りの13日」では、次期13冠候補として出席し、ナルニアとともに13冠の就任が確定する。
その後、与えられた領地であるセイレン島の視察で無理矢理同行したゼブブラとともに海水浴に訪れ、そこで入間達と遭遇。そこに現れたクラーケンの大群を一瞬で一匹以外全滅させる実力を見せる。
2度目の師団披露では、バチコとともに認識阻害メガネを掛けて訪れる。入間が位階6への昇級を目指す「スカーラ」では審査官を担い、多耳族の保護のための国作りの試練を課す。
入間を注目している様子だが、ゼブブラからはメフィストに目を付けられたことを憐れんでいる。
詳しい魔術は不明だが、目に見えない弾丸のような魔術で相手を一瞬で蜂の巣にしている。

#### 元13冠
アムドゥスキアス・ポロ
元13冠。音魔天。かつて演奏で敵軍を666時間食い止めた伝説の音楽家。
長身かつ美形の男性だがオカマ口調で基本的にテンションが高く、感情の起伏が激しい。男好きでもあり、バビルスではカルエゴのことがお気に入り（後にサブロも気に入る）。自身のことは「ポロちゃん」と周りに呼ばせている。サリバンとは昔からの知り合いで「おサリ」と呼んでいる。
かつて魔王であったデルキラを心から慕っており、それ故に常に近くにいたサリバンに対し嫉妬していた。耳が非常に良く、心音などから他者の感情を読み取ることが出来る。音楽に対しての想いは強く、厳格ながらもしっかりアドバイスを送り、相手の良い所は素直に認める。13冠を名乗っていたに相応しい実力を持ち、一音で並の悪魔を凌ぐ魔法を使い、六指衆を圧倒する程の力を持つ。
音楽祭では審査員の一人として招かれるが「王の教室」を開放したことに激怒しており、問題児クラスの元へ行き彼らに宣戦布告する。音楽祭が始まると、それぞれのクラスに厳しく採点しつつも一人一人に的確なアドバイスをしていた。そして、問題児クラスの演目「リリス・カーペット」では、他の審査員が満点の6点を出す中、下手なのにかつてのデルキラと自分とのやりとりを思い出させる入間に嫉妬して1点と最低点を出したが、すぐに「♭（6）」に書き直して彼らを称賛した。その後、問題児クラスの「王の教室」の屋上へ連れてきて、「ギメル（3）」以下の面々を「ダレス（4）」に昇格させ、入間には意趣返しで「ヘー（5）」に昇格させた。帰路に就こうとした時、変装してずっと近くにいたウエトトを捕らえて尋問し彼の失言に激昂して痛めつけるが、「デルキラと再び会う方法」についての取引に応じ、彼らに付いて行った。
音楽の高い才能を持つプルソンに興味を持っているようで、進級前に彼にプレゼントをあげている。
心臓破りで本性を表したアトリがやられた直後にバビルスを襲撃。アトリを回収した後にサリバンに別れを告げた。
シュラ姫の重い寵愛に苦労しているバールに対し、乙女心を弄んだ報いと叱責しつつ、寵愛を失わせないようにアドバイスをしている。
ベヘモルト
声 - ロバート・ウォーターマン
元13冠。食王。肥満の巨漢。温厚な性格であるが、家系能力により魔界随一の剛力を有する。
バビルスの師団披露直前の時期に行われた「13冠の集い」では食物の乱獲を憂いていた。月越し直後の時点では行方不明となっている。
行方不明の彼の席を埋める新13冠を発表する大貴族会にて、突如会場を破壊して乱入し、シュラ姫を襲おうとするがバールによって鎮圧され、アンリら魔関署に身柄を拘束される。
実はバールに誘拐されていたようで、会場に現れた時は正気を失った状態で13冠の席に執着し続けていた上に、腹部には本来存在しなかったはずの大きな口があった。
家系魔術は「全食（オールデリシャス）」。食べ物と認識すればどんなものでも食べることができる。食べたものは魔力・重量・腕力などに変換され、自身の身体も肥大化する。
グラシア
元13冠。暗帝。13冠で唯一姿を見せていない。
「13冠の集い」への出席率が悪く、「裏切りの13日」に行われた大貴族会ではベヘモルトとともに除席される。
ドクフェル
先々代の魔王。
共に魔界を制したメフィストに全幅の信頼を置いており、自身が引退した後の魔界を誰に担わせるかをメフィストに一任していた。

#### 13冠候補
ゼブブラ・ベルゼビュート
二つ名は「二半王」。ベルゼビュート家の新鋭として名高く、自身の強さとカリスマに絶大な自信を持っている。
初登場時は正装で虫のような格好をしていたが、実際は長身でスタイルの良い眼鏡を掛けた美女。
「裏切りの13日」で次期13冠候補として出席。しかし、13冠に選ばれなかったことに激しく抗議していた。
結局は候補の中で唯一選ばれず、その傷心旅行と称してメフィストに無理矢理同行してセイレン島の海水浴に来ていた時に入間達と遭遇。そこに現れたクラーケンの大群の討伐にメフィストに強引に参加させられたが、観衆に自らの力を見せつけるチャンスとばかりに活躍し、ついでにメフィストを怪我させて13冠から引きずり降ろそうと目論むが、彼の実力を目の当たりにして渋々諦める。
詳しい魔術は不明だが、触れた箇所を爆発させる魔術を持つ。13冠で英雄次席のベルゼビュートとの関係は不明。また、作中では珍しく名前が前にある。

### 次期魔王候補
ベリアール・ベリィ・ラズベリィ
地底学院ジャカポ1年 / 位階：ヘー（5）
三傑ベリアールの孫。祖父同様の褐色肌でラフな服装をしている小柄な少年。
明るく自由人で、入学式当日から数々の問題を起こしている。
魔王となった際に作りたい魔界は「強い者が上に立つ、馬鹿でも分かる楽しい魔界」。料理の食べ方は、好き嫌いが多く食器の使い方はおかしいが、意外ときれいに食べている。
実力も高く、学園内に生徒では彼より上の人物が4人しかおらず、1200人の部下を持っている。
レヴィアタン・レイヂ
魔海学園レビアロン2年 / 位階：ヴァウ（6）
三傑レディ・レヴィの孫。目を覆うほど長い前髪の青年。
礼儀正しい言葉遣いと態度に反して独断規律、傍若無人な人物であるが、本人はあくまでも自らの規律で行動していると豪語する。一方で自分の意見をしっかり言える人物でもあり、勘違いによって入間に失礼な態度をとったことを後で謝罪するなど根は真面目。
魔王となった際に作りたい魔界は「自分の作ったルールを全ての悪魔に従わせる、規律の整った自由な魔界」。料理の食べ方は、見かけに反して手づかみで豪快に貪るように食べている。
生徒達からは総司令と呼ばれる程のカリスマと高い実力を持つ。

### 元祖返り
オチョ
声 - 新祐樹
お歯黒が特徴の男性。元祖返り。偽りの1番やみじめな部分を見て笑ったりするのが好きな「2番信仰」。普段は掴み所のない飄々とした性格だが、憤慨すると言動が荒くなるのが癖。
問題児クラスを陥れようと最高位の隠密魔術をかけた状態でバビルス1年生に紛れて収穫祭に参加し、オロバスの対抗心と家系能力に目をつけ、記憶操作の魔術を使って彼を利用していた。常に彼を慕い付き従う腰巾着のような態度を取りながらも情報収集をし、別れ際にオロバスの記憶を消した。しかし、バビルスの教師までは欺けず、ロビンに腹部を射抜かれる重傷を負うもなんとか逃げ切る。その後、バールのもとへ行き、秘かに入間に取り付けていた盗聴器で彼が人間であることを報告した。

#### 六指衆
ウエトト
声 - 玉野翔矢
六指衆第一指。六指衆リーダー。平凡な容姿の男性。同じ六指衆から「ウー兄」と呼ばれている。人の記憶や写真の人物を消すなどの魔術を扱う。
ウォルターパークのスタッフとして潜入し、ロノウェの世話係を任されていた。脱獄計画後、自分達に関する関係者の記憶や写真の姿を抹消し姿を消す。
バビルスの音楽祭に潜入しスタッフに変装してポロに接近するも、正体を見破られた上にポロの逆鱗に触れる言葉を出した結果手ひどい制裁を受ける。しかし「デルキラに再び会う方法」を持ちかけ、ポロを引き入れることに成功する。
シーダ
声 - 澁谷梓希
六指衆第二指。三白眼の僕っ子口調の長身美女。たどたどしい言葉遣いをする。
ウォルターパークのスタッフとして潜入し、迷子の入間を助けた後、一時ともに行動し、一緒に写真を撮ったり観覧車に乗ったりしていた。
バールからデルキラの遺物を回収するよう命令を受け、2年生に進級した問題児クラスの実技を担当する新任教師としてバビルスに潜入。
教師はあくまでも任務のための手段ではあるが、生徒の能力向上に努める教師としての役割を遂行しようとする意志を持っている。また、ウエトトの魔術によって入間はウォルターパークで自分と出会った記憶の全てを失っているが、自分が消えた彼との写真を大切に持っているなど特別な感情を抱いている。
心臓破りでは第一陣として出撃し、チーム・イルマと交戦。ひと蹴りで壁を粉砕する脚力と、入間やチマが反応できない瞬発力といった驚異的な身体能力で圧倒し、チマの風船を割るが、ヴィネが空けた毒の穴で逃げられる。本性を現したアトリが入間を連れ去ろうとしたところに現れ、彼を背後から攻撃して入間を救出した。試験後はバラムとツムルに事情聴取を受けるが、入間を救ったことやオペラなどの口添えで教師に復帰する。
ヒュダーリン
声 - ボルケーノ太田
六指衆第三指。ダンディな男性小人。周囲から「ヒュー」と呼ばれている。
ウォルターパークのスタッフとして潜入し、ミキィと「キャスリン」で勤務。脱獄計画時にトリトンの両手を握り潰し圧倒。
ミキィ
声 - 森永千才
六指衆第四指。眼鏡っ子美女。
ウォルターパークのスタッフとして潜入し、ヒュダーリンと「キャスリン」で勤務。
「裏切りの13日」では、秘かに会場に紛れてベヘモルトを倒したバールを讃え挙げて周りを囃し立てる。
アトリ
声 - 橘龍丸
六指衆第五指。チンピラ風の軽い性格の長身男性。
ウォルターパークのスタッフとして潜入し、射的でジャズ達の遊び相手を務めた。キリヲの立場に疑問を覚えていたが、彼の性格を知り考えを改める。
バールの命令を受け、2年生に進級した問題児クラスの実技を担当する新任教師としてシーダと共にバビルスに潜入。
自分たちの危険さを察知して尚、牽制して威圧するバラムの態度に興奮している。
心臓破りでは第二陣として出撃。ソイの家系能力を見破り、チーム・プルソンの風船を2個とも割る。終盤ではチーム・サブノックと交戦し、サブロを身体能力で圧倒。リタイアさせても尚、欲望を抑えることができず、過剰な暴行を加え続けたためにバビルス教師陣から明確に敵と認識される。救出に駆けつけたバラムに、一度は追い詰められるも隙をついて逃亡。目的の入間を連れ去ろうと教師陣と交戦しながら探し、ついに入間を発見して捕獲しようとしたが、仲間である筈のシーダから妨害されて失敗し、サリバンに拘束されるもポロによって助けられた。
元祖返りとしての正体が露見したのち、糸を操り六本の腕を持つ蜘蛛の如き姿をあらわにして、魔界の生物を知り尽くしたバラムでさえも驚愕させた。
「裏切りの13日」では、秘かに会場に紛れてベヘモルトを倒したバールを讃え挙げて周りを囃し立てる。
マエマロ
声 - 佐久間元輝
六指衆第六指。カウボーイの格好をしたガイコツの悪魔。
ウォルターパークのスタッフとして潜入し、射的でジャズ達の遊び相手を務めた。
「裏切りの13日」では、秘かに会場に紛れてベヘモルトを倒したバールを讃え挙げて周りを囃し立てる。

### 魔関署
フェンリル
魔関署局次長。誰に対してもくだけた口調でしゃべる軽い性格をしている。正体は変装したナルニアで、ナルニアが指令書を発行する時は、フェンリルの名前と肩書を使用している。
「裏切りの13日」ではアメリの護衛として参加するが、本当の目的は『人間』の疑いがあるイルマを探ることだった。
アミィ・アザミ
位階：ケト（8）
ナルニア直属「牙隊」の大佐。
低位階の悪魔を見下し、情けを一切かけない冷酷な性格。号令ひとつで低位階悪魔を無意識に従わせる威圧感を持つ。
キリヲと同じ姓だが、詳しい関係は不明。

### ウラボラス監獄
インプ・ロッキー
声 - 高橋良輔
額に大きな角が1本生えた囚魔。番号は1182番。
希少食物の乱獲で懲役15年の刑を課せられた新入り。脱獄計画を企てていたドドド （声 - 中村大志）、バツ（声 - 宮田哲朗）、ロード・ルメロ（声 - 中西伶郎）らの誘いを受けて脱獄に加担するも、寸前でキリヲに切り捨てられて他の囚魔共々脱獄に失敗。キリヲと六指衆に関する全ての記憶を消された。
トリトン
ウラボラス監獄の副看守長。
「握手のトリトン」と呼ばれ囚魔たちから恐れられる強者であるが、六指衆ヒュダーリンに得意の家系魔術が全く通用しないまま敗れる。
家系魔術は「握首（あくしゅ）」。万物を握り潰す力を持ち、監獄内においてはその能力を用いて囚魔の手足首を握り潰すことで、ひしゃげた手首に枷をはめる。

### アクドル関係者
マルさん
声 - 篠田有香
くろむ（ケロリ）のマネージャーを務める眼鏡の女性。バビルス教員マルバス・マーチの姉。
魔苦針ドームの朝昼晩ライブで、くろむが倒れる原因を作った入間を責め、手伝いを申し出る彼を「あなたにできることなんてないわ」と突き放そうとした。しかし、入間達が女装してアクドルとなり会場を盛り上げたことで「とんだ逸材」と見直した。
大武闘会では、ギャリーによって引き抜かれたメルンに代わって出場しようとしたがみんなに止められる。
キュパ
くろむが所属するアクドル事務所デビムスの社長。おじゃる口調で喋り、「推じゃ！！」と書かれた扇子を持ち歩く。
音楽祭の審査員としてバビルスに訪れる。公演後、ケロリにヘルダンスの成功を讃えた。
ゴンテツ
年配のアクドル専門家。自身もかつてはアクドルとして活躍し、"脚光の一角獣"の異名を持つ。
大武闘会では解説を務めるが、セクハラ発言したり自前のカメラで女性アクドルを撮影したり、男性アクドルには何も喋らないなどあまり真面目に解説していない。
ギャリー
力強い歌声と派手なパフォーマンスで人気のアクドル。キラーキューン所属。元はくろむと同じデビムスに所属していた。一人称は「あたし様」。
「強欲の歌姫」の異名を持ち、欲しいものを必ず手にしてきた。自由奔放な人物で敵チームを魅了して自分の仲間にしたり、イルミ（女装した入間）に何度も「ブス」と呼んだりする一方で、敵チームでも自身のファンならばサインを書くなどファンは大事にしている。くろむと何かと対立しているため不仲説が流れているが、実際はくろむを最高の女であると認めており、くろむと結婚することを野望としている。イルミを敵視しているのも自分を差し置いて彼女の横で歌ったためである。
大武闘会でデビムスを追い詰めるが、最終種目にてカッコイイと可愛いを両立させたデビムスに敗れる。その後結果発表に遅れて現れ、改めてくろむに告白した。また、イルミのことも認め、彼女（本当は男だが）をくろむのついでに自分の物にしようと考えるようになる。
メルン
デビムス所属の農地生まれで大自然育ちの新人アクドル。野菜を差し入れしている。
事務所では数少ない動けるアクドルで、底無しの体力と活発な性格で人気がある。大武闘会ではデビムスチームのメンバーだったが、本番前にギャリーにナンパされ篭絡されて向こうに移籍してしまう。
ネネット
アクドル事務所ムーンプロ所属のアクドル。おかっぱ風の髪型の女性アクドル。
大武闘会では、最後の種目のロックに出れる上位4チームに残るが、ギャリーの演奏をみて敵わないと悟り棄権した。大武闘会後は、悪周期状態のイルミを慕い、ゴンテツからイルミの写真を手に入れている。
ビーバ
アクドル事務所ヘルスカイ所属の男性アクドル。仲間のレジンとイチゴマとの三人組の「ビレイ組」のリーダー格。常にキラキラしているさわやかなイケメンで、かなりナルシストな性格。
大武闘会で、第5種目のしっぽ綱引きに出場しリンディの初戦の相手だったが瞬殺された。最後の種目のロックに出れる上位4チームに残り、1番手だったが途中でギャリーに乱入された上に自分達以上に盛り上げたことで引き下がった。大武闘会後はリンディに興味を示して積極的に話し掛け、同じくリンディに興味を示すレジンと火花を散らした。

### バビルス関係者の家族・親族
アスモデウス・ビオレ、アスモデウス・リリー
声 - 山本希望（ビオレ）、三谷綾子（リリー）
アリスの親族。ビオレが長髪の美少女で、リリーが短髪の美少女。アリスのことが大好きだが、入間に傾倒して遊んでくれなくなったことに悲観している。
ダヴィデ
声 - 蓮岳大
アスモデウス家執事長。
クララ母
声 - 朝井彩加
本名不明。子供達からは「マミー」と呼び慕われており、とにかく明るく天真爛漫な性格。クララやカルエゴですら振り回されるほど自由気まま。だが、入間の大食いっぷりには慄いていた。
ウァラク・ウララ
声 - 朝井彩加
ウァラク家長男。
姉のクララをはじめとする一家（父は不明）が揃いも揃って不思議系な性格なのに対し、ウァラク家と血の繋がりを疑うほど真面目でしっかり者の好青年。このため他の兄弟からは逆に変だと思われており、入間とアリスからはウァラク家で一番やばい奴と勘違いされている。
母曰く、「ウァラク家ではたまにウララのような子が生まれてくる」らしく、カルエゴに「遺伝子の抵抗が見て取れる」と思われた。
現在、魔海学園レビアロンに入学している。
コンちー、キー坊
声 - 朝井彩加
ウァラク家次男と三男。両者共に本名不明。
シンシン、ランラン
声 - 朝井彩加
ウァラク家末男と末女。両者共に本名不明。家族からは「ちびーず」と呼ばれている赤子。
サブノック・サブザン
声 - 咲野俊介
サブロの父であり、13冠の一人であるバールの義理の兄の関係にある。普段は工房に籠りきりで鍛冶の仕事をしている。
息子であるサブロとの関係は良好ではなく、サブロからは向上心の無い悪魔だと思われ、自身もサブロが魔王になろうとする目標に反対している。彼自身はサブロが来たことを知ると仕事の手を止めたり、バールにサブロに近づかないよう告げるなど彼のことを嫌っているわけではない様子を見せている。
2度目の師団披露で、シルビアが『微笑むガルナ』を模写するための了承を得に頼みに来たサブロとひと悶着があったが了承した。師団披露にはヤマンダとともに訪れ、『メビウス美術館』でガルナに扮したシルビアと再会し、シルビアの才能と努力を認めた。
サブロ兄
サブノック家長男。本名不明。方向音痴らしく、師団披露の際はシルビアと来たにも関わらず2秒ではぐれた。
アニメでは、温和な性格をしているとサブロは語っている。
ボッチ・ヤマンダ
サブノック家のSD。サブロの幼少期から仕えている。
バラムとは実家が近所で、幼少のころに絵本ばかり読んでいたバラムをなじっていた。
『カルエゴ外伝』ではカルエゴ、バラムより二学年上の上級生として登場。当時はバビルス一番の情報通として知られ、高位階悪魔とのコネを使って楽して暮らすことを野望としていた。
ケロリ母
声 - 舞原由佳
位階：ザイン（7）
本名不明。常に笑顔を見せることのないクールな性格だが、アクドルとして活動する娘を応援している。ただし、娘のライブを生で見ると興奮して倒れてしまうらしく、いつも実家から応援しているため、ケロリ本人は気づいていない。
ケロリ兄
階級、本名共に不明。母と同じ理由で実家でケロリを応援している。
母と性格も似ていて常にクールで無口だが、25巻カバー下の“216話のスキ魔”ではチマがバビルスに入りたいと母にお願いをしているのを聞きつつ、お茶を淹れようとした際に母が発した『好きな悪魔（ヒト）ができたのね』の言葉にあっさりチマが肯定したためか、お茶をぶちまけ思いっきり動揺した。
2度目の師団披露で母と共に訪れ、母がケロリの元へ行っている間にチマの元へ訪れ、チマが好きな悪魔（入間）について尋ねていた。
ばあや
本名不明。幼いケロリにアクドルの映像を見せ、彼女をアクドルに導くきっかけを作った。
アンドロ・M・ロック
声 - 小西克幸
アンドロ家長男。ジャズの兄。酒癖や女癖に加え、弟以上の手癖の悪さの持ち主。常に弟を小馬鹿にした態度を見せる飄々とした性格。そのためジャズからは嫌われている。一方で師団披露に来たり、家庭訪問に応対したりと保護者代わりの行動もとっており、一応ジャズを気にかけてはいる。
シャックス・シャッキー
声 - 山本希望
シャックス家長女。リードの姉。結婚と玉の輿に目がないがめつい性格で、男には見境のない貪欲な面がある。
相手の五感全てを奪う「全感覚強奪（アルティメットヘル）」という魔術を使用できる。
ロノウェ・ローズベルト
声 - 高橋広樹
ロノウェ家現当主。魔界有数の実業家。サリバンと懇意。息子のロミエールと同じく「ロノウェ」が口癖で彼を溺愛している。
ロミエールが「レジェンダディ」と呼ぶためか、自己紹介の際もそれを口にし彼とかぶって立って本人に「目立ちたがり」と言われている。
その後サリバンと共にロミエールや入間達を“ウォルターパークを救った英雄”と大々的に発表したことで、翌日ホテルに記者が殺到した。
ソイ父
本名不明。ソイの父親で現在の一族の頭領。家系の問題もあって滅多に顔を見せないがかなりの美丈夫。妻やソイ曰く口下手。
ソイの兄・プルトンが行方不明になってしまったこともあり、才能のあるソイに頭領となる様に常日頃から言い聞かせてきた。息子が音楽祭に出ようとしていることを知るとバビルスに連絡をかけ、ソイにバビルスを辞めて家に帰ってくるように命じる。しかし、音楽祭の息子の姿を見て今までもっとしっかり見てかなかったことを謝罪し、その上で戻ってくる様に言ったがソイから凄まじい勢いでまくしたてられた。それに対しソイが初めて自分に意見を言ってきたことに驚きながらも妻と共に姿を消した。
ソイ母
本名不明。息子のソイとそっくりな顔をしており、さらに早口で饒舌なところも似ている。
言葉の溢れるソイに言いたいことがあった時のためとして楽器をプレゼントしており、幼いころから彼が楽器を演奏する姿を見ていたため彼の音楽に対する思いにも気づいていた。夫にベタ惚れであるため夫の味方をしているが、一族の掟に対してはどうでもよく思っている。音楽祭では迷うソイに声を掛けて、彼の背中を押した。
プルソン・プルトン
ソイの兄。ソイが幼い頃は一緒に住んでいたが、現在は行方不明。顔が常に認識阻害によって隠されていたため、ソイは顔を知らない。
ゼパル・ゼラ
ゼゼの母。レジェンドロック歌手。
ゼパル家がファンからの声援や愛を込められたプレゼントを好み、それを自らの魔力とする一族である故、その人気やスター性を磨き上げるために子供たちには幼少の頃から厳しく教育している。
ゼパル・パラライカ
ゼゼの姉。魔獣サーカス団の花形。
かなりの自信家。母や次弟のゼゼと同様、ファンからの贈り物はそのまま食べるが、大口を開けてかぶりつくように食べるのを好み、ゼゼからは品がないと窘められている。
ゼパル・ゾウイ
ゼゼの兄。魔界で一・二を争う超人気小説家。
新刊を発売すれば、飽きっぽい性質の悪魔が長蛇の列が出来ても並んで買いに求め、中には発売の数日前から店に並ぶ者もいるほど。
ファンからの贈り物は未開封のまま、インクなどで調理して食べることを好むが、アンチからの手紙と気づかず食あたりすることもある。
2度目の師団披露で、ゼゼの紹介で魔具研究師団の入間達と対面し、ジュダインの理想とするモデルの人物像の依頼を快く引き受けようとするが、入間にそのまま魔具研究師団とジュダインの作品を自分の作品に塗り替えようとする目論見を見抜かれる。だが、ゾウイは悪びれる様子もなく、逆にそういうことはジュダインと向き合って話し合うべきだと入間達に諭している。師団披露では、ゼゼに案内させて『メビウス美術館』を訪れ、ジュダインを見込んで共に仕事をしないかと持ち掛け、師団披露後は共に仕事を行っている。
カルエゴの叔父
『カルエゴ外伝』に登場。本名不明。カルエゴがバビルスに入学した時点ではバビルスの教師。
バビルスの番犬としての役割を担っているものの、カルエゴに金の無心をするなど自堕落でちゃらんぽらんな性格。

### バルバトス家
大頭領バルバトス
バルバトス家当主で、魔谷大戦三大英雄の一人にして最強の弓使い。
機嫌がよい時は気さくでくだけた性格の老魔だが、ひとたび怒らせると13冠すら震え上がらせる威圧感を放つ。
アクドル大武闘会で見事な弓の腕前を披露したイルミに関心を抱き、（男と気付かず）バルバトス家へ嫁入りさせたいと考えている。
バチコを晒し者扱いしたことで13冠に対して他の三大英雄を巻き込んでの戦争を辞さないほど激怒していたが、本家に乗り込んで来た入間と意気投合しバチコの覚悟を見定めたことで怒りを収め、自身の退任とバチコの"頭領"任命を決める。そして、バベルに赴いて13冠にバチコの頭領就任と新13冠の就任を承ることを伝えた。
頭領バルバトス
バルバトス家次期当主。名前のみ。
バチコの一件で大頭領バルバトスが"大頭領"の座を降りて自身を"大頭領"に任命する矢文を送られると、かなり上機嫌かつ軽い感じで了承する矢文を送り返した。

### 多耳族
メーメー
魔ーケストラ「ダンテ組」を束ねる多耳族の女性。語尾に「然り」とつけるのが口癖。
音楽祭の審査員の一人としてバビルスに訪れる。落ち着いた雰囲気をしているが、心揺さぶる演奏を聞くと目を輝かせて鼻息を荒くする。公演後、ソイをスカウトしていた。
ムンム
位階：ベト（2）
多耳族の長の老人。商魂たくましい、がめつい性格をしている。
多耳族が聴力しか取り柄のない種族という考えから、強い悪魔に従うことで種族を存続させるべきと一族に強いてきた。
ノヴァ
多耳族の少年。天性黒耳と呼ばれる希少種で、多耳族でありながら一般の悪魔と同等の聴力しか持たず、生まれたときから腫れ物扱いをされてきた。
今後生まれてくるであろう天性黒耳のため、聴力以外で多耳族が生きていける術を作ろうとしているが、頑なに考えを変えようとしない多耳族の現状に憤っている。

### 魔獣・魔神
金剪（カナキリ）の長
声 - 中村大志
バビルス新入生が行う飛行レースにおけるコースのひとつである金剪の谷の頂点に立つ魔獣。
入間たちの学年が飛行レースを行った時点では、子ども（声 - 三谷綾子）が怪我を負っていたことから気が立っていたものの、子どもが入間（人間）の血で回復したことで気を落ち着かせた。
その羽根は入間が弓矢を形成する際の触媒としても利用されている。
青牛（マウンテン・ブル）
声 - 中西伶郎
六指衆がウォルターパークを破壊するために生み出した魔獣の一体。下半身がヘビのように細長く、上半身が６つの目を持つ青色のミノタウロスのような姿。黄鼠や赤龍のような特性は無いが、代わりに腕力や尻尾を振る力が強い。
カルエゴ先生チームの近くに召喚され、そのまま周囲を手当たり次第に破壊。カルエゴに強制的に戦わされたジャズ、リード、ゴエモン、カムイを圧倒したが、カルエゴの助言を元に立てたジャズの作戦に翻弄され、耳元で最大音量による破耳笛の音を叩きつけられ気絶。意識を取り戻した際に、勝利に浮かれるジャズ達を背後から攻撃したが、直前でカルエゴに防がれ、最後は降手の一撃によって倒された。
黄鼠（パンサー・ラッド）
六指衆がウォルターパークを破壊するために生み出した魔獣の一体。複数の尾を持つ黄色の鼠のような姿。
複数の尾による攻撃や毒ガス、弾性に富んだ皮膚など多彩な特性を持つが家系能力を発動したアメリによって倒された。
赤龍（カーマイン・ドラゴン）
六指衆がウォルターパークを破壊するために生み出した魔獣の一体。その名の通り巨大な赤い龍の姿。口から魔力光線や炎を吐く。
アリス、サブロの攻撃を受けながらも圧倒したが、生物の弱点を知り尽くしたバラムが召喚した木樹龍（ニギウプニル）との段違いな魔力の密度の前に倒された。
合成魔獣
青牛・黄鼠・赤龍が合体して生まれた魔獣。外見に合体した三体の魔獣の要素が出ている。
強大な魔力を持っていたもののカルエゴ、オペラ、バラムの同時攻撃によって即座に倒さる。それでも体中の魔力を凝縮し、自滅覚悟で吐き出してウォルターパークの半分を焦土にしようとしたが、ロノウェによって照準を外された上、入間の悪食の指輪によって魔力を全て吸い尽くされてしまい、干からびて焼け焦げた小さな姿になった。
トートー
声 - 川田紳司
知識を司る魔神。収穫祭では、バビルスの教師陣の召喚に応じ、神殿内にて後述の「始まりのタネ」の番人を担っている。力ずくで倒すか、何か面白い話を聞かせることでタネを授けてくれる。また、魔神ではあるが携帯を所持している。
常に新しい知識を求めており、収穫祭でその知識を得られると期待していたものの、長い間それを得ることが出来ず諦めかけていたが、入間とナフラによる「初恋メモリー」の再現シーンを見て感激、入間に「始まりのタネ」を授け、彼と携帯の連絡先を交換した後、帰り道を教えた。
収穫祭終盤では、森林フィールドに満開した桜を神殿内から眺めた。
イフリート
炎の魔神。その身に纏う獄炎は魔界の炎の始祖とされ、あらゆる物を焼き付くし、焦土に変えた。
ハープナス
かつてガープの祖となる悪魔へ、他者の精神を破壊してしまう容姿故に孤独となったことを哀れに思い、その身を覆い隠す深銀の毛と風を操る力を授けた魔神。
シュラ姫
魔神族の中でも強い権力を持つ上位魔神。小柄な少女の姿をしている。
「裏切りの13日」では、ベヘモルトに襲われそうになったところを13冠バールに助けられたことで、バールに好意を寄せて支持する。
以来、バールと親密な関係にあるが、短い頻度で何度もお茶会に招待したり執着心が強い花言葉ばかりの魔花を贈ったり等かなり重い。

## 用語

### 魔術関連
口頭魔術（こうとうまじゅつ）
魔術の一つにして基本。呪文詠唱により発動。
無口頭魔術（むこうとうまじゅつ）
魔術の一つ。口頭魔術の上位互換で無詠唱で発動。口頭魔術より習熟に時間が掛かる。
家系魔術（かけいまじゅつ）
一般的に家系能力と称される魔術。各家系によって千差万別のため家の特定も可能。修行により強化される。
禁忌口頭呪文（きんきこうとうじゅもん）
読み上げるだけで魔術が発動する。呪文そのものが魔力を持つため、魔力を持たない人間でも使用することができる。
噛んだり読み間違えるだけで体が爆発して死んでしまう。
魔具（まぐ）
主に魔力を込めて使用する道具。

### 悪魔学校バビルス関連
三傑のサリバンが運営する名門学校。全6学年。生徒数666人。
問題児クラス（アブノーマルクラス）
素行が悪く気性の荒い悪魔でも特に一際問題のある悪魔だけが集められたクラス。通常落ちこぼれ組扱いされるが、現在の問題児クラスは入間を中心としたクラスメイトの数々の活躍でエリートクラスへと変貌しつつある。音楽祭以降はプルソンの存在が知られてクラスメイトが13人認知される様になったため、一部の生徒からは「バビルスの13冠」と呼ばれている。
王の教室（ロイヤル・ワン）
「消失の魔王」デルキラが在籍していた名誉教室。完全保管魔術を掛けているため常に清潔。デルキラ卒業後、絶対不可侵領域の魔界遺産として数百年間封印されていたが、入間達によって開放され、問題児クラスの所有教室となった。

#### 行事
位階昇級試験（ランクしょうきゅうしけん）
バビルスにおけるテスト。いわゆる定期考査。各試験に合格すると位階が昇級するが、成績が悪ければ降格もありえる。なお、教師が位階を与えられるのは「ヘー（5）」までで、それ以上の位階を与えるには「スカーラ」を必要とする。
スカーラ
「ヴァウ（6）」以上に昇級するための特別昇級試験。13冠の誰かが審査員に立ち会い、彼らが課した課題に合格することを目的とする。
試験内容は担当した13冠によって様々だが、魔界にとって有益な功績をあげることが昇級条件となっており、いずれも過酷で合格できるのも一握りとされている。また、審査する13冠は受験者との繋がりが浅すぎず、深すぎないものが選定される。
使い魔召喚試験（つかいましょうかんしけん）
バビルス入学後に最初に行われる1年生の位階昇級試験。召喚した使い魔が最初の位階決定の参考になる。監督官はナベリウス・カルエゴ。
飛行試験（ひこうレース）
囀り谷と金剪（カナキリ）の谷を使用したレース。このレースにおける行動を「位階袋鳥（ランクふくろう）」が監視・考察し、生徒がこの鳥の胸にある袋に手を入れると、その生徒に見合った位階の章を授ける。1年生はこれによって最初の位階が決定される。
囀り谷は距離は長いが比較的安全なコースで、金剪の谷は距離は短いが険しい上に「金剪の長」という魔獣がいる危険なコースになっている。カルエゴによると、「金剪の長」に無謀にも挑んで返り討ちに遭う生徒が毎年一人はいる模様。
カルエゴによれば、位階袋鳥はここ数百年間鳴いたことすら無かったらしいが、入間が胸の袋に手を入れた瞬間凄まじい声で鳴き出してその場を飛び去り、入間は章の代わりに悪食の指輪が右手の指に嵌まった。
処刑玉砲試合（しょけいぎょくほうじあい）
処刑玉砲と呼ばれるボールを使ったクラス間での試合。主なルールは以下の通り。
- 教師の決めたメンバーで、AチームとBチームの2チームに別れる。
- それぞれのチームから外野を一人ずつ選び、それ以外は内野。
- 相手チームのボールに当たった場合、外野に移動。外野からの攻撃も可能。顔面はアウトで、ワンバウンドはセーフ。
- 魔術の使用はボールのみで、相手チームへの直接魔術攻撃は不可。また、ボール以外（コートなど）に魔術を使用した場合や、相手チームのコートに入った場合はアウト。
- チームの勝敗は、当てた生徒の位階によって評価も比例し、当てた生徒の位階が自分よりも高ければ位階昇格もある。

細かな差異はあるものの、基本的には人間界のドッジボールと同じだが、入間以外は全員悪魔で魔術も惜しみ無く使用するため、入間は特訓の日々を過ごすこととなった。
師団披露（バトラパーティ）
各師団による発表会と新人団員披露会を兼ねた恒例行事。1年生から3年生の位階昇級試験を兼ねる。前夜祭・本祭に分かれており、本祭には各生徒の親も参加する、いわゆる学園祭と授業参観を合わせたもの。参加者の投票によってその年の師団の順位が決まり、第1位の「特賞」は団長が2位階、団員が1位階昇格、第2位の「凄いで賞」は団費増額＋希望商品贈呈、第3位の「努力賞」は豪華師団室の商品が与えられる。入間の最初の師団披露では魔具研究師団の活躍によって新たに「トリッキーで賞」が作られ、商品として代表者一人が1位階昇格となる。
終末試験（しゅうまつしけん）
座学試験。全学年共通の位階昇級試験でいわゆる期末試験。赤点のボーダーラインは40点。合格点によっては昇級が可能だが、赤点・不正行為は降格・補習処分になる。
終末日（しゅうまつび）
長期のストレス発散期間。いわゆる夏休み。期間は30日。学生は主に帰省したり師団活動に集中する。
収穫祭（しゅうかくさい）
1年生後期の位階昇級試験。試験時間は6666分（4日15時間6分）。総監督官はストラス・スージー。学校の裏庭にスージーが設置した森林フィールドで行われる。
ポイント制の試験で、自力で収穫した食材を、フィールドの各地にある報告筒へ提供することでポイントに変える。収穫祭における獲物の多くは10から150ポイントで、これらの獲物を大量に狩ってポイントを稼ぐのが基本的であるが、3000ポイントを越える獲物の場合、倒すにはチーム編成が必須となる。
偽食材の提出と他生徒への過度な攻撃は失格となる。また、試験時間を過ぎてからの収穫もバラムによるチェックが入る。一方で、相手を騙して食材を奪った場合は失格とはならない。
魔獣との戦闘も必須になるため、毎年怪我人も続出し、死傷者が出た年もある。自分ではどうにもならないような危機に陥った際は、リタイアを宣言することで教師による救出の後、脱落（リタイア）テントにて試験が終わるまで待機する。
若王（じゃくおう）
収穫祭において頂点に立った者に与えられる称号。歴代の若王は、後に魔界において重要な役職を担う存在となっている。
伝説の（レジェンド）リーフ
声 - 斎賀みつき
収穫祭の中でも単体で10万ポイントという、他とは比較にならない高得点が狙える最難関収穫物。かつて収穫されたことは一度もなく、誰も手に入れたことがない伝説の植物で、「収穫する条件が誰にもわからない」ということが伝説と言われている一番の理由。
実物は、可愛らしい角と丸い目・頬、すぼめたような口と小さな手が付いた楕円形の実（または花）に、黒い悪魔の翼のような葉っぱ、黒い茎にリボンをつけた、名前とのギャップが激しい姿。ゆるい口調で喋ることが可能で、一人称は「私」。
収穫条件は、魔獣の歌の歌詞を解読し、始まりのタネを守る魔神トートーの攻略（力技で奪うか、面白い話を聞かせる）と終わりの鉢を守る魔神の攻略（ゲームに勝つ）、隠しキャラを救助してニジジョウロを入手・使用し、最後に膨大な魔力で「クワンクワン」と唱えることで開花できる。歴史上でこの開花をなし得たのは入間とリードの二人。
昨年、収穫を目指し、断念したアメリもこの仕組みを知って「主催の悪ふざけレベルの代物」と称したが、実は上記の収穫条件には、「目先の利益にとらわれず他者を思いやり、理不尽を楽しみ、自らの野心に従って飽きずに挑み続けられ、何事も諦めない、そんな最も悪魔らしくない悪魔に出会いたい」という、収穫祭をつくったデルキラの想いが込められていた。
始まりのタネ
伝説のリーフの種。単体でのポイントは5万。
終わりの鉢
伝説のリーフを開花させるために必要な鉢。単体でのポイントは2万。
リードが魔神を攻略して手に入れた後、一旦はオロバスの魔術により奪われたが、ジャズとアロケルの作戦により、教師に変装したアロケルが騙し取った後、入間達に贈呈された。
音楽祭（おんがくさい）
1年生後期の位階昇級試験にして、1年生に残された最後の昇級機会。
合唱・バンド・舞台など音を楽しめればなんでもあり、目立った者勝ちの音合戦。招かれた高名な審査員3名に各持ち点6点から採点してもらう。
心臓破り（しんぞうやぶり）
入間達が2年生に進級して最初の位階昇級試験。問題児クラスのために新たに実施された、問題児クラス13名と選抜された1年生26名との合同昇級試験。
問題児クラス1名と1年生2名ずつでチームを組み、1年生に付けられた心臓（ハート）を模した風船を悪役（ピカレスク）の教師（キョーシ）達から割られずに制限時間の66分間逃げ切れれば成功。
時間経過とともに教師達は増員され、さらに封印されている大怪魔"サリバーン"（サリバン）の復活を阻止する任務（ミッション）"SOS（サリバーンアウトストップ）"も追加される。
ちなみに、教師達も「自分の巡回ルートを外れない」「戦闘中に出くわしても加勢しない（ただし、教師が多勢に無勢の時はこの限りではない）」などのルールを設けている。

#### 師団（バトラ）
バビルスにおける生徒による団体活動。人間界の学校におけるクラブ活動に相当する。力づくや催眠等の新入生勧誘が行われ、「1年生争奪戦（ルーキーハント）」と呼ばれている。活動条件は「3年生1名以上もしくはダレス（4）の団員3名以上が在籍すること」。この条件が満たせない場合は複数の団長からの推薦状が必要。
生徒会師団（せいとかいバトラ）
バビルスの秩序の守護を担当。会長であるアメリのもと、一枚岩の強固な組織作りが行われている。一応、師団なのだが、作中では「生徒会」とだけ呼ばれている。
解散選挙（タイマン）
師団と生徒会が解散を巡り全校投票を行う。生徒会が落選した場合は当選師団に乗っ取られるが、師団が落選した場合は即時解散処分となる。生徒会に拒否権はない。
魔具研究師団（まぐけんきゅうバトラ）
魔具に関する研究及び修理を主な活動とする師団。現団長は入間。かつては現13冠のバールが団長を務め、元祖返り傾向の強い悪魔達の巣窟になっていた。
物語開始当初は団員がキリヲしかおらず、師団披露でも魔具をただ置物のように展示しているだけで目立たず、周りから「荷物師団」と嘲笑されていた。その後、入間、アリス、クララが入団し、後に生徒会によりシネルも無理矢理入団させられた。入間達が2年に進級した後、新たにチマ、シルビア、ヤバシが入団する。
師団披露では、魔界に存在しない『花火』を披露することとなった。それを使ってキリヲがテロを企てたが、入間によって阻止される。結果的に花火は打ち上げられたが、キリヲの件が問題視されて選考から外れることとなる。だが多数の生徒達に支持されたことによって、特別に設けられた「トリッキーで賞」を受賞する。
2度目の師団披露では、（主にシネルのせいで）他の生徒達から「恐怖の魔具研」と言われているため悪いイメージを払拭させようとしたが、入間はそれを逆手にとって「バビルスを恐怖のどん底に落とす」というコンセプトで『お化け屋敷』を発案する。美術師団のジュダインとマーニーの手助けを得て、お化け屋敷『メビウス美術館』を完成。道中に魔具のお化け達を多数配置し、メインにはジュダイン原作のシルビアが制作した『微笑むガルナ』（とガルナに扮するシルビア）が配置している。来場者達を恐怖に陥れる一方でかなり面白いと興奮させたことで大好評となる。しかし、ほとんどの生徒が投票で「特賞」にしようとしていたが、「トリッキーで賞」の候補が他に思い浮かばずこっちの方がしっくりくるという理由からこちらに投票したことで、今回も「トリッキーで賞」を受賞。シルビア、ジュダイン、マーニーが位階が上がり、イルマは「スカーラ」への推薦を受ける。
放送師団（ほうそうバトラ）
学校の放送関係の活動をする師団。現団長はバディン・バラキ。
普段は地味だが、師団披露での活躍が認められて「特賞」を受賞する偉業を成し遂げる。
魔術開発師団（まじゅつかいはつバトラ）
魔術の研究と開発を主な活動とする師団。現団長はガルゥ。ジャズが所属している。
最初と2度目の師団披露で「凄いで受賞」する。
サキュバス師団（サキュバスバトラ）
サキュバス誘惑学を極めることを活動とする師団。顧問はライム。
師団披露で「努力賞」を受賞する。
遊戯師団（ゲームバトラ）
あらゆるゲームを極めることを活動とする師団。顧問はオリアス・オズワール。リードが所属している。
部室内には絶響広間（所謂、カラオケルーム）がある。
魔王師団（まおうバトラ）
魔王に関する文献を読み考察談義をすることを活動とする言わばオタク系の師団。サブロが所属している。
美術師団（びじゅつバトラ）
美術に関する活動をする師団。ジュダイン、マーニーが所属している。
普段は個人で作品作りをしているが、師団披露が近づくと各師団への資材の搬入や設営の手伝いなどに駆り出されて多忙を極める裏方的存在。
そのため、師団披露では賞を目指さない方針だったが、2度目の師団披露ではジュダインとマーニーの活躍で「特賞」を受賞するも、師団の方針に反するとして辞退する。
魔獣師団（まじゅうバトラ）
魔獣を使役する師団。
師団披露では、魔獣と戯れさせたりサーカスのような曲芸を披露している。2度目の師団披露で「努力賞」を受賞する。
食物師団（しょくもつバトラ）
料理系の師団。
作中では夜鬼鼠破（ヤキソバ）しか作っておらず、師団披露では鬼盛りの夜鬼鼠破で特賞を狙おうとしたが、入間に完食される。
風紀師団（ふうきバトラ）
かつてロノウェが在籍・団長を務めていた師団。
生徒会を一方的にライバル視しており、解散選挙を仕掛けるも敗れて解散となった。
カルエゴ、バラムがバビルスに入学した当時は、表向きには生徒会師団の代わりに治安維持活動をしているとされていたが、実際には違法な薬を生徒に売りつけるなどの悪事を働いていた。
番長師団（ばんちょうバトラ）
『カルエゴ外伝』に登場。バビルスの平和を守るため、当時の風紀師団を壊滅させるために発足された。
団長はオペラで、カルエゴとバラムは本人たちの承諾を得ないまま勝手に団員にされた。

### 魔界施設関連
魔界塔（バベル）
魔界のどこかにある666階建ての塔。
主に665階で13冠が集まって定例会議（「13冠の集い（サーティーン・ディナー）」）が行われている。666階は三傑のみが入れる会議室になっている。
魔関署（まかんしょ）
所謂、魔界の警察署のような機関及び施設。
魔界の治安を守る役割を持つ。
地底学院ジャカポ（ちていがくいんジャカポ）
三傑のベリアールが運営する、魔界西方の地下にある66階建てのタワー学院。
実力主義を校風とし、喧嘩や賭け、勉学など様々な勝負が日々行われている。
魔海学園レビアロン（まかいがくえんレビアロン）
三傑のレディ・レヴィが運営する、海底にある水中艦校。
規律を重んじ品行方正な生徒の育成を第一としている。
魔苦針（まくばり）ドーム
魔界でも屈指の大きさを誇るドーム。
アクドル くろむが朝昼晩のライブをした会場。
ウォルターパーク
魔界有数の大型レジャー施設。悪周期のストレスを発散させるために造られた遊園地。ロノウェ家が創設し所有している。なお、園内には極端に治安の悪い裏道も存在する。
ウラボラス監獄（ウラボラスかんごく）
ウォルターパークの地下にある監獄要塞。悪事を働いた囚魔（囚人の悪魔）達が約1600名収容されている。ウォルターパークのスタッフは看守も兼任している。
囚魔の義務は労働と魔力提供で、囚魔の魔力がウォルターパークの動力となっている。
アクアケース
レディ・レヴィが運営するレジャー施設。
水族館とプールが合体した施設で、水着を着たまま館内を歩くことが出来る。
ガブリアン拝堂
作中で入間が降魔の儀を行った拝堂。アガレス家が建築した。
ロストラウンジ
裏切りの13日の現場となる「大貴族会」が行われた会場。城のような大きな建造物で、所在地は公になっておらず、13冠しか場所は知られていない。

### その他の魔界関連用語
悪魔（あくま）
魔界の住人。人間的な容姿から、獣人や半人半獣の姿など種類種族は千差万別。角の有無は悪魔によるが、翼と尾は共通。飽き性で忍耐力がなく、自身に無関係なことに関して酷く無関心な傾向が強い一方で、面白いことや自身が興味があるもの、好物には滅法目がなく、それらに関しては没頭したり箍が外れやすい。名前は「家名・個人名」の順で、家名は始祖の悪魔の名である。
多耳族（たみみぞく）
3対の耳を持つ小柄な魔族。魔界では弱小の魔族であり、魔術も体術も他の魔族と大きく劣っており、他の高位階魔族の部下という形で庇護下で暮らしている。ゆえに警戒心も強く、人前に中々姿を出さない習性を持ち、気配を消して隠れることが出来る。唯一、遠くの木の葉の落ちる音まで聞き取れるほどの驚異的な聴覚を有し、その聴覚で戦場での索敵や宝飾品の鑑定、音楽奏者などで活躍している多耳族もいる。
SD（セキュリティデビル）
悪魔に仕える存在。主人の命を守る他、ありとあらゆることを支える役目を持つ。
魔獣（まじゅう）
魔界の動物。苛烈な生態系により人間界の動物より賢く能力に富む。
魔神（まじん）
魔獣を超越した上位の存在。
使い魔（つかいま）
悪魔に使役された魔獣。使い魔になった魔獣が主人に反抗すると処罰（しつけ）という電撃を浴びる。
位階（ランク）
魔界におけるランキング。位階による上下関係が存在し、魔界の秩序構築に役立っている。
悪魔学校の生徒は学内で催される試験や師団活動を通じて位階を上昇させることを目標としている。
10段階であり、ランクは「アレフ（1）」、「ベト（2）」、「ギメル（3）」、「ダレス（4）」、「へー（5）」、「ヴァウ（6）」、「ザイン（7）」、「ケト（8）」、「テト（9）」、「ヨド（10）」。各数値をゲマトリアのカタカナ表記で表している。
魔王（まおう）
魔界を統治する絶対的な存在。魔王になるにはヨド（10）のランクを有し13冠全員の承諾が必要。デルキラを最後に現在は空位。
13冠（かん）
魔界を代表する13人の高位悪魔の総称。
13冠の集い（サーティーン・ディナー）
13冠がバベルで一堂に会して魔界に関する事柄を話し合う会議。
貴族会（デビラム）
貴族悪魔の交流会。
大貴族会（デビキュラム）
高位階悪魔のみが参加を許される貴族会。13冠の子息であっても同伴の許可が滅多に得られない貴重な社交の場。会場はロストラウンジ。
入場時、家族や同僚と入場する以外に親しい男女で入場するエスコートという方法があり、エスコートを頼む際はハンカチを渡す習わしがある。
裏切りの13日（うらぎりの13にち）
ある年の6月13日に開催された大貴族会。
参加者は全員仮面などで素顔を隠すことになっている。また、より参加者を分かり辛くするために参加者の半数以上は自立型の魔具人形となっている。
TS計画及び新13冠の発表が行われたが、13冠を除席されたベヘモルトが謀反を起こしたことからこの名が付けられた。
悪周期（あくしゅうき）
定期的に悪魔に発生する発作。破壊衝動や犯罪行為など悪意への欲求が高まる。ストレスが大きな原因のため、念入りにメンタルケアと身体の調整をすれば抑えることも可能。
元祖返り（がんそがえり）
まるで常時悪周期にあるような、悪魔的衝動が常に高い悪魔で、危険視もされている。
他人の苦しみや破壊に強い快感を覚えるが、それ以外のことが楽しめないわけではなく、キリヲや六指衆も事件を起こすまでの行動をそれなりに楽しんでいた。
六指衆（むさしのしゅう）
元祖返りの6人で構成された犯罪集団。「あらゆる悪事にその団体あり」と謳われるほど魔界中に悪名が轟いているが、彼らに関する足跡がほとんどないことから謎に包まれている存在。
その悪名とミステリアス性から意外と人気もあり、子供が戦いごっこで六指衆を自称することも多い。
実は13冠の一人・バールと主従関係にある。
アクドル
魔界のアイドル。語源は「悪を取る」。悪周期における衝動をアクドルの歌、踊り、姿を見て興奮することで昇華、発散させることができるため、アクドルの活動は重要視されている。
地獄踏み（ヘルダンス）
アクドル界の禁断のダンスと評される高難易度の踊り。その内容は6人組で息を揃えてピッタリと踊ることであるが、集中が苦手である悪魔にとっては想像を絶する苦痛となる。くろむも挑戦するもギャリー以外ついてこれず失敗。だが、音楽祭にて問題児クラス13人（厳密にいえば11人）で挑戦して見事成功する。
アクドル大武闘会（だいうんどうかい）
月越しに行われるアクドルの祭典。全魔界に生中継される大イベントであり、トップアクドルを目指す者たちにとっての憧れの大舞台。
月越し（つきこし）
13日間しかない13月。魔王が業務を離れる祝いの月であり、魔界中で祭りが催される。
降魔の儀（こうまのぎ）
所謂、誕生日会のこと。人間界とは違い、毎年やるとは限らないとのこと。
TS（トリックスター）計画
月越し後の13冠の集いにて提案された、次期魔王を選び出し育成するための計画。13冠の全員に候補者を選ぶ権利がある。
デルキラ印
デルキラの紋章が刻まれた印。かつては魔王のみが持つ事を許された。絶対的な権力を持ち、たとえどんな指令でも施行され、従わなければならない。但し、使用するには厳しい審査の後、三傑全員の承認が必要であり、承認できたとしても使用されるまでには最低でも半年はかかる。

### 人間界および共通関連用語
人間（にんげん）
人類。魔界生物は人間の血を少し浴びるだけで傷が治るなど、その存在は特別。
現在、魔界では一般的に人間は架空の生物とされており、宇宙人や幽霊のような扱いになっている。人間界の実在や、悪魔と人間との間に召喚・契約という関係があったことはごく一部の高位悪魔のみが認識・認知している状態である。人間界への無許可往来は厳禁。
おトモダチ／シンユー
魔界には存在しない言葉。入間の口からアリスとクララへ伝えられたが、アリスが「相手のために命を賭す血の盟約」と広めてしまったため、問題児クラス内ではその意味で解釈されてしまった。
音楽祭後、入間から改めて問題児クラスに正しい意味で伝えたことによって、問題児クラスは全員おトモダチという認識となった。
初恋メモリー（はつこいめもりー）
日本で100巻を超える大人気ロングセラー王道ラブコメ少女漫画。アザゼル家に代々伝わる書物らしいが、人間界の漫画がなぜ魔界にあるのかは不明。アメリはこの漫画の大ファン。一時期、入間もアシスタントとしてこの漫画に関わっていた。
召喚（しょうかん）
儀式の一つ。悪魔召喚と使い魔召喚の二つが存在する。
悪魔召喚（あくましょうかん）
人間が悪魔を使役する儀式。人間が対価を支払うことで悪魔が望みを叶える。
使い魔召喚（つかいましょうかん）
悪魔が魔獣を使役する儀式。
最初の召喚から1年を経過すると、使い魔との契約を更新するか解除するかの儀式が改めて行われる。更新する場合は使い魔に対して名前を与え、解除する場合は13時間の間、使い魔を召喚してはならない。

## スピンオフ
- 魔界の主役は我々だ!

『週刊少年チャンピオン』2020年6号（2020年1月9日発売）より連載開始。
- 魔入りました！入間くん　カルエゴ外伝

『週刊少年チャンピオン』2021年20号（2021年4月15日発売）・2021年21+22号（2021年4月22日）にて、西修の書き下ろしにより前後編で掲載された。テレビアニメ第2シーズン第12話では、このエピソードの一部がアニメ化されている。その後『週刊少年チャンピオン』2024年1号（2023年12月7日発売）から7号（2024年1月18日発売）にかけて前後編の続きが連載された。
- 魔入りました！入間くん if Episode of 魔フィア

『別冊少年チャンピオン』2023年10月号（2023年9月12日発売）より連載開始。

## 書誌情報

### 単行本
- 西修 『魔入りました！入間くん』 秋田書店〈少年チャンピオン・コミックス〉、既刊44巻（2025年8月7日現在）
  1. 2017年7月7日発売[33]、ISBN 978-4-253-22516-8
  2. 2017年10月6日発売[34]、ISBN 978-4-253-22517-5
  3. 2017年12月8日発売[35]、ISBN 978-4-253-22518-2
  4. 2018年2月8日発売[36]、 ISBN 978-4-253-22519-9
  5. 2018年5月8日発売[37]、ISBN 978-4-253-22520-5
  6. 2018年7月6日発売[38]、ISBN 978-4-253-22548-9
  7. 2018年9月7日発売[39]、ISBN 978-4-253-22549-6
  8. 2018年11月8日発売[40]、ISBN 978-4-253-22550-2
  9. 2019年2月8日発売[41]、ISBN 978-4-253-22559-5
  10. 2019年4月8日発売[42]、ISBN 978-4-253-22560-1
  11. 2019年6月7日発売[43]、ISBN 978-4-253-22891-6
  12. 2019年9月6日発売[44]、ISBN 978-4-253-22892-3
  13. 2019年10月8日発売[45]、ISBN 978-4-253-22893-0
  14. 2019年12月6日発売[46]、ISBN 978-4-253-22894-7
  15. 2020年1月8日発売[47]、ISBN 978-4-253-22895-4
  16. 2020年4月8日発売[48]、ISBN 978-4-253-22896-1
  17. 2020年6月8日発売[49]、ISBN 978-4-253-22897-8
  18. 2020年9月8日発売[50]、ISBN 978-4-253-22898-5
  19. 2020年12月8日発売[51]、ISBN 978-4-253-22899-2
  20. 2021年3月8日発売[52]、ISBN 978-4-253-22900-5
  21. 2021年4月8日発売[53]、ISBN 978-4-253-22911-1
  22. 2021年6月8日発売[54]、ISBN 978-4-253-22912-8
  23. 2021年8月6日発売[55]、ISBN 978-4-253-22913-5
  24. 2021年11月8日発売[56]、ISBN 978-4-253-22914-2
  25. 2022年1月7日発売[57]、ISBN 978-4-253-22915-9
  26. 2022年4月7日発売[58]、ISBN 978-4-253-22916-6
  27. 2022年6月8日発売[59]、ISBN 978-4-253-22917-3
  28. 2022年8月8日発売[60]、ISBN 978-4-253-22918-0
  29. 2022年10月6日発売[61]、ISBN 978-4-253-22919-7
  30. 2022年12月8日発売[62]、ISBN 978-4-253-22920-3
  31. 2023年3月8日発売[63]、ISBN 978-4-253-28331-1
  32. 2023年6月8日発売[64]、ISBN 978-4-253-28332-8
  33. 2023年7月6日発売[65]、ISBN 978-4-253-28333-5
  34. 2023年9月7日発売[66]、ISBN 978-4-253-28334-2
  35. 2023年12月7日発売[67]、ISBN 978-4-253-28335-9
  36. 2024年2月7日発売[68]、ISBN 978-4-253-28336-6
  37. 2024年4月8日発売[69]、ISBN 978-4-253-28337-3
  38. 2024年6月7日発売[70]、ISBN 978-4-253-28338-0
  39. 2024年9月6日発売[71]、ISBN 978-4-253-28339-7
  40. 2024年12月6日発売[72]、ISBN 978-4-253-28340-3
  41. 2025年2月7日発売[73]、ISBN 978-4-253-28341-0
  42. 2025年4月8日発売[74]、ISBN 978-4-253-28342-7
  43. 2025年6月6日発売[75]、ISBN 978-4-253-28343-4
  44. 2025年8月7日発売[76]、ISBN 978-4-253-28344-1
- 西修（原案）・hiro者（漫画） 『魔入りました！入間くん if Episode of 魔フィア』 秋田書店〈少年チャンピオン・コミックス〉、既刊5巻（2025年4月8日現在）
  1. 2023年12月7日発売[77]、ISBN 978-4-253-28046-4
  2. 2024年6月7日発売[78]、ISBN 978-4-253-28047-1
  3. 2024年9月6日発売[79]、ISBN 978-4-253-28048-8
  4. 2025年3月7日発売[80][81]、ISBN 978-4-253-28050-1 / ISBN 978-4-253-28049-5（特装版）
  5. 2025年4月8日発売[82][83]、ISBN 978-4-253-28052-5 / ISBN 978-4-253-28051-8（特装版）
- 西修 『魔入りました！入間くん外伝』 秋田書店〈少年チャンピオン・コミックス〉、既刊1巻（2024年4月8日現在）
  1. 「カルエゴ編」 2024年4月8日発売[84]、ISBN 978-4-253-28501-8

### 関連書籍
- 西修、津田沼篤、コネシマ 『魔入りました！入間くんスターターBOX』 秋田書店〈少年チャンピオン・コミックス〉、2021年4月8日発売[85]、ISBN 978-4-253-22500-7
- 西修、プリンセス編集部 『魔入りました！公式アンソロジー 放課後の！入間くん』 秋田書店〈少年チャンピオン・コミックス〉、既刊1巻（2021年6月8日現在）
  1. 2021年6月8日発売[86]、ISBN 978-4-253-22625-7
- 西修（原作・絵）、針とら【6巻まで】・吉岡みつる【7巻から】（文）『小説 魔入りました！入間くん』ポプラ社〈ポプラキミノベル〉、既刊9巻（2024年6月7日現在）
  1. 悪魔のお友達　2021年8月10日発売[87]、ISBN 978-4-591-17073-1
  2. 入間の決意　2021年12月8日発売[88]、ISBN 978-4-591-17196-7
  3. 師団披露　2022年4月6日発売[89]、ISBN 978-4-591-17353-4
  4. アクドルくろむちゃんとアメリの決断　2022年10月5日発売[90]、ISBN 978-4-591-17481-4
  5. 問題児でいこうぜ　2023年3月8日発売[91]、ISBN 978-4-591-17732-7
  6. ウォルターパーク　2023年7月6日発売[92]、ISBN 978-4-591-17848-5
  7. 悪魔学校からの特別指令　2023年12月7日発売[93]、ISBN 978-4-591-18007-5
  8. 収穫祭、スタート!　2024年3月13日発売[94]、ISBN 978-4-591-18128-7
  9. 若き魔王の冠　2024年6月7日発売[95]、ISBN 978-4-591-18204-8
  10. 13人目の問題児　2024年10月4日発売[96]、ISBN 978-4-591-18339-7
- 西修、週刊少年チャンピオン編集部 『魔入りました！入間くん 公式ファンブック 悪魔学校バビルス入学案内』 秋田書店〈少年チャンピオン・コミックス〉、2023年3月8日発売[97][98]、ISBN 978-4-253-20132-2

## テレビアニメ
第1シリーズは2019年10月から2020年3月まで、第2シリーズは2021年4月から9月まで、第3シリーズは2022年10月から2023年3月まで、NHK Eテレにて放送された。また、第4シリーズの制作が発表されている。
ナレーションは郷田ほづみ。本編終了後はミニコーナー『スキ魔』が放送される。

### 沿革
2019年2月7日 - 『週刊少年チャンピオン』2019年10号にて、『魔入りました！入間くん』のアニメ化が発表される。
2019年3月22日 - メインキャストが発表される。
2019年10月から2020年3月 - 第1シリーズが放送される。
2020年3月7日 - 第1シリーズの最終回放送後に、第2シリーズの制作が発表され、2021年春放送開始と予告される。
2021年3月16日、3月23日、6月5日 - 第2シリーズより登場する新キャラクターのキャストが発表される。
2021年4月から9月 - 第2シリーズが放送される。
2021年9月11日 - 第2シリーズの最終回放送後に、第3シリーズの制作が発表される。
2022年8月22日、8月29日、9月5日 - 第3シリーズより登場する新キャラクターのキャストが発表される。
2022年10月から2023年3月 - 第3シリーズが放送される。
2024年11月17日 - 東京・文京シビックホール 大ホールで行われた「アニメ『魔入りました！入間くん』スペシャルイベント DEVIL’S PARTY！」にて第4シリーズの制作が発表される。

### スタッフ
|                               | 第1シリーズ                       | 第2シリーズ                       | 第3シリーズ                       |
| ----------------------------- | --------------------------------- | --------------------------------- | --------------------------------- |
| 原作                          | 西修                              | 西修                              | 西修                              |
| 監督                          | 森脇真琴                          | 森脇真琴                          | 森脇真琴                          |
| シリーズ構成                  | 筆安一幸                          | 筆安一幸                          | 筆安一幸                          |
| キャラクターデザイン          | 佐野聡彦                          | 佐野聡彦                          | 原由美子                          |
| キャラクターデザイン          | 山本径子                          | 原由美子                          | 原由美子                          |
| 美術監督                      | 吉田ひとみ                        | 吉田ひとみ                        | 吉田ひとみ                        |
| 色彩設計                      | 高谷知恵                          | 高谷知恵                          | 高谷知恵                          |
| 撮影監督                      | 千葉洋之                          | 千葉洋之                          | 千葉洋之                          |
| 編集                          | 石井知                            | 小野寺絵美                        | 小野寺絵美                        |
| 音響監督                      | 郷田ほづみ                        | 郷田ほづみ                        | 郷田ほづみ                        |
| 音楽                          | 本間昭光                          | 本間昭光                          | 本間昭光                          |
| 音楽                          | 本間昭光                          | 本間昭光                          | 関向弥生                          |
| プロデューサー                | 小原早織（第1シリーズ第21話以降） | 小原早織（第1シリーズ第21話以降） | 小原早織（第1シリーズ第21話以降） |
| プロデューサー                | 藤田裕介（第20話まで）            | N/A                               | N/A                               |
| アニメーション プロデューサー | 關山晃弘                          | 關山晃弘                          | 關山晃弘                          |
| 制作統括                      | 吉國勲                            | 吉國勲                            | 吉國勲                            |
| 制作統括                      | 福山剛                            | 宮本未来                          | 宮本未来                          |
| アニメーション制作            | BNピクチャーズ                    | BNピクチャーズ                    | BNピクチャーズ                    |
| 制作                          | NHKエンタープライズ               | NHKエンタープライズ               | NHKエンタープライズ               |
| 制作・著作                    | NHK                               | NHK                               | NHK                               |

### 主題歌

#### OP・ED
「Magical Babyrinth」
DA PUMPによる第1シリーズオープニングテーマ。作詞はSoflan Daichi・宮崎京一・KIMI（ラップ）、作曲は宮崎京一、編曲は飯田涼太。
「デビきゅー」
芹澤優による第1シリーズエンディングテーマ。作詞はos.nishi、作曲はak.homma、編曲はMEG.ME。
「悪魔学校バビルス校歌」
悪魔学校バビルス 生徒の皆さんによる第1シリーズおよび第2シリーズ最終回のエンディングテーマ。作詞は西修、作曲は本間昭光、編曲は関向弥生。
「No! No! Satisfaction!」
DA PUMPによる第2シリーズオープニングテーマ。作詞・作曲・編曲はm.c.A･T、ラップ詞はKIMI(テロップ上では作詞と纏めて書かれる)。
「ココロショータイム」
天月-あまつき-による第2シリーズエンディングテーマ。作詞は天月-あまつき-、作曲・編曲は本間昭光。
「ギリギリ Ride it out」
FANTASTICS from EXILE TRIBEによる第3シリーズオープニングテーマ。作詞は小竹正人、作曲・編曲は亀田誠治。
「鍋奉行」
水曜日のカンパネラによる第3シリーズエンディングテーマ。作詞・作曲・編曲はケンモチヒデフミ。
「トモダチの背中」
悪魔学校バビルス 生徒の皆さんによる第3シリーズ最終回のエンディングテーマ。作詞は筆安一幸、作曲・編曲は本間昭光。

#### 挿入歌
「クララランド〜奇跡のちゅちゅちゅ〜」
仲良し満タン！ウァラク一家（朝井彩加）による第1シリーズ第8話・第19話挿入歌。
「キミの小悪魔黙示録」
くろむ（東山奈央）とイルミ（村瀬歩）による第1シリーズ第21話・第22話挿入歌。作詞は西修、作曲・編曲は本間昭光。
「ロノウェのミュージカル」
ロノウェ・ロミエール（鈴木達央）による第2シリーズ第3話・第4話・第13話挿入歌。作曲・編曲は本間昭光。『ミュージックコレクション 悪MAX!!! Vol.2』に収録時の曲名は「太陽のロロロロロノウェ」。
「魔イ魔イティーチャー」
ウァラク一家（朝井彩加）による第2シリーズ第12話挿入歌。作詞は加藤還一、作曲は本間昭光、編曲は関向弥生。
「恋する乙女は最強無敵」
くろむ（東山奈央）による第2シリーズ第16話挿入歌。作詞は西修、作曲・編曲は本間昭光。
「ガヤガヤ森はスーパー魔ーけっと」
ウァラク一家（朝井彩加）による第2シリーズ第19話挿入歌。作詞は大島のぞむ、作曲は本間昭光、編曲は関向弥生。
「クララの子守歌」
ウァラク・クララ（朝井彩加）による第2シリーズ第19話挿入歌。作詞は大島のぞむ、作曲・編曲は本間昭光。
「太陽のロロロロロノウェ」
ロノウェ・ロミエール（鈴木達央）による第3シリーズ第1話挿入歌。作詞は大島のぞむ、西修、作曲・編曲は本間昭光。
「おもちゃの国のビーナス」
ウァラク・クララ（朝井彩加）による第3シリーズ第7話挿入歌。作詞は大島のぞむ、作曲・編曲は本間昭光。
「レジェンドリーフみつけ歌」
森のケモノたちによる第3シリーズ第10話挿入歌。作詞は西修、作曲・編曲は本間昭光。
「キミの小悪魔黙示録」
リンディ（山谷祥生）＆イルミナティ（村瀬歩）による第3シリーズ第10話挿入歌。作詞は西修、作曲・編曲は本間昭光。

### 各話リスト

#### 第1期
| 話数   | サブタイトル               | 脚本       | 絵コンテ          | 演出         | 作画監督                | 総作画監督 | 放送日         |
| ------ | -------------------------- | ---------- | ----------------- | ------------ | ----------------------- | ---------- | -------------- |
| 第1話  | 悪魔学校の入間くん         | 筆安一幸   | 森脇真琴          | 佐藤まさふみ | 原将治                  | -          | 2019年 10月5日 |
| 第2話  | 使い魔、召喚！             | 筆安一幸   | 辻橋綾佳          | 辻橋綾佳     | 桝井一平 キム・ウンヨン | 原由美子   | 10月12日       |
| 第3話  | 入間とクララ               | 筆安一幸   | 稲垣隆行          | 稲垣隆行     | 尾崎正幸 米山浩平       | -          | 10月19日       |
| 第3話  | 悪魔のお友達               | 筆安一幸   | 稲垣隆行          | 稲垣隆行     | 尾崎正幸 米山浩平       | -          | 10月19日       |
| 第4話  | 問題児クラス               | 金杉弘子   | 三沢伸            | 菱川直樹     | 山本径子 邱明哲         | 原由美子   | 10月26日       |
| 第5話  | 魔王を目指す者             | 金杉弘子   | 森脇真琴 稲垣隆行 | 馬引圭       | 平岡雅樹 上野泰寛       | -          | 11月2日        |
| 第6話  | アメリの仮説               | 井上美緒   | 辻橋綾佳          | 榎本守       | 桝井一平 キム・ウンヨン | 原由美子   | 11月9日        |
| 第7話  | 初恋メモリー               | 井上美緒   | 佐藤まさふみ      | 佐藤まさふみ | 野田康行                | -          | 11月16日       |
| 第8話  | クララにメロメロ           | 大島のぞむ | 大久保政雄        | 中西基樹     | 邱明哲 山本径子         | 原由美子   | 11月23日       |
| 第9話  | 入間の決意、高鳴る努力     | 加藤還一   | 辻橋綾佳          | 辻橋綾佳     | 永田喜敬 林央剛         | -          | 11月30日       |
| 第10話 | 激闘、処刑玉砲!!           | 加藤還一   | 菱川直樹          | 菱川直樹     | 桝井一平 キム・ウンヨン | 原由美子   | 12月7日        |
| 第11話 | 使い魔といっしょ！         | 金杉弘子   | 佐藤まさふみ      | 佐藤まさふみ | 米山浩平 尾崎正幸       | -          | 12月14日       |
| 第11話 | 師団の挑戦                 | 金杉弘子   | 佐藤まさふみ      | 佐藤まさふみ | 米山浩平 尾崎正幸       | -          | 12月14日       |
| 第12話 | 1年生争奪戦!!              | 金杉弘子   | 稲垣隆行          | 東田夏実     | 山本径子 邱明哲         | 原由美子   | 12月21日       |
| 第13話 | 魔具研究師団               | 井上美緒   | 三沢伸            | 馬引圭       | 平岡雅樹 上野泰寛       | -          | 12月28日       |
| 第13話 | 13冠の集い                 | 井上美緒   | 三沢伸            | 馬引圭       | 平岡雅樹 上野泰寛       | -          | 12月28日       |
| 第14話 | 師団のお披露目             | 井上美緒   | 宮崎修治          | 宮崎修治     | 桝井一平 ジョン・ジヒ   | 原由美子   | 2020年 1月4日  |
| 第15話 | キリヲの隠し部屋           | 加藤還一   | 辻橋綾佳          | 辻橋綾佳     | 石田智子                | -          | 1月11日        |
| 第16話 | 前夜祭                     | 加藤還一   | 三沢伸            | 前屋俊広     | 清水恵蔵 キム・ウンヨン | 原由美子   | 1月18日        |
| 第17話 | 走れ入間、キリヲのもとへ！ | 筆安一幸   | 菱川直樹          | 菱川直樹     | 林央剛 島村秀一         | -          | 1月25日        |
| 第18話 | 心から望むもの             | 筆安一幸   | 東田夏実          | 東田夏実     | 山本径子 邱明哲         | 原由美子   | 2月1日         |
| 第19話 | 全部拾いたい               | 大島のぞむ | 稲垣隆行          | 榎本守       | 尾崎正幸 米山浩平       | -          | 2月8日         |
| 第19話 | 家族との時間               | 大島のぞむ | 稲垣隆行          | 榎本守       | 尾崎正幸 米山浩平       | -          | 2月8日         |
| 第20話 | 栄えある表彰               | 柿原優子   | 辻橋綾佳          | 辻橋綾佳     | 桝井一平 キム・ウンヨン | 原由美子   | 2月15日        |
| 第20話 | 人間の処遇                 | 柿原優子   | 辻橋綾佳          | 辻橋綾佳     | 桝井一平 キム・ウンヨン | 原由美子   | 2月15日        |
| 第21話 | アクドルくろむちゃん！     | 柿原優子   | 三沢伸            | 川島博明     | 平岡雅樹 上野泰寛       | -          | 2月22日        |
| 第22話 | キラキラの衝撃             | 柿原優子   | 宮崎修治          | 宮崎修治     | 桝井一平 山本径子       | 原由美子   | 2月29日        |
| 第23話 | 馴染みました！入間くん     | 筆安一幸   | 森脇真琴          | 中西基樹     | 林央剛 島村秀一         | -          | 3月7日         |

#### 第2期
| 話数   | サブタイトル           | 脚本       | 絵コンテ        | 演出              | 作画監督                  | 総作画監督 | 放送日         |
| ------ | ---------------------- | ---------- | --------------- | ----------------- | ------------------------- | ---------- | -------------- |
| 第1話  | 指輪の秘密             | 筆安一幸   | 森脇真琴        | 中西基樹          | 林央剛 永田善敬           | 原由美子   | 2021年 4月17日 |
| 第2話  | アメリの決断           | 筆安一幸   | 辻橋綾佳        | 辻橋綾佳          | 志賀祐香 中澤あこ         | -          | 4月24日        |
| 第3話  | 乙女な悪魔             | 大島のぞむ | 森脇真琴        | 川島博明          | 武内啓 ファン・ミンジョン | 原由美子   | 5月1日         |
| 第4話  | 生徒会長の眺め         | 大島のぞむ | 森脇真琴        | 馬引圭            | 加瀬幸治 杉田葉子         | 原由美子   | 5月8日         |
| 第5話  | オトモダチご招待！     | 筆安一幸   | 三沢伸          | 霜鳥孝介          | 桝井一平 ハン・ヒョンジ   | 原由美子   | 5月15日        |
| 第6話  | 王の教室               | 加藤還一   | 東田夏実        | 東田夏実          | 尾崎正幸 米山浩平         | -          | 5月22日        |
| 第7話  | 悪魔学校の教師たち     | 加藤還一   | 中西基樹        | 中西基樹          | 高橋晃                    | -          | 5月29日        |
| 第8話  | 道化師の奇跡           | 加藤還一   | 辻橋綾佳        | 辻橋綾佳          | 武内啓 フォン・ミジョン   | 原由美子   | 6月5日         |
| 第9話  | 魔界のお勉強           | 井上美緒   | 吉田徹          | 霜鳥孝介          | 永田善敬 林央剛           | -          | 6月12日        |
| 第10話 | バラムの授業           | 井上美緒   | 馬引圭          | 馬引圭            | 加瀬幸治 杉田葉子         | 原由美子   | 6月19日        |
| 第11話 | 終末テスト             | 守護このみ | 中西基樹        | 中西基樹          | 桝井一平 ハン・ヒョンジ   | 原由美子   | 6月26日        |
| 第11話 | ガールズトーク         | 守護このみ | 中西基樹        | 中西基樹          | 桝井一平 ハン・ヒョンジ   | 原由美子   | 6月26日        |
| 第12話 | カルエゴ先生の家庭訪問 | 加藤還一   | 馬引圭          | 球野たかひろ      | 尾崎正幸 米山浩平         | -          | 7月3日         |
| 第13話 | ウォルターパーク       | 加藤還一   | 辻橋綾佳        | 霜鳥孝介          | 高橋晃                    | -          | 7月10日        |
| 第14話 | みんなの遊び相手       | 井上美緒   | 東田夏実        | 東田夏実          | 武内哲 ソン・ヒョンジュ   | 原由美子   | 7月17日        |
| 第15話 | 魔獣襲撃               | 筆安一幸   | 辻橋綾佳        | 辻橋綾佳          | 林央剛 永田善敬           | 原由美子   | 7月24日        |
| 第16話 | この感情の名前は       | 筆安一幸   | 千明孝一        | 辻橋綾佳 中西基樹 | 加藤幸治 原由美子         | -          | 7月31日        |
| 第17話 | 最強の矛               | 守護このみ | 馬引圭 東田夏実 | 高林久弥          | 桝井一平 ハン・ヒョンジ   | 原由美子   | 8月7日         |
| 第18話 | 僕の欲                 | 井上美緒   | 三沢伸 辻橋綾佳 | 霜鳥孝介          | 米山浩平 尾崎正幸         | -          | 8月14日        |
| 第19話 | クララのお家           | 大島のぞむ | 辻橋綾佳        | 辻橋綾佳          | 高橋晃                    | -          | 8月21日        |
| 第20話 | 夢見るデート           | 井上美緒   | 宮崎修治        | 宮崎修治          | 桝井一平 ソン・ヒョンジュ | 原由美子   | 9月4日         |
| 第21話 | 魔界を統べる者         | 筆安一幸   | 東田夏実        | 東田夏実          | 林央剛 吉田和香子         | 原由美子   | 9月11日        |

#### 第3期
| 話数   | サブタイトル          | 脚本       | 絵コンテ          | 演出         | 作画監督              | 総作画監督 | 放送日         |
| ------ | --------------------- | ---------- | ----------------- | ------------ | --------------------- | ---------- | -------------- |
| 第1話  | 問題児クラスの新学期  | 筆安一幸   | 森脇真琴          | 佐藤まさふみ | 野田康行              | 原由美子   | 2022年 10月8日 |
| 第2話  | 師匠バチコ            | 筆安一幸   | 辻橋綾佳          | 辻橋綾佳     | 山村俊了 萩尾圭太     | 原由美子   | 10月15日       |
| 第3話  | 入間の本音            | 筆安一幸   | 森脇真琴          | 日下直義     | 川島尚                | -          | 10月22日       |
| 第4話  | 収穫祭の狼煙          | 加藤還一   | 辻橋綾佳          | 高林久弥     | 五十嵐俊介 兼子敬秀   | 原由美子   | 10月29日       |
| 第5話  | 狡猾な悪魔            | 加藤還一   | 伊藤慎之助        | 伊藤慎之助   | 林央剛 しんぼたくろう | 原由美子   | 11月5日        |
| 第6話  | 魔性のピュア          | 加藤還一   | 佐藤まさふみ      | 森田侑希     | 桜井木ノ実 南伸一郎   | 原由美子   | 11月12日       |
| 第7話  | クララのおもちゃ箱    | 大島のぞむ | 佐藤まさふみ      | 佐藤まさふみ | 野田康行              | -          | 11月19日       |
| 第7話  | 叫び声の響く夜        | 大島のぞむ | 佐藤まさふみ      | 佐藤まさふみ | 野田康行              | -          | 11月19日       |
| 第8話  | お仲間100人できるかな | 大島のぞむ | 辻橋綾佳          | 辻橋綾佳     | 永田有香 迫江沙羅     | 原由美子   | 11月26日       |
| 第8話  | 自慢の弟子たち        | 大島のぞむ | 辻橋綾佳          | 辻橋綾佳     | 永田有香 迫江沙羅     | 原由美子   | 11月26日       |
| 第9話  | ドロドロ兄弟の挑発    | 大島のぞむ | 森脇真琴          | 山﨑立士     | 萩尾圭太 山村俊了     | 原由美子   | 12月3日        |
| 第10話 | 私の知るイルマは      | 守護このみ | 辻橋綾佳          | 日下直義     | 五十嵐俊介 高橋こう平 | 原由美子   | 12月10日       |
| 第11話 | 魔神トートー          | 守護このみ | 霜鳥孝介          | 霜鳥孝介     | 板倉和宏 小村柚葉     | -          | 12月17日       |
| 第12話 | 願いを弓に            | 守護このみ | 寺田和男          | 高林久弥     | 林央剛 永田善敬       | -          | 12月24日       |
| 第13話 | 僕だけの魔術          | 守護このみ | 稲垣隆行          | 森田侑希     | 桜井木ノ実 南伸一郎   | 原由美子   | 2023年 1月7日  |
| 第14話 | リードの苦悩          | 守護このみ | 辻橋綾佳          | 辻橋綾佳     | 高橋晃 遠藤香         | -          | 1月14日        |
| 第15話 | 弓使いの真価          | 大島のぞむ | 寺田和男          | 土門健一     | 平岡雅樹 加瀬幸治     | 原由美子   | 1月21日        |
| 第16話 | 収穫祭の終わり        | 大島のぞむ | 佐藤まさふみ      | 佐藤まさふみ | 野田康行              | -          | 1月28日        |
| 第17話 | 伝説のリーフ          | 筆安一幸   | 森田侑希          | 日下直義     | 山村俊了 哈魯         | 原由美子   | 2月4日         |
| 第18話 | おかえり              | 筆安一幸   | 霜鳥孝介          | 霜鳥孝介     | 高橋晃 遠藤香         | -          | 2月11日        |
| 第19話 | 教師陣の宴            | 筆安一幸   | 川崎逸朗          | 高林久弥     | 米山浩平 尾崎正幸     | -          | 2月18日        |
| 第20話 | 悪友                  | 筆安一幸   | 辻橋綾佳          | 辻橋綾佳     | 高橋晃 遠藤香         | -          | 2月25日        |
| 第20話 | 真心クッキング教室    | 筆安一幸   | 辻橋綾佳          | 辻橋綾佳     | 高橋晃 遠藤香         | -          | 2月25日        |
| 第21話 | トモダチへの言葉      | 筆安一幸   | 辻橋綾佳 東田夏実 | 東田夏実     | 石田智子 林央剛       | 原由美子   | 3月4日         |

### 放送局
| 放送期間                     | 放送時間           | 放送局    | 対象地域 | 備考     |
| ---------------------------- | ------------------ | --------- | -------- | -------- |
| 2019年10月5日 - 2020年3月7日 | 土曜 17:35 - 18:00 | NHK Eテレ | 日本全域 | 字幕放送 |

| 配信開始日 | 配信時間                  | 配信サイト                                                                             |
| ---------- | ------------------------- | -------------------------------------------------------------------------------------- |
| 不明       | 月曜 12:00 更新           | dアニメストア NETFLIX バンダイチャンネル ひかりTV ビデオパス （現 TELASA） Hulu U-NEXT |
|            | 火曜 0:00（月曜深夜）更新 | アニメ放題 J:COMオンデマンド                                                           |

| 放送期間                | 放送時間           | 放送局    | 対象地域 | 備考     |
| ----------------------- | ------------------ | --------- | -------- | -------- |
| 2021年4月17日 - 9月11日 | 土曜 17:35 - 18:00 | NHK Eテレ | 日本全域 | 字幕放送 |

| 配信開始日 | 配信時間        | 配信サイト |
| ---------- | --------------- | --- |
| 不明       | 月曜 12:00 更新 | アニメ放題 dアニメストア（本店・for Prime Video） dTV （現Lemino） FOD NETFLIX バンダイチャンネル ひかりTV Hulu U-NEXT |

| 放送期間                     | 放送時間           | 放送局    | 対象地域 | 備考                        |
| ---------------------------- | ------------------ | --------- | -------- | --------------------------- |
| 2022年10月8日 - 2023年3月4日 | 土曜 18:25 - 18:50 | NHK Eテレ | 日本全域 | 字幕放送 / リピート放送あり |

| 配信開始日 | 配信時間                  | 配信サイト |
| ---------- | ------------------------- | --- |
| 不明       | 月曜 12:00 更新           | DMM TV ひかりTV FOD dアニメストア（本店・for Prime Video） NETFLIX バンダイチャンネル Hulu U-NEXT アニメ放題 dTV（現Lemino） Disney+ アニメタイムズ |
|            | 火曜 0:00（月曜深夜）更新 | TELASA J:COMオンデマンド auスマートパスプレミアム みるプラス                                                                                        |

| NHK Eテレ 土曜 17:35 - 18:00                     | NHK Eテレ 土曜 17:35 - 18:00          | NHK Eテレ 土曜 17:35 - 18:00                                  |
| 前番組                                           | 番組名                                | 次番組                                                        |
| ------------------------------------------------ | ------------------------------------- | ------------------------------------------------------------- |
| カードキャプターさくら クリアカード編 （再放送） | 魔入りました！入間くん（第1シリーズ） | メジャーセカンド（第2シリーズ）                               |
| ラディアン（第2シリーズ、再放送）                | 魔入りました！入間くん（第2シリーズ） | ラブライブ!虹ヶ咲学園スクールアイドル同好会 （第1期、再放送） |
| NHK Eテレ 土曜 18:25 - 18:50                     |                                       |                                                               |
| アオアシ                                         | 魔入りました！入間くん（第3シリーズ） | パディントンのぼうけん（再放送）                              |

### 関連商品

#### BD / DVD
| 巻 | 発売日         | 収録話          | 規格品番   | 規格品番   |
| 巻 | 発売日         | 収録話          | BD         | DVD        |
| -- | -------------- | --------------- | ---------- | ---------- |
| 1  | 2019年12月20日 | 第1話 - 第4話   | EYXA-12785 | EYBA-12779 |
| 2  | 2020年1月31日  | 第5話 - 第8話   | EYXA-12786 | EYBA-12780 |
| 3  | 2020年2月28日  | 第9話 - 第12話  | EYXA-12787 | EYBA-12781 |
| 4  | 2020年3月20日  | 第13話 - 第16話 | EYXA-12788 | EYBA-12782 |
| 5  | 2020年4月24日  | 第17話 - 第20話 | EYXA-12789 | EYBA-12783 |
| 6  | 2020年5月29日  | 第21話 - 第23話 | EYXA-12790 | EYBA-12784 |

| 巻 | 発売日         | 収録話          | 規格品番   | 規格品番   |
| 巻 | 発売日         | 収録話          | BD         | DVD        |
| -- | -------------- | --------------- | ---------- | ---------- |
| 1  | 2021年8月27日  | 第1話 - 第12話  | EYXA-13383 | EYBA-13376 |
| 2  | 2021年11月26日 | 第13話 - 第21話 | EYXA-13385 | EYBA-13380 |

| 巻 | 発売日        | 収録話          | 規格品番   | 規格品番   |
| 巻 | 発売日        | 収録話          | BD         | DVD        |
| -- | ------------- | --------------- | ---------- | ---------- |
| 1  | 2023年1月27日 | 第1話 - 第7話   | EYXA-14007 | EYBA-14001 |
| 2  | 2023年3月24日 | 第8話 - 第14話  | EYXA-14009 | EYBA-14003 |
| 3  | 2023年5月26日 | 第15話 - 第21話 | EYXA-14011 | EYBA-14005 |

#### CD
魔入りました! 入間くん ミュージックコレクション 悪MAX!!!
2020年5月20日発売
魔入りました! 入間くん ミュージックコレクション 悪MAX!!! Vol.2
2021年9月1日発売
魔入りました! 入間くん ミュージックコレクション 悪MAX!!! Vol.3
2023年3月22日発売

### アニ×パラ〜あなたのヒーローは誰ですか〜
短編テレビアニメ『アニ×パラ〜あなたのヒーローは誰ですか〜』とのコラボエピソードとして『episode18 ゴールボール』が制作された。
原作者の西が監修したオリジナルアニメで、オペラが入間たちに「暗黒噛球（あんこくごうきゅう）」なる魔界の球技（人間世界のパラリンピック競技である「ゴールボール」と酷似したもの）で決闘を挑む。

#### スタッフ（アニ×パラ）
- 原作 - 西修
- 監督 - 森脇真琴
- 脚本 - 大島のぞむ
- 音楽 - 本間昭光・関向弥生
- テーマ曲 - DA PUMP「Unstoppable」
- アニメーション制作 - BNピクチャーズ
- 制作 - NHKエンタープライズ
- 制作・著作 - NHK

#### 放送局（アニ×パラ）
| 放送日        | 放送時間      | 放送局 | 対象地域・備考              |
| ------------- | ------------- | ------ | --------------------------- |
| 2024年3月22日 | 15:45 - 15:50 | NHK BS | 日本全域 / リピート放送あり |

## 舞台
「魔入りました！入間くん」THE STAGEというタイトルで、2023年5月19日から28日に東京ドームシティ シアターGロッソにて上演予定であったが、機材トラブルにより一部公演が中止され、同年5月24日から28日に上演された。
2024年8月30日から9月8日に同劇場にて再演が予定されていたが、出演者の体調不良により一部公演が中止され、代役での公演も含めて、同年8月30日、9月1日から9月5日、9月7日から9月8日の期間に上演された。また、台風の影響での中止にはならなかったが来場できない購入者には払い戻し対応がとられた。

### キャスト（舞台）
- 鈴木入間 - 宮崎湧
- アスモデウス・アリス - 松井勇歩
- ウァラク・クララ - 小山百代
- アザゼル・アメリ - 立道梨緒奈
- サブノック・サブロ - 桜庭大翔
- オペラ - 和合真一
- サリバン - 林野健志 / 宮下幸生（代役）[127][128][129][130]
- ナベリウス・カルエゴ - 谷口賢志
- アンドロ・M・ジャズ - 山﨑玲央
- シャックス・リード - 相田真滉
- イクス・エリザベッタ - 赤坂麻凪
- クロケル・ケロリ - 北野瑠那
- ガープ・ゴエモン - 松川大祐
- アロケル・シュナイダー - 菅野慶太
- アガレス・ピケロ - 立花将
- エイコ - 田畑渚

アンサンブル
- 小泉丞
- 杉森菜摘
- 福田楓
- 光永ヒロト
- 森川大輝
- 山越大輔
- 来夢

### スタッフ（舞台）
- 原作 - 西修「魔入りました！入間くん」（週刊少年チャンピオン / 秋田書店）
- 脚本 - 伊勢直弘
- 演出 - 大関真（スーパーエキセントリックシアター）
- 音楽 - 本間昭光 / 関向弥生
- 主催 - 「魔入りました！入間くん」THE STAGE 製作委員会